# 中止したダム事業
中止したダム事業（ちゅうししたダムじぎょう）とは、様々な理由から建設・計画が中止されたダム事業のことである。この項では主に日本国内のものについて記述する。

## 概要
ダム事業は通常一度計画されたものについては時間がかかっても最終的には完成するのが常で、一部の例外を除きダム事業が中止となることはありえなかった。だが、時代の変化と共に河川行政に対する国民の視点が大きく変化し、ダム事業もその中で大きな転換点に差し掛かった。これを現実のものとしたのは1990年代以降特に行われた公共事業見直しの風潮である。実施計画調査開始から10年以上経過したり予備調査のみしか行われていないダム事業について河川行政を管轄する国土交通省が事業の総点検を行った。その中で反対運動等でこれ以上の事業進展が不可能であったり、代わりとなる治水・利水案がダム事業よりコストパフォーマンスが優れている、事業に対する流域のメリットがなくなったなど、様々な理由により事業が中止となっている。
主な理由としては以下のものあるが、近年では単独の理由で中止となるよりは複合的な事情が重なって中止となるケースが多い。ダム事業の中止とは以前は極めて稀なケースだったが、現在では公共事業見直し論の浸透で多くのダム事業が建設中止となっており、今後もこの傾向は継続するものと見られている。

## 事業中止の理由

### 反対運動によるもの
ダム事業の中には、様々な理由で建設事業に対する反対運動が起きる。反対運動が強烈だと市町村議会挙げての「ダム建設反対決議」を行う自治体も多く、本体工事以前に事前調査を拒否する為実施計画調査段階で膠着化する。そしてこの状態が20年 - 30年以上継続するケースが現れ事業が事実上凍結になる事も多い。
反対運動によるダム事業中止は北海道勇払郡占冠村に建設予定であった赤岩ダム（鵡川）が大規模多目的ダム事業としては初である。占冠村の主要部を含め大多数が水没予定となることに村民が一丸となって反対運動を起こし、1961年（昭和36年）に事業中止となった。徳島県に建設省（現・国土交通省四国地方整備局）が計画していた細川内ダム（那賀川）は30年以上地元の木頭村（現・那賀郡那賀町）が強硬に反対し、1996年（平成8年）に建設事業は事実上休止、2000年（平成12年）には計画中止となっている。この他「利根川改定改修計画」の根幹施設として、群馬県沼田市に同じく建設省によって建設が計画されていた沼田ダム（利根川）は、総貯水容量8億トンという日本最大の人造湖を誕生させようとしたが、沼田市中心部が完全水没するのを始め2,200世帯という前代未聞の住民移転が見込まれ、群馬県全体が反対姿勢を見せ膠着。計画自体が立ち消えとなった。

### 代替事業・立ち消えによるもの
ダム事業は通常、どの地点にダムを建設するかを調査するところから始まる。これを「予備調査」と呼ぶが、この時点において計画されたダム事業は、そのまま継続して完成する場合もあれば、その後の諸事情によって計画地点を変更したり、あるいは立ち消えで終わる例もある。
ダムを建設しても治水や利水に有効なだけの貯水量（有効貯水容量）を得ることができない場合はダムを建設するメリットが全くないため、大抵予備調査の段階で中止となる。この他、ダム建設に必要な河川勾配や流域の地質が十分な条件に満たない場合や流域に余りにも人家が密集し過ぎてダム建設計画が成り立たない場合も中止となる。前者では釧路川・米代川・雄物川・富士川・加古川・円山川・四万十川・遠賀川といった一級水系の本川がこれに当たり、長良川もこの範疇に入る。こうした水系では、ダムが建設されない代わりに多目的ダムの機能を兼ね備えた可動堰・河口堰や放水路を本川に建設するか、あるいは主な支川に多くのダムを建設して対処する。後者では代表的なものとして四十四田ダム（北上川）があり、当初は現地点より上流部に建設予定だったのが変更となっている。
これらの理由でも計画変更による中止や、立ち消えとなる場合もある。こうしたダムにおいては、計画段階で中止となる例がほとんどであるために型式を始めとする諸元が全く分からなかったり、不確かである場合が極めて多い。

### 需要の減少・事業者の財政問題によるもの
ダム事業は1950年（昭和25年）の国土総合開発法に基づく「河川総合開発事業」や1962年（昭和37年）の水資源開発促進法に基づく「河川水資源開発基本計画」に沿っている場合も多く、そのためこれらの法律が施行された1950年代～1960年代のいわゆる高度経済成長期に計画されたダムも多い。こうしたダムでは当時の水需要に沿った計画がなされたまま事業を進めているダムも多く、水需要の変化した現在ではかえって不要・過剰な供給であることも指摘されている。かんがい用ダムについても、減反政策や第一次産業人口の減少、農業施設合理化等に伴う耕地面積の縮小により当初予測より農業用水の需要が減少する傾向が見られた。こうしたことから現在の需要と照らし合わせて実情にそぐわない事業に関しては、計画見直しに伴う事業中止もある。
これと関連して地方自治体の税収減少による財政難で、当初は事業主体としてダムを計画していたり、特定多目的ダム事業に利水で参加していながらも、巨額の負担に耐えられず事業を再検討する自治体も現れ、補助多目的ダム事業中止・凍結の他利水目的で参加していたダム事業からの撤退が利根川水系や淀川水系で相次いだ。また、発電事業にかかわるダム事業についても、当初予測した電力需要に比べて実際の電力消費量が伸び悩むケースが多々あり、こうしたことから大規模な揚水発電用ダムを建設してもコストパフォーマンスに欠け、企業経営を圧迫する可能性がある等の理由からこうした発電用ダムの建設事業が計画段階で中止となっている事も近年散見される。
これらは、経済成長の鈍化とそれに伴う税収の減少、産業構造が重厚長大型から軽薄短小型に構造転換して行ったこと。さらには大都市人口のドーナツ化現象等による減少傾向が水需要の減少・電力需要の減少に繋がっており、ダム事業のみが当時の計画のまま時代の趨勢に追い付けなかったことが背景にある。近年のダム事業中止の大半はこうした事情によるケースが多い。

### 地質的制約の問題によるもの
ダム事業の予備調査・実施計画調査において最も重要な調査の一つが地質調査である。ダムサイトの地盤が脆弱であると巨大な水圧に耐えられず堤体が崩壊し、決壊事故となる。また地形的に脆弱な地点にダムを建設し、湛水すると土壌に貯水した水が浸透してさらに地盤が緩み、地すべりを惹き起こす。前者による事故としてフランスで発生したマルパッセダム決壊事故があり地盤ごと決壊して500人以上の死者を出し、後者の例では1962年に北イタリアで発生したバイオントダム貯水池地すべり事故があり、地質調査を怠って建設を強行したことにより結果2,200人が死亡するダム事故史上最悪の惨事を招いた。2005年（平成17年）に大阪高等裁判所における「永源寺第二ダム（愛知川）訴訟控訴審判決」では、地質調査を行わず建設を進めようとした農林水産省のダム建設は違法であるとの判決を下している。
こうしたことから地形的に建設が不適当な場合、安全性の面で建設が中止となるダムもある。また、建設前の地質調査で地すべりなど地質的な不都合が発生し、これらに対する補強工事で事業額が嵩み、かえってダム以外の治水・利水案がコスト抑制に繋がるとして中止となったダム事業もある。和歌山県に国土交通省近畿地方整備局が建設を予定していた紀伊丹生川ダム（紀伊丹生川）は、水需要の減少で規模を縮小すべく当初地点から上流にダムサイトを移したが、移転地点の地質が悪くこの地点にダムを建設するよりは築堤等の河川改修・既存利水施設の再開発がコストを抑制する事が判明し、建設事業を2002年（平成14年）に中止したケースがこれに当たる。この他「利根川・荒川水資源開発基本計画」の一環として埼玉県に建設が予定されていた小森川ダム（小森川）も同様の理由で中止されている。

### 環境問題・既得権益（漁業権・水利権）によるもの
クマタカ・イヌワシ営巣や森林保護等、環境問題を巡ってダム反対運動が起きることも必然的で、環境影響評価法の制定で環境影響調査が厳格化されたことも、ダム事業の中止・凍結に影響を与えた。反対運動により景観が守られた例としては小歩危ダム（吉野川）や尾瀬原ダム（只見川）があり、尾瀬原ダム建設反対運動は日本の自然保護運動の嚆矢でもある。
さらに、前述の尾瀬原ダムや小河内ダム（多摩川）の様に、下流の水利権を巡る自治体・慣行水利権者からの反対運動もある。漁業権を巡り流域または下流・海域の漁業協同組合からの反対運動も必発であり、筑後大堰建設を巡る有明海漁業協同組合の反対運動は、工事予定地に漁民が大挙押し掛け実力行使に出たケースもある。宮城県の新月ダム（大川）は、下流の気仙沼市等の漁業関係者からカキ養殖に重大な影響を及ぼすとして反対運動が起こり、その後水需要の減少なども重なり計画が中止された。既得権益、特に漁業権絡みの反対運動は環境保護の立場からの反対運動と軌を一にすることが多い。

### 脱ダム宣言によるもの
「脱ダム宣言」とは、小説家で当時長野県知事であった田中康夫が、知事在任時の2001年（平成13年）2月20日に長野県議会において宣言した政策である。
知事就任後、田中康夫は旧態依然たる地方自治体の公共事業依存体質から脱却することを理念とし、その中でゼネコンとの癒着の温床としてダム事業を槍玉に挙げた。当時長野県は補助多目的ダムを信濃川水系・天竜川水系に多数計画していたが、「長野県にはコンクリートダムを造らない」と議会で宣言後、直ちに全てのダム事業の中止を発表した。（その後、学識経験者などからなる「治水・利水ダム等検討委員会」が発足し、個々のダム計画ごとに調査・検討を開始した）
県議会議員や県内の土木建設業者は激しく反発したものの、浅川ダム（浅川）や下諏訪ダム（東俣川）を始め軒並みダム事業を中止。さらに、中部電力が建設を計画していた、木曽郡大桑村と王滝村にまたがる木曽中央水力発電所のダム建設も、「脱ダム宣言」に合致しないとして否定的な姿勢を見せた。
この宣言は、折からの公共事業見直しの機運とも重なり、特にダム建設に反対する市民団体の活動が活発化、八ッ場ダム（吾妻川）・徳山ダム（揖斐川）・川辺川ダム（川辺川）建設反対運動をさらに盛り上がらせた。知事自身も脱ダム宣言以降積極的にダム不要論を訴求し、2005年（平成17年）に「淀川水系流域委員会」が大戸川ダム（大戸川）を始め淀川水系で計画されているダム事業中止を諮問した際も、大津市で「淀川水系でも脱ダムすべきだ」と発言し、一貫してダムに対し否定的な行動を行った。公共事業への疑問を呈する意味で、彼の取った行動はマスコミなどを通じ報道された。さらに、公共事業に依存する県内の中小建設業者に対し、治山事業としての森林保護事業を代替事業として提供する等、新たな公共事業創出を図ろうとしたことも評価されている。
その一方で、浅川流域住民は浅川ダム建設を切望していたという経緯もあって、知事による脱ダム宣言に反発する向きが多かった。知事は流域住民に対してダム代替案を説明したが住民の理解を得られなかった。また、代替案の一つでもある「河道内遊水池」案（河道内に高さ30m～40mの堤防で河川を横断し建設、治水を行うというもの）については河川法に基づくダムそのものであり、何ら代替案になっていないという批判が多く出た他、肝心の代替案に基づく河川整備がほとんど手付かずになっている。「脱ダム宣言」は、2003年（平成15年）に開催された「第1回世界水フォーラム」で日本の有名なダム反対論者と「脱ダム」を訴えた所、会場で聴聞していた多くの開発途上国参加者から「地域事情を無視した独善的な論拠で、評価に値しない」と激しい批判を浴びている。ただし、県議会議員から挙っているダム推進の声は、本来の治水・利水を考慮しているというより「反田中」の手段としているきらいもあるとの論評もある。
2006年（平成18年）7月、長野県中部地域を中心に梅雨前線による記録的な集中豪雨（平成18年7月豪雨）が襲い、諏訪湖・天竜川流域で死者が出る大災害が発生した。この時は直ちに現地入りを行い陣頭指揮に当たったものの、『治水整備の遅れが招いたのではないか』という批判が出された。これが脱ダムを始めとする一連の田中施策が独善的に過ぎるという批判が反対派のみならずかつて支持していた層にも拡大。施策を打ち出しても結果が伴わないという批判が重なった所に豪雨災害が起こり、こうした中で知事改選を迎えた田中は選挙に落選、村井仁が知事に就任した。しかし、実際のところ被害が甚大であった岡谷市付近は脱ダム宣言によって中止したダム事業は無く、さらに被災地を視察した村井候補が「（豪雨災害は）天の戒めである」と発言したことから、災害が反田中の材料として使われることで住民の反感を買い、知事選における諏訪地域での得票は、田中が村井を上回る結果となった。
田中は落選後の記者会見において脱ダム宣言の今後について、『新しい知事がお考えになるのが宜しい』として言及を避けた。田中を破って知事となった村井仁は当初脱ダム宣言の見直しを言明していたが、その後『個々の河川の整備状況を見ながら考える』として性急なダム建設回帰には慎重な姿勢を見せた。河川行政を担う国土交通省も『長野県から（ダム事業再開の）話があればその時には話を伺う』として、様子を見ている。村井は2007年2月8日に『脱・脱ダム宣言』を行い、ダム建設再開を表明した。
こうして田中の『脱ダム宣言』は村井の『脱・脱ダム宣言』によって方針転換されたが、従来の河川行政に対するアンチ・テーゼとしてのインパクトは極めて高いものであり滋賀県の嘉田由紀子知事のダム凍結宣言にも影響を与え、全国のダム事業に対し問題提起を与えた意味では1つのエポック・メイキングであった。

## 凡例
一覧表の順序は都道府県順→五十音順で示す。複数の所在地にまたがるダムについては一般財団法人日本ダム協会『ダム便覧』に準じ、河川の源流点から河口・合流点を見た場合におけるダム左岸の所在都道府県に掲載する。なお、掲載基準はダムの諸元（型式・高さ・総貯水容量）の何れかが判明しているダムについて掲載し、諸元が全く不明で名称のみ判明しているダムは除外する。
| 所在 | 水系 | 河川 | ダム  | 型式 | 高さ  | 総貯水容量 | 事業者 | 備考・注釈 | 出典 |
| ---- | ---- | ---- | ----- | ---- | ----- | ---------- | ------ | ---------- | ---- |
| AA   | A川  | A川  | Aダム | 重力 | 150.0 | 100,000    | 建設省 | ○○○        | [1]  |

所在
ダムが所在する都道府県。北海道については総合振興局・振興局を掲載するが順番については 北海道庁ホームページ の記載順に準拠する。
水系
ダムが建設されている河川が属する水系。
河川
ダムが建設されている河川。「河道外」は河川以外の谷間などに建設されているダムを指す。
型式
ダムの型式。詳細は各リンク先を参照。
高さ
ダムの高さ。単位はメートル。
総貯水容量
ダムによって形成される人造湖の総貯水容量。単位は1,000立方メートル。なお有効貯水容量しか判明していないダムについては、備考・注釈欄冒頭に「容量は有効貯水容量」と明記する。
事業者
ダムを計画、施工していた事業者。ただし北海道開発局開発建設部・農業水産部については所管官庁（開発建設部：建設省・国土交通省、農業水産部：農林水産省）を記載する。事業主体が変遷・組織変更している場合は、ダム事業中止当時の事業者名を記載する。
備考・注釈
ダム事業中止までの経緯を記載する。出典については出典欄に記載するものとする。
出典
ダムの諸元、備考・注釈欄に記載した内容についてデータの出典元を呈示する。重複を避けるため備考・注釈欄の方には出典を付けない。

## 中止ダム一覧

### 北海道地方
| 所在       | 水系     | 河川              | ダム           | 型式         | 高さ  | 総貯水容量 | 事業者            | 備考・注釈 | 出典                        |
| ---------- | -------- | ----------------- | -------------- | ------------ | ----- | ---------- | ----------------- | --- | --------------------------- |
| 空知       | 石狩川   | 奈井江川          | 北海ダム       | ロックフィル | 45.3  | 15,700     | 農林水産省        | 北海道開発局農業水産部による国営かんがい排水事業空知中央地区二期の水源として計画された。滝里ダム（空知川）建設に伴い計画を放棄した幌子ダムと三笠ダム（奔別川）の代替施設として計画され、2011年完成を目標に建設が進められたが事業中止となる。 | [ 1 ] [ 2 ] [ 3 ]           |
| 空知       | 石狩川   | 芦別川            | 幌子ダム       | ロックフィル | 62.9  | 59,360     | 農林省            | 北海道開発局農業水産部による国営かんがい排水事業空知中央地区の水源として計画された。しかし1975年8月の昭和50年8月洪水による石狩川大水害を契機に石狩川水系工事実施基本計画が改定され、芦別川が合流する空知川の滝里ダム建設が具体化された。空知川流域のダム計画は治水目的を持つ特定多目的ダムである滝里ダム建設を優先的に実施することになり、利水専用である本ダム計画は灌漑目的を滝里ダムに振り替える形で1977年2月に中止され、受益者の空知中央地区も1979年にこれを追認した。 | [ 1 ] [ 4 ]                 |
| 空知       | 石狩川   | 幌加 尾白利加川   | 美沢ダム       | 重力         | 31.0  | 4,800      | 農林水産省        | 北海道開発局農業水産部による国営かんがい排水事業新雨竜地区の水源として計画された。 | [ 5 ] [ 6 ]                 |
| 石狩       | 石狩川   | 嶮淵川            | 嶮淵ダム       | ロックフィル | 44.4  | 135,100    | 農林水産省        | 北海道開発局農業水産部による国営道央土地改良事業の水源として計画された。石狩川支流の千歳川に合流する嶮淵川上流、北海道千歳市泉郷地先に計画された北海道最大級の農林水産省直轄ダム計画であり、上水道・工業用水道供給目的を有する利水専用多目的ダムである。自流水では貯水池を満水にできないので夕張川からの導水が計画されていたが、事業は中止となる。 | [ 7 ] [ 8 ]                 |
| 後志       | 尻別川   | 尻別川            | 尻別ダム       | -            | -     | 10,000     | 農林水産省        | 北海道開発局農業水産部による国営直轄かんがい排水事業羊蹄周辺地区の水源として計画された農林水産省直轄ダム事業。完成すれば尻別川本流唯一のダムになる予定だった。 | [ 9 ]                       |
| 胆振       | 安平川   | 安平川            | 安平ダム       | ロックフィル | 23.1  | 22,800     | 農林水産省        | 北海道開発局農業水産部による国営かんがい排水事業道央中央地区の水源として計画された。農林水産省直轄ダムであるが上水道・工業用水道の供給を併せ持つ利水専用の多目的ダム計画であった。 | [ 10 ]                      |
| 胆振       | 長流川   | 長流川            | 大滝ダム       | -            | -     | 7,500      | 北海道            | 北海道有珠郡大滝村（伊達市大滝）地先、長流（おさる）川と三階滝川合流点直下流に計画された利水ダム。洞爺湖を含む長流川・貫気別川を利用し洞爺高台・虻田・壮瞥地域の農地灌漑、室蘭市への上水道供給、室蘭西部地域への工業用水道供給、水力発電およびレクリェーション開発を目的とした広域利水計画・洞爺湖周辺水利総合開発計画の一環として計画された。認可出力4,000キロワットの大滝発電所による水力発電が目的だったが、構想のままで計画は消滅した。 | [ 11 ]                      |
| 胆振       | 貫気別川 | 貫気別川          | 三の原ダム     | -            | -     | 10,060     | 北海道            | 北海道虻田郡豊浦町地先に計画された利水専用多目的ダム。広域利水計画・洞爺湖周辺水利総合開発計画の一環として計画された。貫気別（ぬっきべつ）川沿岸の洞爺高台地域1,540ヘクタールの田畑に対する灌漑および島見発電所による認可出力1万4000キロワットの水力発電を目的にしていた。なお水力発電に関してはダムに貯水した貫気別川の水を島見発電所を通じて洞爺湖に放流することで長流川水系への流域変更を行い伊達・壮瞥・室蘭地域への利水も図る計画であったが、構想のままで計画は消滅した。 | [ 11 ]                      |
| 胆振       | 白老川   | 白老川            | 白老ダム       | 重力         | 67.7  | 19,900     | 北海道            | 白老川の治水と流水の正常な機能の維持、上水道・工業用水道供給を目的に北海道白老郡白老町森野地先に計画された補助多目的ダム。しかし水需要の減少とダム以外の方法による治水事業の優位性が示されダム建設の目的が喪失し、北海道による通称「時のアセスメント」によって1998年に事業の中止が決定された。 | [ 10 ] [ 12 ] [ 13 ]        |
| 日高       | 新冠川   | 新冠川            | 泉ダム         | -            | 25.0  | 1,150      | 北海道電力        | 日高電源一貫開発計画の一環として岩清水ダムの下流に計画された発電用ダム。 | [ 14 ]                      |
| 日高       | 静内川   | 春別川            | 奥春別ダム     | -            | 45.0  | 1,521      | 北海道電力        | 日高電源一貫開発計画の一環として春別ダムの上流に計画された発電用ダム。ダムサイトが断崖絶壁の上崩落が激しく、建設が困難という理由で計画が中止された。 | [ 14 ]                      |
| 日高       | 沙流川   | 沙流川            | 三岩ダム       | 中空重力     | 67.0  | 57,500     | 建設省            | 北海道沙流郡日高村（日高町）三岩地先に計画された特定多目的ダム。流水の正常な機能の維持（鵡川・浜厚真地区における既開墾農地1,836ヘクタールへの不特定灌漑）、鵡川・浜厚真地区における新規開墾農地1,722ヘクタールへの灌漑、苫小牧港工業地帯への工業用水道供給、および日高電源一貫開発計画に関連した三岩発電所による認可出力2万8000キロワットの水力発電を目的としていた。1958年より北海道開発局が予備調査に着手していたが1970年には沙流川の洪水調節目的が加わり、水力発電も認可出力12万7000キロワットに計画が拡充された。1986年に発表された通商産業省資源エネルギー庁による第5次発電水力調査においても計画は残っていたものの、正式なダム事業として採択されず最終的には計画が消滅している。                                              | [ 15 ] [ 16 ] [ 17 ]        |
| 渡島       | 松倉川   | 松倉川            | 松倉ダム       | 重力         | 80.0  | 12,300     | 北海道            | 松倉川の治水と函館市への上水道供給を目的に北海道函館市三森町地先に計画された補助多目的ダム。利水受益者である函館市の水需要が減少して利水目的が喪失し、北海道による通称「時のアセスメント」によって2000年に事業の中止が決定された。 | [ 12 ] [ 13 ] [ 18 ] [ 19 ] |
| 上川       | 石狩川   | 愛別川            | 愛別第二ダム   | 重力         | 19.8  | 5,500      | 北海道            | 愛別川総合開発事業の一環として、支流狩布川の愛別ダムと共に計画された。愛別川の洪水調節を目的に北海道上川郡愛別町徳星地先に計画された治水ダム。愛別ダムは1986年に補助多目的ダムとして完成したが、本ダムは途中で計画が消滅した。 | [ 20 ]                      |
| 上川       | 鵡川     | 鵡川              | 赤岩ダム       | 重力         | 103.0 | 350,000    | 建設省            | 鵡川の治水・苫小牧市の工業地帯への工業用水道供給および9万キロワットの水力発電を目的に北海道勇払郡占冠村の赤岩青巌峡一番淵付近に計画された巨大多目的ダム計画。ニニウ・トマム以外の占冠村全村が水没するため村全体で反対運動が強く村議会が反対決議を行い、1960年12月に予備調査が打ち切られ計画は白紙撤回された。 | [ 21 ]                      |
| 上川       | 石狩川   | 石狩川            | 石狩ダム       | 中空重力     | 118.2 | 147,000    | 建設省 北海道電力 | 容量は有効貯水容量。石狩川の治水、灌漑および5万8000キロワットの水力発電（石狩発電所）を目的に石狩川本流上流部、層雲峡上流12キロメートルのユニ石狩地点に計画されていた多目的ダム。当初は北海道電力による水力発電計画であったが、1954年の水害を機に北海道開発局建設部が北海道総合開発計画に基づく治水事業として後乗りし、1955年より国と北海道電力の共同事業として予備調査が開始された。ダム計画は当初のユニ石狩地点より約2キロメートル下流の大学平地点にダムサイトが1956年変更となり、高さ・型式や貯水容量も1965年の実施計画調査時までに大幅に修正され現行規模の特定多目的ダム・大雪ダムとして1975年に完成した。 | [ 22 ] [ 23 ]               |
| 上川       | 石狩川   | 牛朱別川          | 鷹栖ダム       | アース       | 29.5  | 2,980      | 農林省            | 北海道開発局農業水産部による国営かんがい排水事業共栄近文地区の水源として計画された。 | [ 20 ] [ 24 ]               |
| 上川       | 鵡川     | 八戸沢川          | トマムダム     | ロックフィル | 14.9  | 490        | 北海道            | 八戸沢川の治水とトマム地区の利水を目的に北海道勇払郡占冠村上トマム地先に計画されていた、限られた小規模地域を対象とした多目的ダム・小規模生活貯水池事業。地域の水需要減少と河川改修がダム事業よりも優位性があり治水・利水目的が喪失し、北海道による通称「時のアセスメント」によって事業の中止が決定された。 | [ 12 ] [ 13 ] [ 25 ]        |
| 上川       | 石狩川   | 美瑛川            | 美瑛ダム       | ロックフィル | 49.0  | 106,800    | 建設省            | 容量は有効貯水容量。美瑛川の洪水調節・既開墾農地に対する用水補給・新規開拓農地に対する灌漑および認可出力14,400キロワットの水力発電を目的として計画された特定多目的ダム事業。建設省による新治水五ヵ年計画の一環として1967年より構想され1969年より予備調査に着手された。具体的な建設地点は明確ではないが留辺蘂川合流点から辺別川合流点までの間に計画され、石狩川水系では金山ダム（空知川）に次ぐ大規模多目的ダム計画であった。本格的なダム事業として採択される実施計画調査への移行を目指していたが、予備調査で打ち切られ計画は終了。以降美瑛川流域に治水目的のダムは建設されていない。 | [ 26 ] [ 27 ] [ 28 ]        |
| 上川       | 石狩川   | ウツナイ川        | 宇津内ダム     | 重力         | 56.0  | 30,000     | -                 | 容量は有効貯水容量でダム名は仮称。北海道雨竜郡幌加内町、石狩川水系雨竜川に合流するウツナイ川に計画された発電用ダム。通商産業省資源エネルギー庁による第5次発電水力調査において構想された宇津内揚水発電計画の上部調整池。雨竜第二ダムの貯水池である宇津内湖の上流端、夫婦岩付近にダムは計画されていた。下部調整池である雨竜第二ダムとの間で認可出力10万キロワットの揚水発電を行う宇津内発電所が計画されていたが、計画に着手することはなく構想のままで終わる。 | [ 29 ]                      |
| 留萌       | 天塩川   | 30号川            | 雄信内ダム     | ロックフィル | 26.2  | 1,000      | 農林水産省        | 北海道開発局農業水産部による国営かんがい排水事業雄信内地区の水源として計画された。 | [ 30 ]                      |
| 宗谷       | 徳志別川 | ペンケ カヨナイ川 | 歌登ダム       | 重力         | 37.8  | 1,500      | 農林水産省        | 北海道開発局農業水産部による国営かんがい排水事業歌登中央地区の水源として計画された。 | [ 31 ] [ 32 ]               |
| 宗谷       | 鬼志別川 | 鬼志別川          | 猿払ダム       | ロックフィル | 40.2  | 3,700      | 農林水産省        | 北海道開発局農業水産部による国営かんがい排水事業猿払地区の水源として計画された。 | [ 33 ]                      |
| オホーツク | 湧別川   | 生田原川          | 生田原ダム     | 重力         | 33.9  | 1,200      | 農林水産省        | | [ 34 ]                      |
| オホーツク | 海別川   | 奥蕊別川          | 海別ダム       | ロックフィル | 58.0  | 6,400      | 農林水産省        | 北海道開発局農業水産部による国営かんがい排水事業斜里二期地区の水源として計画された。 | [ 32 ] [ 35 ]               |
| オホーツク | 渚滑川   | 渚滑川            | 渚滑ダム       | ロックフィル | 62.0  | 30,000     | -                 | 容量は有効貯水容量でダム名は仮称。北海道紋別郡滝上町、渚滑川と支流オサツナイ川合流点下流に計画された発電用ダム。通商産業省資源エネルギー庁による第5次発電水力調査において構想された認可出力2万1000キロワットのダム水路式発電所・渚滑発電所の取水元として計画された。河川総合開発事業として多目的ダムにする構想もあり、仮に完成すれば渚滑川水系唯一のダムであったが構想のままで終わる。 | [ 36 ]                      |
| 十勝       | 十勝川   | 足寄川            | 足寄ダム       | ロックフィル | 44.3  | 76,500     | 建設省            | 容量は有効貯水容量。北海道足寄郡足寄町と足寄郡陸別町にまたがる、十勝川水系利別川に合流する十勝川の二次支流・足寄川に計画された特定多目的ダム。十勝ダム（十勝川）や札内川ダム（札内川）と共に十勝川上流ダム群の一環として1981年には予備調査に着手していた。足寄川・利別川・十勝川の洪水調節と水力発電が目的で、水力発電については通商産業省資源エネルギー庁による第5次発電水力調査において認可出力1万1200キロワットのダム式発電所・上足寄発電所計画として構想されていた。しかし正式なダム事業として採択はされず計画は消滅した。 | [ 37 ] [ 38 ]               |
| 十勝       | 十勝川   | 十勝川            | 奥十勝ダム     | 重力         | 74.0  | 80,400     | -                 | 容量は有効貯水容量でダム名は仮称。北海道上川郡新得町屈足地先、十勝川と支流のトムラウシ川合流点直上流部に計画された発電用ダム。通商産業省公益事業局が昭和27年度に実施した発電水力調査において構想された奥十勝発電所計画の貯水池である。支流トムラウシ川からも導水して貯水を行い、認可出力2万7600キロワットの水力発電を行うことが目的であった。同時期に電源開発が十勝糠平系電源一貫開発計画に着手すること、北海道の電力需要、資材運搬用道路が未成であるという理由から緊急にに開発する必要はないとの判断となり着手されず、そのまま計画は消滅した。 | [ 39 ]                      |
| 十勝       | 歴舟川   | 歴舟川            | 日方川第二ダム | 重力         | 80.0  | 87,058     | -                 | ダム名は仮称。日方川は歴舟川の別称である。北海道広尾郡大樹町地先に計画された発電用ダム。通商産業省公益事業局が昭和29年度に実施した発電水力調査において構想された日方川第一・第二発電所計画のうち日方川第二発電所計画の貯水池である。十勝川水系札内川に設ける日方川第一貯水池から流域変更で日方川に導水し、日方川第一発電所で放流した後に歴舟川と支流ポンヤオロヌップ川合流点直下に建設する日方川第二貯水池に貯水し、認可出力4万4700キロワットの発電を行うことが目的であった。地質・地形的にダム建設には好適地な上水量も豊富であり、補償問題もほぼ皆無という開発には好条件の計画であったが着手されることなく計画は消滅した。なお札内川に計画されていた日方川第一貯水池のダム地点付近には、1997年建設省により札内川ダムが建設された。 | [ 40 ] [ 41 ] [ 42 ]        |
| 十勝       | 十勝川   | ペンケ ニコロ川   | 美蔓ダム       | 重力         | 63.0  | 6,500      | 農林水産省        | 北海道開発局農業水産部による国営かんがい排水事業美蔓一期地区の水源として計画された。 | [ 43 ]                      |
| 釧路       | 茶路川   | 茶路川            | 茶路川ダム     | 重力         | 35.0  | 32,458     | -                 | ダム名は仮称。北海道白糠郡白糠町茶路地先、国道392号明橋付近に計画された発電用ダム。通商産業省公益事業局が昭和29年度に実施した発電水力調査において構想された茶路川発電所計画の貯水池である。庶路川から流域変更を行って茶路川貯水池で導水して貯水を行い、認可出力4,480キロワットの水力発電を行うことが目的であった。しかし調査の結果ダムサイトの地盤が脆弱で川幅が広く建設地点としては不良である上、茶路川の水量も少なく低標高で落差も取りにくいという水力発電上欠点だらけの地点であり、結果的に計画は放棄された。 | [ 44 ]                      |

### 東北地方
| 所在 | 水系     | 河川       | ダム                 | 型式         | 高さ  | 総貯水容量 | 事業者     | 備考・注釈 | 出典                               |
| ---- | -------- | ---------- | -------------------- | ------------ | ----- | ---------- | ---------- | --- | ---------------------------------- |
| 青森 | 磯崎川   | 磯崎川     | 磯崎ダム             | 重力         | 30.5  | 630        | 青森県     | 青森県西津軽郡深浦町浜崎地先に計画された補助多目的ダム。磯崎川の治水と深浦町への上水道供給を目的とした小規模生活貯水池計画だった。1992年より建設事業に着手したが2003年に事業者の青森県が中止を決定。 | [ 45 ] [ 46 ]                      |
| 青森 | 岩木川   | 大和沢川   | 大和沢ダム           | 重力         | 65.0  | 3,000      | 青森県     | 青森県弘前市一野渡鷲ノ巣国有林地先に計画された補助治水ダム。大和沢川の洪水調節と流水の正常な機能の維持を目的としていた。1992年より事業に着手していたが鳩山由紀夫政権によるダム事業再検証対象ダムとなり、再検証の結果2011年5月に事業中止となった。 | [ 47 ] [ 48 ]                      |
| 青森 | 高瀬川   | 高瀬川     | 小川原湖総合開発     | 堰           | 2.9   | 153,800    | 国土交通省 | 1977年策定のむつ小川原開発第二次基本計画に基づき、むつ小川原工業団地への利水と治水安全度向上を目的に1978年より計画された特定多目的ダム事業。高瀬川・高瀬川放水路にそれぞれ河口堰を建設して小川原湖を淡水化し、用水供給に充てる計画だったが水需要の大幅減少に伴い代替水源への変更を地元より求められ淡水化計画は撤回、事業も中止となった。 | [ 49 ] [ 50 ]                      |
| 青森 | 奥戸川   | 奥戸川     | 奥戸ダム             | 重力         | 33.0  | 1,590      | 青森県     | 読みは「おこっぺダム」。青森県下北郡大間町奥戸地先に計画された補助多目的ダム。奥戸川の治水と上水道用水供給を目的とした小規模生活貯水池計画で、1990年より着手され2016年完成予定だった。しかしダム事業再検証対象ダムとなり、再検証の結果2011年8月に事業中止となった。 | [ 51 ] [ 52 ]                      |
| 青森 | 奥入瀬川 | 惣辺川     | 惣辺川ダム           | 重力         | 62.0  | 4,700      | 青森県     | | [ 53 ]                             |
| 青森 | 五戸川   | 妙返川     | 妙返ダム             | ロックフィル | 54.0  | 2,320      | 農林水産省 | 国営五戸台地農地開発事業の水源として計画された農林水産省直轄ダム。五戸川上流に取水堰を設け、そこからトンネルでダムへ導水して貯水する計画であった。 | [ 49 ] [ 54 ]                      |
| 青森 | 中村川   | 中村川     | 中村ダム             | 重力         | 57.5  | 18,000     | 青森県     | 青森県西津軽郡鰺ヶ沢町松代地先に計画された補助治水ダム。中村川の洪水調節と流水の正常な機能の維持を目的としていたが、ダム事業以外の河川改修を行う方が費用対効果で優位性があることが判明し、2005年に事業者の青森県が中止を決定。 | [ 13 ] [ 55 ]                      |
| 青森 | 岩木川   | 浅瀬石川   | 温川ダム             | ロックフィル | 72.0  | 19,130     | 農林水産省 | 国営浅瀬石川農業水利事業の水源として青森県平川市（当時は南津軽郡平賀町）平六地先、沖浦ダムの上流に計画された農林水産省直轄ダム。地質調査の結果ダム建設に対する安全性が払拭できず、本ダム地点を放棄して浅瀬石川支流の二庄内川にダムサイトを移転。二庄内ダムを新たな水源として建設事業を続行し1995年に完成した。 | [ 56 ] [ 57 ] [ 58 ]               |
| 岩手 | 明戸川   | 明戸川     | 明戸川ダム           | 重力         | 39.0  | 700        | 岩手県     | 岩手県下閉伊郡田野畑村明戸地先に計画された補助多目的ダム。明戸川の治水と流域への利水を目的とした小規模生活貯水池計画だった。治水と利水の両面においてダムを建設するだけの優位性が喪失したため、1997年に事業者の岩手県が中止を決定。 | [ 13 ] [ 59 ] [ 60 ] [ 61 ]        |
| 岩手 | 北上川   | 北本内川   | 北本内ダム           | 重力         | 86.0  | 15,100     | 岩手県     | 岩手県北上市（当時は和賀郡和賀町）北本内地先に計画された補助多目的ダム。北本内川および合流先である和賀川の治水と流域への上水道供給を目的として1980年より事業に着手していたが、治水・利水の両面においてダムを建設するだけの優勢が喪失したため、1998年8月に事業者の岩手県が中止を決定。 | [ 13 ] [ 62 ] [ 63 ] [ 64 ]        |
| 岩手 | 馬淵川   | 黒沢川     | 黒沢ダム             | ロックフィル | 24.0  | 530        | 岩手県     | 岩手県八幡平市（当時は二戸郡安代町）細野地先に計画された補助多目的ダム。黒沢川の治水および流域への利水を目的とした小規模生活貯水池計画だった。治水・利水の両面においてダムを建設するだけの優位性が喪失したため、2000年に事業者の岩手県は事業を中止した。なお文献中の北上川は誤植。 | [ 13 ] [ 65 ]                      |
| 岩手 | 北上川   | 興田川     | 砂渕ダム             | ロックフィル | 73.0  | 15,000     | 農林水産省 | 国営かんがい排水事業東磐井地区の水源として計画された農林水産省直轄ダム。 | [ 66 ] [ 67 ]                      |
| 岩手 | 気仙川   | 大股川     | 津付ダム             | 重力         | 73.5  | 20,000     | 岩手県     | 岩手県気仙郡住田町津付地先に計画された補助多目的ダム。大股川と合流先である気仙川の治水および流域への利水を目的としていた。東日本大震災で被災した気仙川下流域復興を目的とした新しい街づくりに則した河川改修計画を検討した結果、通常の河川改修が最も優位な計画案であることが判明し、2014年7月に事業者の岩手県が中止を決定。 | [ 48 ] [ 68 ]                      |
| 岩手 | 久慈川   | 日野沢川   | 日野沢ダム           | 重力         | 68.0  | 1,450      | 岩手県     | 岩手県久慈市山形町（当時は九戸郡山形村）日野沢地先に計画された補助多目的ダム。日野沢川および合流先である久慈川の治水、流域への上水道供給を目的に1990年より事業に着手していたが、治水・利水の両面においてダムを建設する優位性が喪失したため、1997年に事業者の岩手県が明戸川ダムと共に中止を決定。 | [ 59 ] [ 61 ] [ 69 ]               |
| 宮城 | 北上川   | 軍沢川     | 軍沢ダム             | 重力         | 75.5  | 9,570      | 農林水産省 | 読みは「いくさざわダム」。宮城県大崎市鳴子温泉鬼首軍沢（当時は玉造郡鳴子町軍沢）地先に計画された農林水産省直轄ダム。国営かんがい排水事業江合川地区の水源として、北上川支流の江合川に合流する軍沢川に計画されていた。 | [ 70 ] [ 71 ]                      |
| 宮城 | 鳴瀬川   | 鳴瀬川     | 内野ダム             | ロックフィル | 65.0  | 20,000     | 建設省     | 宮城県加美郡加美町（当時は加美郡小野田町）西小野田字漆沢地先、筒砂子川合流点直下流に計画された特定多目的ダム。カスリーン台風による鳴瀬川の洪水を機に1958年より鳴瀬川の洪水調節、灌漑、水力発電を目的にコンクリート表面遮水壁型ロックフィルダム（CFRD）として調査が行われた。だが地質調査でダムサイト地点の地盤が不良であったことやロックフィルダムの原材料を採取する原石山の位置関係が悪いことなど、費用対効果に見合わないため1962年に調査が打ち切られ中止された。しかし宮城県はダムサイトを上流の漆沢地点に変更して調査を進め、漆沢ダムとして1965年に事業に着手。当初は補助治水ダムであったが後に補助多目的ダム事業に変更し1980年に完成した。 | [ 72 ] [ 73 ]                      |
| 宮城 | 鳴瀬川   | 吉田川     | 嘉太神ダム再開発     | 重力         | 60.0  | 8,900      | 宮城県     | 宮城県黒川郡大和町吉田中見山地先に計画された補助多目的ダム。同地には1937年に完成した農地防災ため池としての嘉太神ダムがあるが、1972年に策定された昭和47-60年宮城県長期総合計画において1985年までに完成するとした11ダム計画の一つとして、旧ダム付近に新規ダムを建設するダム再開発事業を行うという計画であった。 | [ 74 ] [ 75 ] [ 76 ]               |
| 宮城 | 八幡川   | 八幡川     | 志津川ダム           | 重力         | 32.5  | 3,950      | 宮城県     | 宮城県本吉郡南三陸町志津川地先を流域とする八幡川に計画された補助多目的ダム。1972年に策定された昭和47-60年宮城県長期総合計画において、1985年までに完成すると計画した11ダム事業の一つであったが、建設事業に着手することなく計画は立ち消え。 | [ 74 ] [ 75 ]                      |
| 宮城 | 名取川   | 大倉川     | 新大倉ダム           | 重力         | 75.0  | 3,200      | 宮城県     | 1972年に策定された昭和47-60年宮城県長期総合計画において、1985年までに完成すると計画した11ダム事業の一つ。大倉ダム上流に建設が計画されていたが、立ち消え。 | [ 74 ] [ 75 ]                      |
| 宮城 | 鳴瀬川   | 田川       | 田川ダム             | ロックフィル | 85.0  | 14,500     | 国土交通省 | 宮城県加美郡加美町宮崎字寒風沢地先に計画された特定多目的ダム。1972年には宮城県が策定した昭和47-60年宮城県長期総合計画において1985年までに完成すると計画した11ダム事業の一つとして予備調査が開始されたが、1992年に建設省東北地方建設局（国土交通省東北地方整備局）が鳴瀬川総合開発事業の中心事業・田川第一ダムとして着手した経緯がある。田川の治水、流域自治体への灌漑および上水道供給を目的としていたが長らく本体工事に着手できずダム事業再検証の対象となり、再検証の結果鳴瀬川ダム（筒砂子川）および漆沢ダムの治水専用ダム再開発に本ダムの目的は振り分けられ、2013年に事業は中止された。                                                      | [ 74 ] [ 77 ] [ 78 ]               |
| 宮城 | 鳴瀬川   | 田川       | 田川第二ダム         | 重力         | 43.0  | 2,850      | 国土交通省 | 宮城県加美郡加美町越後原地先に計画された特定多目的ダム。田川の治水、流域自治体への灌漑および上水道供給を目的として1992年より鳴瀬川総合開発事業として田川第一ダムと2ダム1事業として計画されていた。しかし2010年事業者の東北地方整備局による事業再評価において、田川第一ダムと二ツ石川からダムを結ぶ洪水導水路計画に計画が変更され田川第二ダム計画は中止された。この際に田川第一ダムは田川ダムと名称が変更されたが、その田川ダムもダム事業再検証で2013年に中止となる。 | [ 79 ] [ 80 ] [ 81 ]               |
| 宮城 | 名取川   | 名取川     | 名取ダム             | 重力         | 55.0  | 24,000     | 宮城県     | 宮城県仙台市太白区秋保町（当時は名取郡秋保町）野尻地先に計画された補助多目的ダム。1972年に策定された昭和47-60年宮城県長期総合計画において、1985年までに完成すると計画した11ダム事業の一つ。名取川の治水および流域への上水道供給を目的として1972年より予備調査が開始され、地元秋保町と宮城郡宮城町（仙台市青葉区）の両町長や流域市町村も建設を請願したが、建設事業に着手することなく立ち消え。以降一級河川・名取川本流にダムは計画・建設されていない。 | [ 74 ] [ 75 ] [ 82 ]               |
| 宮城 | 鳴瀬川   | 鳴瀬川     | 鳴瀬ダム             | ロックフィル | 46.0  | 4,300      | 宮城県     | 宮城県加美郡加美町（当時は加美郡小野田町）、漆沢ダム直下流に計画された補助多目的ダム。1972年に策定された昭和47-60年宮城県長期総合計画において、1985年までに完成すると計画した11ダム事業の一つであったが、建設事業に着手することなく計画は立ち消え。 | [ 74 ] [ 75 ]                      |
| 宮城 | 大川     | 大川       | 新月ダム             | 重力         | 66.0  | 12,700     | 宮城県     | 読みは「にいづきダム」。宮城県気仙沼市柳沢・同市金成沢地先に計画された補助多目的ダム。大川の洪水調節と流水の正常な機能の維持、および気仙沼市への上水道供給を目的に1974年より事業に着手したが、反対運動が強く事業が膠着した上にダム以外の河川改修の方が優勢があることが判明し、2000年に事業中止となる。 | [ 13 ] [ 83 ] [ 84 ]               |
| 宮城 | 阿武隈川 | 内川       | 丸森ダム             | 重力         | 65.0  | 10,000     | 宮城県     | 宮城県伊具郡丸森町筆甫字東山地先に計画された補助多目的ダム。内川の治水や流域への利水を目的に1972年より予備調査を開始、1992年に実施計画調査を開始してダム事業を進めていたが本体工事に入ることが出来ず、治水・利水の両面でダムを建設する優位性も喪失したため、建設省によるダム事業再評価で1999年事業中止が決定された。 | [ 13 ] [ 70 ] [ 85 ] [ 86 ] [ 87 ] |
| 秋田 | 雄物川   | 役内川     | 川井ダム             | 重力         | 52.0  | 43,000     | 建設省     | 秋田県湯沢市（当時は雄勝郡雄勝町）秋ノ宮地先、国道108号川井橋直下に計画された特定多目的ダム。雄物川四大ダム計画（鎧畑・皆瀬・川井・肴沢）の一つで、ダムが建設できない雄物川の治水、流域農地への灌漑および5,400キロワットの水力発電を目的に1948年より計画された。しかし地元の反対が極めて強固で構想発表から19年の間立入調査すら行えず、1967年に地元水没者団体と予備調査実施の調印に至ったものの建設事業に着手はできず1971年に計画は中止となった。 | [ 88 ] [ 89 ] [ 90 ] [ 91 ]        |
| 秋田 | 雄物川   | 成瀬川     | 肴沢ダム             | -            | -     | 55,000     | 建設省     | 秋田県雄勝郡東成瀬村肴沢地先、合居川合流点下流に計画された多目的ダム。雄物川四大ダム計画の一つで雄物川の治水と利水を目的に計画されたが、ダムサイト付近は地すべり地帯であることが地質調査で判明し1960年には計画が断念されていた。その後1983年肴沢より上流の成瀬川に成瀬ダムが計画され、特定多目的ダムとして本体工事が進められている。 | [ 92 ] [ 93 ] [ 94 ]               |
| 秋田 | 米代川   | 大川日沢川 | 長木ダム             | 重力         | 56.2  | 8,200      | 秋田県     | 秋田県大館市雪沢字長木沢地先、米代川支流の長木川に合流する大川日沢川に計画された補助多目的ダム。大川日沢川の治水と大館市への上水道供給を目的に1991年より事業に着手したが、ダム事業再評価において費用対効果が乏しいことが判明し1997年に予算計上が見送られ事業休止、後に中止となった。 | [ 95 ] [ 96 ]                      |
| 秋田 | 米代川   | 阿仁川     | 七曲ダム             | 重力         | 45.0  | -          | 秋田県     | 秋田県北秋田市米内沢七曲（当時は北秋田郡阿仁町七曲）地先に計画された補助多目的ダム。阿仁田沢特定地域総合開発計画の一環として阿仁川の治水、流域農地への灌漑および水力発電を目的に計画されていたが、建設事業に着手できず中止。阿仁川本流には以降ダムが計画・建設されていない。 | [ 97 ] [ 98 ]                      |
| 秋田 | 雄物川   | 斉内川     | 真木ダム             | 重力         | 54.5  | 4,370      | 秋田県     | 秋田県大仙市太田町（当時は仙北郡太田町）真木地先、雄物川支流の玉川に合流する斉内川上流に計画された補助多目的ダム。斉内川の治水と流域への上水道供給を目的に1981年より事業に着手したが本体工事には着手できず、治水・利水の両面においてダムを建設する優位性が喪失したため、2006年に事業者の秋田県が中止を決定。 | [ 99 ] [ 100 ]                     |
| 山形 | 最上川   | 真室川     | 釜淵ダム             | 重力         | 45.0  | 25,430     | 山形県     | 山形県最上郡真室川町釜淵地先、最上川支流の鮭川に合流する真室川上流部、中田春木川合流点直下流に計画された補助多目的ダム。最上特定地域総合開発計画の一環として鮭川・真室川の洪水調節と水力発電を目的に計画されたが、予備調査のみで計画は中止される。鮭川流域のダム計画は鮭川本流に移され、高坂ダムとして1967年に完成する。 | [ 101 ] [ 102 ]                    |
| 山形 | 最上川   | 萱平川     | 萱平ダム             | -            | 90.0  | 7,600      | 山形県     | 山形県上山市萱平地先、最上川水系須川に合流する最上川の二次支流・萱平川に計画されていた補助多目的ダム。萱平川と同じ須川流域の蔵王ダム（馬見ヶ崎川）と共に須川流域の治水および農業用水供給を目的にしていたが、実施計画調査に至ることなく計画は立ち消えとなった。 | [ 103 ]                            |
| 山形 | 最上川   | 最上小国川 | 瀬見ダム             | 重力         | 45.0  | -          | 山形県     | 山形県最上郡最上町瀬見地先に計画された補助多目的ダム。最上小国川の洪水調節、流域農地への灌漑および水力発電を目的に計画されたが、建設事業に着手できず中止。なお最上小国川には上流部に2019年最上小国川流水型ダムが補助治水ダムとして完成している。 | [ 97 ] [ 104 ]                     |
| 山形 | 最上川   | 乱川       | 乱川ダム             | 重力         | 55.0  | 5,400      | 山形県     | 山形県東根市関山地先に計画された補助治水ダム。乱川の洪水調節を目的に計画されたが建設省によるダム事業総点検の対象となり、1998年に事業中止となる。 | [ 105 ] [ 106 ]                    |
| 山形 | 最上川   | 最上川     | 最上川本流上流部ダム | 重力         | 44.5  | 84,500     | 建設省     | ダム名は仮称。具体的な建設地点は未確定だが山形県西村山郡大江町付近の通称荒砥狭窄部、送橋川合流点と月布川合流点の間にダムサイトが比定されていた。白川ダム（置賜白川）や最上川本流の大久保遊水池と共に最上川治水計画の中心事業として、またダムより導水トンネルを通して山形盆地への利水を図るべく構想された特定多目的ダム計画であるが、後に本ダム計画を凌駕する規模の寒河江ダム（寒河江川）が建設されるに及び最上川本流のダム構想は消滅した。なおこの地点付近には東北電力が上郷ダムに続く発電専用ダムとして左沢ダム計画（諸元不明）を構想していた。                                                                                               | [ 107 ]                            |
| 福島 | 阿賀野川 | 一ノ戸川   | 一ノ戸ダム           | 重力         | 80.0  | 13,000     | 福島県     | 福島県喜多方市山都町（当時は耶麻郡山都町）一ノ木地先に計画されていた補助多目的ダム。1982年より予備調査が開始されるが地質が悪いため調査は難航し、最終的に調査は中止される。 | [ 108 ]                            |
| 福島 | 阿武隈川 | 今出川     | 今出ダム             | 重力         | 85.0  | 14,400     | 福島県     | 福島県石川郡石川町双里地先に計画された補助多目的ダム。今出川の治水と流域への上水道供給を目的に、農業用ダムであった千五沢ダム（北須川）の治水目的付加による多目的ダム化と併せて行う今出川総合開発事業の中心事業だったが、事業は中止される。しかし千五沢ダムの多目的ダム化は継続して事業が手掛けられ、2023年に完成予定。 | [ 109 ] [ 110 ] [ 111 ]            |
| 福島 | 阿賀野川 | 伊南川     | 内川ダム             | 重力         | 119.0 | 320,000    | 東北電力   | 容量は有効貯水容量。福島県南会津郡南会津町（当時は南会津郡伊南村）内川地先、阿賀野川支流の只見川に合流する伊南川の舘岩川合流点直下流に計画されていた水力発電専用ダム。只見特定地域総合開発計画に基づく只見川電源開発計画において、内川発電所（5万キロワット）と辰巳山発電所（8万キロワット）の取水元として計画された。完成すれば貯水容量としては只見川本流筋の尾瀬原ダム・奥只見ダム・田子倉ダムに次ぐ規模となるが計画は消滅。その後多目的ダムとして再度考慮されたが水没戸数が350戸に及ぶことや地質に難点があることなどからの理由で計画を断念した。                                                                                            | [ 112 ]                            |
| 福島 | 阿賀野川 | 伊南川     | 大桃ダム             | 重力         | 79.0  | 20,742     | 建設省     | 福島県南会津郡南会津町（当時は南会津郡伊南村）大桃地先に計画された特定多目的ダム。当初内川ダム計画地点を想定していたが地質と補償案件の理由で上流の大桃地点にダムサイトを移動する。伊南川の洪水調節と最大2万600キロワットの水力発電（大桃発電所）を目的に1957年より予備調査に着手したが、建設事業着手には至らず計画は中止された。完成すれば只見川流域唯一の治水目的を持つ多目的ダムとなる予定だった。 | [ 113 ]                            |
| 福島 | 阿賀野川 | 只見川     | 尾瀬原ダム           | ロックフィル | 85.0  | 650,000    | 東京電力   | ダム・貯水池規模は最大限開発した際の理想最大値。詳細は本項目を参照。 | [ 114 ]                            |
| 福島 | 久慈川   | 久慈川     | 久慈川ダム           | 重力         | 75.5  | 7,980      | 福島県     | 福島県東白川郡棚倉町大岩地先に計画された補助多目的ダム。久慈川上流部の治水と棚倉町・塙町・矢祭町への上水道供給を目的として1983年より事業に着手した。完成すれば久慈川本流唯一のダムとなる予定であったが棚倉・塙・矢祭三町における水需要が低下し利水目的が喪失したため、2000年に事業は中止される。 | [ 115 ] [ 116 ] [ 117 ]            |
| 福島 | 阿武隈川 | 隈戸川     | 田の沢ダム           | ロックフィル | 56.0  | 5,700      | 農林水産省 | 国営農地開発事業矢吹地区の水源として福島県白河市（当時は西白河郡大信村）隈戸字田ノ沢地先に計画された農林水産省直轄ダム。1980年より事業に着手したが、本体建設工事に着手できず事業は中止された。 | [ 118 ] [ 119 ]                    |
| 福島 | 阿武隈川 | 外面川     | 外面ダム             | ロックフィル | 43.0  | 5,400      | 福島県     | 読みは「とづらダム」。福島県白河市（当時は西白河郡大信村）前良沢地先に計画された補助多目的ダム。外面川の治水と須賀川市・岩瀬郡鏡石町への上水道供給を目的に1993年より事業に着手したが、本体建設工事に着手できない上に須賀川市・鏡石町の水需要低下により利水目的が喪失したため、2001年に事業は中止される。 | [ 13 ] [ 120 ] [ 121 ]             |
| 福島 | 阿武隈川 | 外面川     | 中久保ダム           | ロックフィル | 45.5  | 5,990      | 農林水産省 | 国営土地改良事業隈戸川地区の水源として福島県白河市（当時は西白河郡大信村）に計画された農林水産省直轄ダム。外面川のほか千歳川・真名子川および西郷ダム（鳥首川）より導水して貯水する計画であった。1989年より事業に着手したが、本体建設工事に着手できず事業は中止される。 | [ 118 ] [ 122 ]                    |
| 福島 | 新田川   | 新田川     | 新田川ダム           | 重力         | 99.0  | 34,500     | 福島県     | 福島県南相馬市原町区（当時は原町市）大原字和田城地先に計画された補助多目的ダム。新田川の治水と下流域への工業用水道供給を目的に1992年より事業に着手したが、下流域の工業用水道需要が低下して利水目的が喪失したため、2003年12月に事業者の福島県が事業休止を決定しそのまま中止された。 | [ 13 ] [ 123 ]                     |
| 福島 | 阿賀野川 | 日橋川     | 日橋川上流総合開発   | 堰           | 5.7   | 3,860,000  | 国土交通省 | 日橋川が流出する猪苗代湖に洪水調節容量を設けて猪苗代湖を多目的ダム化して日橋川下流の治水を図る計画であるが、潜在的には猪苗代湖の水利権などを管理している東京電力・安積疏水土地改良区より管理主体を河川管理者に取り戻す狙いがあった。十六橋水門・小石ヶ浜水門を建設省と利水事業者の共同管理に置くことや十六橋水門改築などが計画され1986年より事業に着手したが、安積疏水土地改良区の強硬な反対により1996年に事業は中止される。なお猪苗代湖はその後福島県が河川管理者となっている。 | [ 124 ] [ 125 ] [ 126 ]            |
| 福島 | 阿武隈川 | 水原川     | 水原ダム             | ロックフィル | 61.0  | 5,920      | 福島県     | 福島県福島市松川町水原字狼ヶ森地先に計画された補助多目的ダム。水原川の治水と福島市松川町への上水道供給を目的として1984年より事業に着手したが、本体建設工事に着手できず松川町の水需要も低下して利水目的が喪失したため、1996年に事業は中止される。公共事業見直しにより中止される補助多目的ダムの端緒となった。 | [ 13 ] [ 118 ] [ 127 ]             |

### 関東地方
| 所在   | 水系   | 河川            | ダム                       | 型式         | 高さ    | 総貯水容量 | 事業者       | 備考・注釈 | 出典                            |
| ------ | ------ | --------------- | -------------------------- | ------------ | ------- | ---------- | ------------ | --- | ------------------------------- |
| 茨城   | 利根川 | 利根川          | 稲戸井調節池総合開発       | 掘込式貯水池 | 10.5    | 21,400     | 国土交通省   | 茨城県守谷市（当時は北相馬郡守谷町）野木崎地先に計画された特定多目的ダム。1949年の利根川改修改訂計画において利根川下流域の治水事業の要として田中調節池・菅生調節池と共に計画され1965年より事業に着手した稲戸井調節池を掘削して貯水池を建設し、治水機能に加えて茨城県など利根川下流域への上水道供給を目的とした計画。1987年より事業に着手したが中止となる。稲戸井調節池自体は2009年に概成し遊水池として供用が開始されている。 | [ 128 ] [ 129 ] [ 130 ] [ 131 ] |
| 茨城   | 那珂川 | 大谷原川        | 大谷原川ダム               | 重力         | 26.5    | 336        | 茨城県       | 茨城県東茨城郡城里町（当時は西茨城郡七会村）に計画された補助多目的ダム。那珂川支流の藤井川に合流する大谷原川に、治水と流域への上水道供給を目的に計画された。1993年より事業に着手したが本体工事に至ることができず2003年1月、事業者の茨城県は事業費増加が見込まれるとして事業中止を決定。通常の河川整備と地下水を利用した上水道供給にダムの目的を振り分けることとした。 | [ 132 ]                         |
| 茨城   | 那珂川 | 緒川            | 緒川ダム                   | 重力         | 36.0    | 5,710      | 茨城県       | 茨城県常陸大宮市（当時は那珂郡緒川村）上小瀬字本郷地先に計画された補助多目的ダム。緒川の治水および水戸市など茨城県下18市町村への上水道供給を目的としていた。1964年より予備調査、1988年より正式なダム事業に採択され実施計画調査に入るが、緒川村と那珂郡美和村にまたがる100戸が水没・移転対象となるため反対運動が強硬で事業は進捗しない状態が継続した。1989年1月には水源地域対策特別措置法の指定を受け補償交渉が進むかに見えたが、長期にわたり本体工事に着手できなかったため建設省によるダム事業総点検の対象となり2000年に事業が休止、後に中止となった。 | [ 129 ] [ 133 ] [ 134 ] [ 135 ] |
| 茨城   | 里根川 | 小木板谷川      | 小木板谷ダム               | 重力         | 30.0    | 2,150      | 茨城県       | 茨城県北茨城市関本町地先に計画された補助多目的ダム。流域の治水と北茨城市への利水を目的に計画されたが、正式なダム事業として採択されず構想のみで終わる。 | [ 136 ] [ 137 ]                 |
| 茨城   | 大北川 | 花園川          | 浄蓮寺ダム                 | 重力         | 73.5    | 7,500      | 茨城県       | 茨城県北茨城市華川町地先に計画された補助多目的ダム。水沼ダム下流の浄蓮寺渓谷に第二水沼ダムの名称で予備調査が開始され、花園川の治水と流域農地への灌漑および北茨城市への上水道供給を目的に大北川本流の小山ダムと共に大北川総合開発事業の一環として計画された。完成すれば茨城県のダムとしては最大の高さになる予定であったが、1980年以降数度にわたり建設省に正式なダム事業採択の要求を行っても採択が見送られ、最終的に事業は予備調査の段階で中止となった。なお小山ダムは2005年に完成。 | [ 136 ] [ 137 ] [ 138 ]         |
| 栃木   | 那珂川 | 大室川          | 大室川ダム                 | 重力         | 38.5    | 970        | 栃木県       | 栃木県那須郡那珂川町大内地先に計画された補助多目的ダム。大室川の治水と流域への上水道供給を目的として1997年よりダム事業に着手したが、2006年12月に事業者の栃木県が事業中止を決定し、財務省の予算原案から計上が見送られた。 | [ 139 ]                         |
| 栃木   | 那珂川 | 那珂川          | 烏山ダム                   | -            | 85.0    | 100,000    | 建設省       | 栃木県那須烏山市（当時は那須郡烏山町）小原沢地先と芳賀郡茂木町境界付近の那珂川狭窄部に計画された多目的ダム構想。那珂川総合開発計画の一環として1951年より予備調査が開始された。ダムの目的に那珂川下流沿岸農地への灌漑、鹿島臨海工業地帯や水戸市・日立市・ひたちなか市（当時は勝田市）などへの工業用水道供給があり受益地の茨城県は建設促進を要求する一方、ダムが完成すると中禅寺湖を凌ぐ巨大人造湖が誕生し烏山町を中心に最大で1065戸が水没することから利益の無い地元烏山町は強硬な反対運動を展開。栃木県・栃木県議会・栃木県選出国会議員も反対に回り、最終的に予備調査のまま立ち消えとなった。なおダムの諸元は最大推定値。                                                                             | [ 140 ] [ 141 ] [ 142 ] [ 143 ] |
| 栃木   | 利根川 | 行川            | 行川ダム                   | ロックフィル | 52.5    | 5,300      | 水資源機構   | 読みは「なめがわダム」。栃木県日光市（当時は今市市）千本木地先、利根川支流の渡良瀬川に合流する思川の支流・黒川に注ぐ利根川の四次支流・行川に計画された多目的ダム。思川開発事業の一環として、鬼怒川支流の大谷川から本ダム・黒川・大芦川を経由して中心事業である南摩ダム（南摩川）を繋ぐ導水路を建設し洪水時の貯留と渇水時の逆送による治水、流域農地への灌漑、首都圏への上水道・工業用水道供給を目的として1969年より計画された。しかしダム自体のみならず大谷川からの導水路による分水に対する反対運動が強く長年事業は膠着し、2000年大谷川分水中止と共に本ダムも事業中止となった。南摩ダムと残りの導水路事業については引き続き事業が進められ、鳩山由紀夫内閣によるダム事業再検証を経て2024年度完成予定。 | [ 144 ] [ 145 ] [ 146 ]         |
| 栃木   | 利根川 | 東大芦川        | 東大芦川ダム               | 重力         | 82.0    | 9,830      | 栃木県       | 栃木県鹿沼市草久字川中島地先、利根川支流の渡良瀬川に合流する思川の支流・大芦川に注ぐ利根川の四次支流・東大芦川に計画された補助多目的ダム。大芦川の治水と鹿沼市への上水道供給を目的に1973年より予備調査を開始し1983年よりダム事業に着手したが、2003年9月に事業者の栃木県が事業中止を決定した。 | [ 147 ] [ 148 ]                 |
| 栃木   | 利根川 | 渡良瀬川        | 渡良瀬第二調節池総合開発   | 掘込式貯水池 | 4.8     | 11,400     | 国土交通省   | 栃木県栃木市（当時は下都賀郡藤岡町）と下都賀郡野木町にまたがる渡良瀬遊水地の一つ渡良瀬第二調節池を掘削して貯水池を形成し、利根川下流域の治水と首都圏への上水道供給を目的に計画された特定多目的ダム。1989年に完成した渡良瀬貯水池（谷中湖）に続いて1988年より事業に着手し、1997年に完成の予定であったが事業中止となる。 | [ 149 ] [ 150 ]                 |
| 群馬   | 利根川 | 雄川            | 雄川ダム                   | 重力         | 56.5    | 916        | 群馬県       | 群馬県甘楽郡甘楽町秋畑地先、利根川支流の烏川に合流する鏑川に注ぐ利根川の三次支流・雄川に計画された補助多目的ダム。雄川の治水と流域への上水道供給を目的に1992年より計画されたが、ダム事業よりも通常の河川改修の方が優位性があり治水目的が喪失、2001年に事業中止となる。 | [ 13 ] [ 151 ]                  |
| 群馬   | 利根川 | 赤谷川          | 川古ダム                   | 重力         | 160.0   | 75,000     | 建設省       | 群馬県利根郡みなかみ町（当時は利根郡新治村）相俣字大源田地先に計画された特定多目的ダム。相俣ダム上流、川古温泉の1キロメートル奥に利根川の治水と首都圏への上水道・工業用水道供給を目的に計画された。1990年よりダム事業に着手したが、1997年時点でダムの規模を拡大しており完成すれば奥只見ダム（只見川）を超えて日本で最も高い重力式コンクリートダムになる予定だったが、公共事業の見直し政策により2000年9月に建設省関東地方建設局は事業は中止した。なお事業中止の煽りを受けコクドが計画していた三国高原猿ヶ京スキー場計画も中止に追い込まれた。 | [ 152 ] [ 153 ] [ 154 ] [ 155 ] |
| 群馬   | 利根川 | 烏川            | 倉渕ダム                   | 重力         | 85.6    | 11,600     | 群馬県       | 群馬県高崎市（当時は群馬郡倉渕村）川浦地先に計画された補助多目的ダム。烏川の治水および高崎市への上水道供給を目的に1984年よりダム事業に着手し2009年の完成を予定していたが、長年本体工事に着手できずこの間水需要の変化があり2006年にダム事業は休止された。さらにダム事業再検証対象ダムに指定され検証の結果ダムを建設する必要性が喪失したため、2010年に中止された。 | [ 156 ]                         |
| 群馬   | 利根川 | 栗原川          | 栗原川ダム                 | ロックフィル | 160.0   | 50,000     | 水資源機構   | 群馬県沼田市（当時は利根郡利根村）大楊地先、利根川支流の片品川に合流する利根川の二次支流・栗原川に計画された多目的ダム。利根川・片品川の治水と群馬県および利根川下流域への上水道供給を目的に1994年より計画された。完成すれば奈良俣ダム（楢俣川）を超え関東地方の全ダムで川古ダムと並び、ロックフィルダムとしても関東で最も高いダムとなる予定だったが、公共事業見直しにより2002年事業が中止となった。 | [ 157 ] [ 158 ]                 |
| 群馬   | 利根川 | 四万川          | 高沼ダム                   | 重力         | 75.0    | 28,700     | 建設省       | 群馬県吾妻郡中之条町（当時は吾妻郡沢田村）高沼地先、利根川支流の吾妻川に合流する利根川の二次支流・四万（しま）川に計画された多目的ダム。利根川改修改訂計画に基づく利根川上流ダム群構想の一つとして予備調査が行われたが、構想のみで終わる。群馬県企業局が当時計画していた中之条ダムと競合しており、本ダムの事業進捗次第では中之条ダムが建設されない可能性があった。なお四万川には1998年に群馬県による補助多目的ダム・四万川ダムが完成している。 | [ 159 ] [ 160 ]                 |
| 群馬   | 利根川 | 片品川          | 戸倉ダム                   | 重力         | 158.0   | 92,000     | 水資源機構   | 群馬県利根郡片品村戸倉字車沢地先に計画された多目的ダム。利根川の治水と首都圏への上水道供給を目的に1982年よりダム事業に着手した。2008年の完成を目標に本体工事（工事用道路敷設）に着手していたが、利水事業者である東京都・埼玉県・千葉県が相次いで上水道事業からの撤退を表明したため事業費の捻出が困難となり、2003年に本体工事に着手しながら事業が中止された。 | [ 161 ]                         |
| 群馬   | 利根川 | 利根川          | 沼田ダム                   | アーチ       | 125.0   | 900,000    | 建設省       | 詳細は当該項目を参照。 | [ 162 ]                         |
| 群馬   | 利根川 | 泙川            | 平川ダム                   | ロックフィル | 146.0   | 50,000     | 水資源機構   | 群馬県沼田市（当時は利根郡利根村）平川地先、利根川支流の片品川に合流する利根川の二次支流・泙（ひら）川に計画された多目的ダム。利根川・片品川の治水と首都圏への上水道供給を目的に1988年からダム事業に着手した。当初は高さ130メートルであったが後に146メートルと規模を大きくしており利根川水系でも有数規模のダムとなる予定だったが、公共事業見直しの中で2000年に事業が中止された。 | [ 158 ] [ 163 ] [ 164 ]         |
| 群馬   | 利根川 | 増田川          | 増田川ダム                 | ロックフィル | 76.3    | 5,800      | 群馬県       | 群馬県安中市松井田町上増田地先、利根川支流の烏川に合流する碓氷川の支流・九十九川に注ぐ利根川の四次支流・増田川に計画された補助多目的ダム。増田川・九十九川・碓氷川の治水および安中市・富岡市への上水道供給を目的に1985年より予備調査が開始され、1991年よりダム事業に着手した。しかし長年本体工事に着手できずダム事業再検証対象ダムに指定され、再検証の結果2015年に事業は中止された。 | [ 165 ]                         |
| 群馬   | 利根川 | 万座川          | 万座ダム                   | 重力         | 90.0    | 8,900      | 国土交通省   | 群馬県吾妻郡嬬恋村地先、利根川支流の吾妻川に合流する利根川の二次支流・万座川に計画された特定多目的ダム。吾妻川流域の酸性水中和事業において酸性度が改善されていない万座川流域の酸性度を改善するためにダムと中和施設をダム上流に建設して酸性水の中和を行うと同時に、水力発電を行う目的であった。1992年よりダム事業が着手されたが本体工事に着手することができず、ダム事業再検証の対象となった。再検証の結果ダムサイトの地質が脆弱で当初規模のダム建設は技術的に困難との結論に達し2011年7月に事業中止が決定。酸性水改善についてはプラント方式による中和処理を検討することになった。 | [ 166 ] [ 167 ]                 |
| 千葉   | 利根川 | 印旛沼          | 印旛沼総合開発             | 掘込式貯水池 | 6.8     | 50,890     | 建設省       | 千葉県佐倉市・我孫子市・八千代市・印西市（当時は印旛郡印旛村・同本埜村）・印旛郡栄町の4市1町にまたがる印旛沼に計画された特定多目的ダム。印旛沼流域の治水（内水排除による洪水調節）、水質汚濁の激しい印旛沼の水質改善、異常渇水における用水補給を目的に印旛沼を多目的ダム化する事業が1989年より着手された。しかし水需要の減少により利水の必要性が乏しくなったことで公共事業見直し対象となり、治水・水質改善の必要性は認めつつも2000年11月に事業は中止された。 | [ 149 ] [ 168 ] [ 169 ]         |
| 千葉   | 利根川 | 江戸川 旧江戸川 | 江戸川総合開発             | 堰 水門      | 6.6 9.9 | 7,100      | 建設省       | 千葉県市川市と東京都江戸川区にまたがる江戸川と旧江戸川に計画された特定多目的ダム事業。江戸川改修計画に基づき既設の行徳可動堰直上流に江戸川河口堰を新規に建設し、旧江戸川の江戸川水閘門を併せて改築することで治水目的の向上（改修計画に沿った洪水流下能力向上・塩害防止・流水の正常な機能の維持）を図る。同時に河口堰建設による貯水を利用した上水道供給を目的に1987年より事業に着手した。しかし水需要の減少により利水の必要性に乏しくなったことから建設省のダム事業総点検の対象となり、1999年に事業は休止されそのまま中止となった。 | [ 128 ] [ 170 ] [ 171 ]         |
| 千葉   | 夷隅川 | 沢山川          | 大多喜ダム                 | ロックフィル | 36.5    | 2,100      | 千葉県       | 千葉県夷隅郡大多喜町西部田地先に計画された補助多目的ダム。夷隅川・沢山川の治水と南房総地域への上水道供給を目的に1991年よりダム事業に着手した。千葉県営ダムであるが水資源機構が管理する房総導水路の関連施設として位置付けられ、長柄ダム（村田川）より導水トンネルを通じて利根川からの水が供給される計画であった。2010年完成の予定であったが事業が進捗せず同年ダム事業再検証の対象ダムとなり、再検証の結果水需要低下による利水目的の喪失を理由に2011年8月中止が決定した。 | [ 172 ]                         |
| 千葉   | 小櫃川 | 小櫃川          | 追原ダム                   | 重力         | 39.5    | 5,200      | 千葉県       | 読みは「おっぱらダム」。千葉県君津市追原地先に計画された補助多目的ダム。小櫃川総合開発計画の一環として亀山ダム（小櫃川）・片倉ダム（笹川）と共に計画され、小櫃川の治水と流域自治体への上水道供給を目的に1974年よりダム事業に着手した。亀山ダムは1980年、片倉ダムは2000年に完成したが本ダムは事業が進捗せず、片倉ダムが完成した2000年に事業中止となった。 | [ 173 ] [ 174 ]                 |
| 千葉   | 小櫃川 | 小櫃川          | 小櫃川河口湖               | 掘込式貯水池 | 3.5     | 25,000     | 千葉県       | 高さは水門の高さで、容量は有効貯水容量。小櫃川河口右岸部に掘込式貯水池と沈砂池を建設し、京葉工業地域への工業用水道供給を目的とした河口ダム計画であったが、実現することなく構想のみで終わる。 | [ 175 ]                         |
| 千葉   | 小糸川 | 小糸川          | 小糸川河口湖               | 掘込式貯水池 | -       | 9,400      | 千葉県       | 容量は有効貯水容量。小櫃川河口湖と同様に小糸川河口部に掘込式貯水池を建設し、京葉工業地域への工業用水道供給を目的とした河口ダム計画。実現せず構想のみで終わる。 | [ 176 ]                         |
| 埼玉   | 荒川   | 荒川            | 荒川第二調節池広域総合開発 | 掘込式貯水池 | 12.8    | 11,000     | 建設省       | 埼玉県さいたま市大宮区と浦和区（当時は大宮市と浦和市）にまたがる荒川本流左岸に計画された特定多目的ダム。荒川洪水調節池群の一つで、1977年に事業着手した荒川調節池（荒川第一調節池・彩湖）（1993年完成）に続き1988年より事業に着手した荒川第二調節池内に貯水池を建設し、荒川の治水のほか武蔵水路からの導水路整備による上水道供給および渇水時の緊急的水補給を目的に計画された。しかし10年以上事業が進捗せず公共事業見直しの対象となり、2000年に貯水池事業は中止された。荒川第二調節池自体は荒川第三調節池と共に事業が継続されており、2030年の完成を目標に整備が進められている。 | [ 177 ] [ 178 ] [ 179 ]         |
| 埼玉   | 荒川   | 都幾川          | 大野ダム                   | 重力         | 50.0    | 1,170      | 埼玉県       | 埼玉県比企郡ときがわ町（当時は比企郡都幾川村）大野地先、荒川支流の入間川に合流する越辺川に注ぐ荒川の三次支流・都幾川に計画された補助多目的ダム。都幾川の治水と流域自治体への上水道供給を目的に1989年よりダム事業に着手。1997年度完成を目標としていたが事業が進捗せず公共事業見直し対象となり、2000年に事業中止となった。 | [ 177 ] [ 180 ]                 |
| 埼玉   | 荒川   | 小森川          | 小森川ダム                 | 重力         | 105.2   | 20,640     | 埼玉県       | 埼玉県秩父郡小鹿野町（当時は秩父郡両神村）小森地先、荒川支流の赤平川に合流する荒川の二次支流・小森川に計画された補助多目的ダム。流域の治水および上水道供給を目的として1990年よりダム事業に着手していたが、水需要の変化に伴い流域における上水道需要の減少とダム以外の治水整備が有利とされて1998年事業者の埼玉県は事業休止を表明、2000年に中止された。 | [ 177 ] [ 181 ] [ 135 ]         |
| 埼玉   | 荒川   | 大洞川          | 新大洞ダム                 | 重力         | 155.0   | 33,000     | 国土交通省   | 埼玉県秩父市市ノ沢地先に計画された治水ダム。荒川上流ダム再開発事業の一環として本ダムを建設することで既設二瀬ダム（荒川）の治水容量の一部を振り替えて管理負担の軽減を図り、荒川の治水能力増強と流水の正常な機能の維持を目的として1995年より事業に着手した。完成していればダムの高さで日本最大の治水ダムとなる予定であったが事業が進捗せずダム事業再検証の対象事業となる。再検証の結果荒川の治水対策は整備中の荒川洪水調節池群（荒川第一・第二・第三調節池）を活用する方が有利との結論になり、2012年12月に本ダムを含む荒川上流ダム再開発事業は中止となった。 | [ 182 ] [ 183 ]                 |
| 東京   | 多摩川 | 日原川          | 日原ダム                   | -            | -       | 40,000     | 東京都水道局 | 読みは「にっぱらダム」。小河内ダム（多摩川）に次ぐ多摩川水系の水瓶、また利根川・多摩川水系を連結する導水路の調整池として利用するために計画された。地元の反対が強く地質調査は実施したが計画は消滅。 | [ 184 ]                         |
| 神奈川 | 酒匂川 | 世附川          | 神尾田ダム                 | ロックフィル | 120.0   | 21,400     | 東京電力     | 神奈川県足柄上郡山北町神尾田地先、酒匂川支流の河内川に合流する酒匂川の二次支流・世附川に計画された水力発電専用ダム。本ダムを上部調整池、下流の河内川に建設された三保ダムを下部調整池として両ダム間で揚水発電を行い、認可出力90万キロワットの水力発電を行う計画。しかし具体的な進捗はなく立ち消え。 | [ 185 ]                         |
| 神奈川 | 相模川 | 早戸川          | 早戸ダム                   | ロックフィル | 102.0   | -          | 神奈川県     | 神奈川県相模原市緑区（当時は津久井郡津久井町）地先、相模川支流の中津川に合流する相模川の二次支流・早戸川に計画されていた補助多目的ダム。中津川・相模川の治水と流域農地への灌漑および神奈川県東部地域への上水道供給が目的で、神奈川県による中津川総合開発計画に基づく3ダム（中津・早戸・石小屋）の一つとして1968年ダム事業に着手した。しかし計画修正時に本ダム計画は中津ダム計画に統合されて消滅。さらに相模川水系が1969年4月に一級河川に指定され宮ヶ瀬ダムが中津川に計画されたこともあり、1970年には中津ダム計画も消滅した。なお石小屋ダムは宮ヶ瀬ダムの逆調整池として2000年に完成している。 | [ 184 ] [ 186 ]                 |

### 中部地方
中部地方の中止したダム事業は数が多いので、可読性の観点から便宜的に北陸（新潟県・富山県・石川県・福井県）、甲信（山梨県・長野県）、東海（岐阜県・静岡県・愛知県）の三地域に分割して掲載する。

#### 北陸
| 所在 | 水系     | 河川     | ダム                 | 型式         | 高さ  | 総貯水容量 | 事業者            | 備考・注釈 | 出典                                   |
| ---- | -------- | -------- | -------------------- | ------------ | ----- | ---------- | ----------------- | --- | -------------------------------------- |
| 新潟 | 荒川     | 荒川     | 荒川第一ダム         | 重力         | 53.0  | 48,500     | 新潟県            | 新潟県岩船郡関谷村（関川村）八ツ口地先に計画された多目的ダム計画で、荒川総合開発計画のB案として計画された。荒川の洪水調節・流域農地への灌漑・荒川第一発電所による出力3万キロワットの水力発電が目的であるが、仮にダムが完成すると先に水利権使用申請を行っていた日本電興の赤芝ダム・赤芝発電所が水没し計画が競合する。比較検討の結果後述するA案（鷹ノ巣ダム計画）が採用され、計画は放棄された。 | [ 187 ]                                |
| 新潟 | 荒川     | 荒川     | 荒川第二ダム         | 重力         | 28.0  | 3,500      | 新潟県            | 新潟県岩船郡関谷村（関川村）聞出地先に計画された多目的ダム計画で、荒川総合開発計画のB案として荒川第一ダムの直下流に計画された。目的は荒川第一ダムと同じだが水力発電については出力2万1700キロワットの荒川第二発電所が計画されていた。荒川第一ダムと同様の理由により計画が放棄されている。 | [ 187 ]                                |
| 新潟 | 信濃川   | 芋川     | 芋川ダム             | 重力         | 37.0  | 705        | 新潟県            | 新潟県古志郡山古志村（長岡市）南平地先、信濃川水系魚野川に合流する信濃川の二次支流・芋川に計画された補助多目的ダム。芋川の治水と流水の正常な機能の維持・上水道供給および道路の消雪用水供給（消流雪用水）を目的に計画されていたが、ダム事業総点検の対象となり1997年に事業は中止された。 | [ 188 ] [ 189 ] [ 190 ]                |
| 新潟 | 梅津川   | 梅津川   | 梅津川ダム           | ロックフィル | 76.5  | 5,155      | 農林水産省        | 新潟県両津市（佐渡市）梅津地先、佐渡島を流れる梅津川本流に計画された農林水産省直轄ダム。農林水産省北陸農政局による国営佐渡利水事業の水源として小倉ダム（小倉川）・外山ダム（羽茂川）と共に佐渡島の農地灌漑を目的としていた。しかしダム予定地で1995年7月に地すべりが発生して費用対効果の観点で建設が困難となり、2000年9月22日に事業は中止された。 | [ 191 ] [ 192 ] [ 193 ]                |
| 新潟 | 信濃川   | 小俣川   | 小俣川ダム           | 重力         | 63.5  | 2,700      | 農林水産省        | 新潟県加茂市宮寄上地先、信濃川水系加茂川に合流する信濃川の二次支流・小俣川に計画された農林水産省直轄ダム。農林水産省北陸農政局による国営加茂東部地域総合農地開発事業の水源として加茂市一帯の農地灌漑を目的としていた。1984年より事業に着手していたが、立ち消え。 | [ 194 ]                                |
| 新潟 | 信濃川   | 清津川   | 清津ダム             | ロックフィル | 104.0 | 53,000     | 農林省            | 容量は有効貯水容量。新潟県南魚沼郡湯沢町地先、信濃川水系魚野川に合流する信濃川の二次支流・清津川に計画された農林省（農林水産省）直轄ダム。農林省北陸農政局による国営苗場山麓地区総合パイロット事業の水源として計画された灌漑専用ダム。1967年に計画案が具体化されたが計画のみで終わる。後述する清津川ダムとの関連性は不明。 | [ 195 ]                                |
| 新潟 | 信濃川   | 清津川   | 清津川ダム           | 重力         | 150.0 | 170,000    | 国土交通省        | 新潟県南魚沼郡湯沢町三又字苗場山地先、信濃川水系魚野川に合流する信濃川の二次支流・清津川に計画された特定多目的ダム。信濃川総合開発計画の一環として1984年に計画され、清津川・魚野川の治水・流域農地への灌漑・上水道および工業用水道供給を目的とした。完成すれば信濃川水系最大規模のダムになる予定だったが、流域の水需要縮小による開発の緊急性低下や名勝・清津峡への環境に対する影響、治水整備の優先順位不明確などの理由によりダム事業再評価の結果、2002年中止となった。 | [ 196 ] [ 197 ]                        |
| 新潟 | 信濃川   | 黒又川   | 黒又川ダム           | ロックフィル | 250.0 | 1,100,000  | -                 | 容量は有効貯水容量。社団法人日本プロジェクト産業協議会が1982年に発表した「関越総合水資源開発計画」で明記された日本最大級のダム構想。本計画は新潟県小千谷市で取水した信濃川の水を3カ所の新設ダムを経由して矢木沢ダム（利根川）へ導水、その後複数のトンネルで導水して最終的に群馬県渋川市の利根川に放流することで首都圏の水需要確保と信濃川の治水、電力開発を目的としたプロジェクトであり、本ダムはその中核施設として黒又川第一ダム直下に建設が想定されていた。仮に完成すれば高さでは黒部ダム（黒部川）を64メートル上回り世界18位（2024年時点）、総貯水容量・有効貯水容量では共に日本最大のダムとなり、沼田ダム計画（利根川）を大幅に凌駕するが黒又川第一・黒又川第二ダムは水没する。発表直後から新潟県の強い反発を招き構想のまま具体化できず、結果的に計画は休眠状態となっている。                                              | [ 198 ]                                |
| 新潟 | 信濃川   | 佐梨川   | 佐梨川ダム           | ロックフィル | 95.0  | 29,500     | 新潟県            | 新潟県北魚沼郡湯之谷村（魚沼市）宇津野地先、信濃川水系魚野川に合流する信濃川の二次支流・佐梨川に1972年より計画された補助多目的ダム。佐梨川および合流先の魚野川・信濃川の治水と電源開発による湯之谷揚水発電計画の調整池として出力180万キロワット、一般水力発電出力4400キロワットの水力発電を目的としていた。しかし電力需要の低迷により電源開発が湯之谷揚水発電計画を中止したことでダム建設の事業費を捻出することが困難となり、2003年5月20日に事業者の新潟県が建設中止を決定した。 | [ 199 ] [ 200 ]                        |
| 新潟 | 信濃川   | 晒川     | 晒川ダム             | ロックフィル | 37.8  | 490        | 新潟県            | 新潟県十日町市小寺沢地先、信濃川水系田川に合流する信濃川の二次支流・晒川に1987年より計画された補助多目的ダム。晒川・田川の洪水調節と流水の正常な機能の維持、および積雪対策として流雪溝に用水を冬季に補給する消流雪用水を目的としていた。鳩山由紀夫内閣によるダム事業再検証の対象ダム事業となり、再検証の結果2012年7月2日に事業中止が決定し国庫補助金の交付も中止された。 | [ 201 ] [ 202 ] [ 203 ]                |
| 新潟 | 関川     | 正善寺川 | 正善寺ダム再開発     | 重力         | 47.0  | 4,600      | 新潟県            | 新潟県上越市上正善寺地先に1984年に完成した補助多目的ダム・正善寺ダムのダム再開発事業。豪雪地帯である上越市の克雪対策として積雪を融雪するための用水（消流雪用水）容量を正善寺ダム貯水池（正善寺湖）に確保し、直江津地区に供給する目的の再開発事業である。具体的には同じ関川水系の綱子川より正善寺湖に導水することで用水補給容量を確保し、正善寺川経由で対象地域の直江津地区を流れる御館川に導水・供給し積雪の融雪を促進する。1992年より着手したが5年以上着手されなかったことからダム事業再評価の対象ダム事業となり、検討の結果2000年12月6日に後述する中野川ダム・羽茂川ダムと共に事業中止となった。 | [ 204 ] [ 205 ]                        |
| 新潟 | 荒川     | 荒川     | 鷹ノ巣ダム           | 重力         | 53.5  | 52,200     | 新潟県            | 新潟県岩船郡関谷村（関川村）鷹ノ巣地先に計画された多目的ダム計画で、荒川総合開発計画のA案として計画された。B案（荒川第一・第二ダム案）と比較して赤芝ダム・発電所計画と競合せず、総事業費も抑制できるため予備調査が開始された。荒川の洪水調節・流域農地への灌漑・鷹ノ巣発電所による出力4万7000キロワットの水力発電を目的としたが、国鉄米坂線が4.7キロメートル水没するなど費用対効果に問題があり、1952年度を以て計画を打ち切った。なお同地点付近には1996年東北電力により発電専用の鷹の巣ダムが建設されている。荒川水系の総合開発事業は羽越豪雨による甚大な被害を経て1978年大石ダム（大石川）の完成を待たねばならなかった。 | [ 187 ] [ 206 ]                        |
| 新潟 | 阿賀野川 | 常浪川   | 常浪川ダム           | 重力         | 66.4  | 33,300     | 新潟県            | 新潟県東蒲原郡上川村（阿賀町）鍵取地先に1973年より計画された補助治水ダム。当初は治水ダム計画だったが新潟県企業局による水力発電目的が加わり補助多目的ダムに変更された。しかし1999年に電気事業者の新潟県企業局がダム事業から撤退することになり水力発電目的が喪失、当初の計画である治水ダム事業に縮小された。さらに鳩山由紀夫内閣によるダム事業再検証の対象ダム事業となり、再検証の結果2012年7月2日に事業中止が決定し国庫補助金の交付も中止された。 | [ 207 ] [ 208 ] [ 209 ]                |
| 新潟 | 関川     | 中野川   | 中野川ダム           | 重力         | 33.0  | 226        | 新潟県            | 新潟県新井市（妙高市）西野谷地先、関川水系矢代川に合流する関川の二次支流・中野川に1989年より計画された補助多目的ダム。中野川の治水と流域への上水道供給、および積雪対策として消雪のための用水補給（消流雪用水）を目的としており、建設省による雪対策ダム事業のモデルケースとして計画された。しかし5年以上未着工であったことからダム事業再評価対象となり、検討の結果2000年12月6日に事業は中止された。 | [ 191 ] [ 204 ] [ 210 ]                |
| 新潟 | 入川     | 入川     | 入川ダム             | 重力         | 52.5  | 1,530      | 新潟県            | 新潟県佐渡郡相川町（佐渡市）入川地先に1993年より計画された補助多目的ダム。入川の治水と流水の正常な機能の維持、相川町への上水道供給を目的としていた。しかしダム事業見直し政策の中で本事業も再検討対象となり、流域における水需要の減少とダム事業以外の治水対策が費用対効果で優位性があるという理由により2002年に事業は中止された。 | [ 13 ] [ 211 ]                         |
| 新潟 | 羽茂川   | 羽茂川   | 羽茂川ダム           | 重力         | 42.0  | 2,830      | 新潟県            | 羽茂ダムとは異なる。新潟県佐渡郡羽茂町（佐渡市）飯岡地先に1990年より計画された補助多目的ダム。1966年・1967年の二年連続佐渡島を襲った水害を契機に治水ダムとして当初構想されたが、利水目的が後に加わった。羽茂川の治水と流水の正常な機能の維持、および羽茂町への上水道供給を目的としていた。しかし10年以上計画が進捗しないことからダム事業再評価の対象ダム事業となり、検討の結果2000年12月6日に事業は中止された。 | [ 191 ] [ 204 ] [ 212 ]                |
| 新潟 | 信濃川   | 三用川   | 三用川ダム           | 重力         | 29.0  | 296        | 新潟県            | 新潟県南魚沼郡大和町（南魚沼市）大桑原地先、信濃川水系魚野川に合流する信濃川の二次支流・三用川に1989年より計画された補助多目的ダム。三用川の治水と流水の正常な機能の維持および流域農地への灌漑を目的としていた。しかしダム事業見直し政策の中で本事業も再検討対象となり、ダム事業以外の治水対策が費用対効果で優位性があるという理由により2003年に事業は中止された。 | [ 13 ] [ 188 ] [ 213 ]                 |
| 富山 | 神通川   | 赤江川   | 赤江川ダム           | 重力         | 24.5  | 463        | 富山県            | 富山県婦負郡八尾町（富山市）平林地先、神通川水系井田川に合流する山田川に注ぐ神通川の三次支流・赤江川に1980年より計画された治水ダム。富山県農林水産部による農地防災を目的としている。1995年の完成予定で施工されていたが中止されている。 | [ 214 ] [ 215 ]                        |
| 富山 | 小矢部川 | 原谷川   | 池川ダム             | 重力         | 48.0  | 400        | 富山県            | 富山県東礪波郡城端町（南砺市）蓑谷地先、小矢部川水系池川に合流する小矢部川の二次支流・原谷川に1991年より計画された補助多目的ダム。池川総合開発事業として原谷川・池川の治水と流水の正常な機能の維持、城端町への積雪融雪用の用水補給（消流雪用水）を目的としていた。1998年の完成予定で施工されていたがダム事業見直し政策の中で本事業も再検討対象となり、ダム事業以外の治水対策が費用対効果で優位性があるという理由で2000年に事業は中止された。 | [ 13 ] [ 216 ] [ 217 ]                 |
| 富山 | 片貝川   | 片貝川   | 片貝川ダム           | ロックフィル | 138.0 | 23,100     | 富山県            | 富山県魚津市奥平沢地先に1985年より計画された補助多目的ダム。片貝川の洪水調節と魚津市・黒部市の流域既開墾農地に対する用水補給のための流水の正常な機能の維持、片貝川発電所による出力1万2000キロワットの水力発電が目的であった。当初は高さ113メートルの重力式コンクリートダムであったが後に146メートルに引き上げられ、1997年には型式がロックフィルダムに変更となり高さも138メートルに低減された。完成すれば北海道の高見ダム（静内川）の高さ120メートルを超え補助多目的ダムでは高さ日本一、都道府県営ダムでも小河内ダム（多摩川）に次ぐ高さとなり日本屈指規模の県営ダムになる予定であった。しかし長年本体工事に着手できずダム事業再評価の対象ダムとなり1999年に事業が休止され、再評価の結果ダム事業以外の治水対策が費用対効果で優位性があるという理由で2000年に事業は中止された。                                                  | [ 13 ] [ 218 ] [ 219 ] [ 220 ] [ 221 ] |
| 富山 | 神通川   | 黒川     | 黒川ダム             | 重力         | 74.0  | 3,350      | 富山県            | 富山県上新川郡大山町（富山市）下双嶺地先、神通川水系熊野川に合流する神通川の二次支流・黒川に1980年より計画された補助治水ダム。黒川および合流先の熊野川に対する洪水調節と流水の正常な機能の維持を目的としていた。当初計画では1997年完成予定で施工が進められていたが事業が進捗せずダム事業見直し政策の中で本事業も再評価対象となる。再検討の結果ダム事業以外の治水対策が費用対効果で優位性があるという理由で2002年に事業は中止された。 | [ 13 ] [ 222 ] [ 223 ]                 |
| 富山 | 黒部川   | 黒薙川   | 黒薙ダム             | 重力         | 130.0 | 30,400     | 建設省            | 容量は有効貯水容量。富山県下新川郡宇奈月町（黒部市宇奈月町）に1974年より計画された特定多目的ダム。1969年に黒部川流域に甚大な被害を及ぼした昭和44年8月洪水を機に、黒部川総合開発計画の中心事業として黒部川本流に宇奈月ダムが1970年より計画された。当初の予定では毎秒1000立方メートルの洪水調節を全量宇奈月ダムで計画したが、治水容量を賄う規模にすると宇奈月温泉の源泉である黒薙温泉や排砂計画に影響を及ぼすことが判明。宇奈月ダムの洪水調節量を毎秒700立方メートルに減らし、残余分を黒薙ダムで補う方針となり予備調査が開始された。治水目的のほか出力6万2000キロワットの水力発電目的も計画されていたが、予備調査の段階で計画は消滅した。 | [ 224 ] [ 225 ]                        |
| 富山 | 黒部川   | 黒部川   | 黒部川第五ダム       | アーチ       | 160.0 | 3,500      | -                 | 容量は有効貯水容量でダム名は仮称。富山県上新川郡大山町（富山市）、黒部川本流上流部に構想された発電用ダム。通商産業省資源エネルギー庁による第5次発電水力調査において、未開発地点として構想された水力発電計画である黒部川第五発電所計画の中で構想された。黒部ダムの上流にダムを建設し、黒部湖上流端に新設する黒部川第五発電所によって出力7万3300キロワットを発電する構想だったが、構想のみで終わる。 | [ 225 ] [ 226 ]                        |
| 富山 | 黒部川   | 黒部川   | 黒部川第六ダム       | アーチ       | 125.0 | 4,000      | -                 | 容量は有効貯水容量でダム名は仮称。富山県上新川郡大山町（富山市）、黒部川本流最上流部に構想された発電用ダム。通商産業省資源エネルギー庁による第5次発電水力調査において、未開発地点として構想された水力発電計画である黒部川第六発電所計画の中で構想された。先述した黒部川第五ダムの上流にダムを建設し、同ダム湖上流端に新設する黒部川第六発電所によって出力3万4600キロワットを発電する構想だったが、構想のみで終わる。 | [ 225 ] [ 226 ]                        |
| 富山 | 宇波川   | 宇波川   | 八代仙ダム           | ロックフィル | 59.5  | 2,109      | 富山県            | 読みは「はったいせんダム」。富山県氷見市戸津宮地先に1983年より計画された農業用多目的ダム。旧称は戸津宮防災ダムであり改名され通称が正式名称となった。国営かんがい排水事業の対象地域から外れた氷見市宇波・女良地域における農地防災と新規開墾農地への灌漑を目的としていた。治水目的を持つ多目的ダムではあるが富山県農林水産部の管轄であり、河川総合開発事業ではないため国庫の補助を受けて建設される補助多目的ダムではない。当初計画では1997年に完成する予定であったがダム建設予定地に石動山天平寺に関連する千人塚遺跡が存在し、文化財発掘調査が優先され事業が遅延。当初の完成予定年であった1997年に事業は見直され、中止となった。 | [ 227 ] [ 228 ] [ 229 ]                |
| 富山 | 早月川   | 早月川   | 早月川ダム           | ロックフィル | 85.0  | 33,000     | 富山県            | 富山県中新川郡上市町（富山市）中村地先に1966年より計画されていた補助多目的ダム。早月川の治水、灌漑、上水道・工業用水道供給および早月川第一発電所による2万6400キロワットの水力発電を目的としていた。下流に逆調整池として同町簑輪地先に簑輪ダム（諸元不明）と早月川第二発電所（8,700キロワット）を併せて建設する。ダムの型式はロックフィルダムであるが滋賀県の日野川ダム（日野川）と同じく河床砂礫をダム本体に用いるグラベルフィルダムが採用される予定であった。1971年に着工し1975年の完成を目標としていたが予備調査の段階で進捗が止まり、着工に至らず計画は消滅した。 | [ 230 ]                                |
| 富山 | 神通川   | 百瀬川   | 百瀬ダム             | 重力         | 101.0 | 7,600      | 富山県            | 富山県東礪波郡利賀村（南砺市）上百瀬地先、神通川水系井田川に合流する神通川の二次支流・百瀬川に1994年より計画された補助多目的ダム。百瀬川の洪水調節と流水の正常な機能の維持、水力発電、上百瀬地域における積雪の融雪に利用する用水補給（消流雪用水）を目的としていた。当初計画では2008年の完成を目標としていたが事業が進捗せずダム事業見直し政策の中で本事業も再評価対象となる。再検討の結果ダム事業以外の治水対策が費用対効果で優位性があるという理由で2001年に事業は中止された。 | [ 13 ] [ 217 ] [ 231 ]                 |
| 富山 | 小矢部川 | 湯道丸川 | 湯道丸ダム           | ロックフィル | 50.5  | 5,900      | 富山県            | 富山県小矢部市菅ヶ原地先、小矢部川水系子撫川に合流する小矢部川の二次支流・湯道丸川に1992年より計画された補助多目的ダム。湯道丸川の洪水調節と流水の正常な機能の維持、および小矢部市における積雪の融雪に利用する用水補給（消流雪用水）を目的としていた。しかし事業が進捗せずダム事業見直し政策の中で本事業も再評価対象となる。再検討の結果ダム事業以外の治水対策が費用対効果で優位性があるという理由で2002年に事業は中止された。 | [ 13 ] [ 232 ] [ 233 ]                 |
| 石川 | 二宮川   | 伊久留川 | 伊久留川ダム         | アース       | 29.0  | 6,400      | 石川県            | 石川県鹿島郡鳥屋町（中能登町）花見月地先に1974年より計画された補助多目的ダム。二宮川総合開発事業として伊久留川・二宮川の洪水調節と流水の正常な機能の維持、七尾市と鹿島郡鳥屋町・田鶴浜町（七尾市）の1市2町に対する上水道供給が目的であった。事業着手から長年進捗せずダム事業見直し政策の中で本事業も再評価対象となる。再検討の結果ダム事業以外の治水対策が費用対効果で優位性があり、当初計画に比べ将来的な上水道需要も減少したという理由で1996年に事業は中止された。先述した福島県の水原ダムと共に事業見直しにより中止された多目的ダム事業の端緒である。 | [ 13 ] [ 234 ] [ 235 ]                 |
| 石川 | 熊木川   | 熊木川   | 河内ダム             | ロックフィル | 52.0  | 8,700      | 石川県            | 石川県鹿島郡中島町（七尾市）河内地先に1973年より計画された補助多目的ダム。熊木川の洪水調節と流水の正常な機能の維持、七尾市と鹿島郡中島町・鹿島町（中能登町）・能登島町（七尾市）の1市3町に対する上水道供給が目的であった。事業着手から長年進捗せずダム事業見直し政策の中で本事業も再評価対象となる。再検討の結果ダム事業以外の治水対策が費用対効果で優位性があり、当初計画に比べ将来的な上水道需要も減少したという理由で1998年に事業は中止された。 | [ 13 ] [ 235 ] [ 236 ]                 |
| 石川 | 米町川   | 米町川   | 米町川ダム           | ロックフィル | 26.0  | 6,500      | 石川県            | 読みは「こんまちがわダム」。石川県羽咋郡志賀町梨谷地先に1975年より計画された補助多目的ダム。米町川の洪水調節、流域農地への灌漑、志賀町への上水道供給、能登中核工業団地への工業用水道供給が目的であった。しかし1990年の段階で事業が休止しており、最終的に事業は中止となった。 | [ 237 ] [ 238 ] [ 239 ]                |
| 石川 | 羽咋川   | 子浦川   | 所司原ダム           | ロックフィル | 46.0  | 6,650      | 石川県            | 石川県羽咋郡志雄町（宝達志水町）所司原地先に1974年より計画された補助多目的ダム。羽咋川総合開発事業として子浦川・羽咋川の洪水調節と流水の正常な機能の維持、羽咋市と志雄町に対する上水道供給が目的であった。事業着手から長年進捗せずダム事業見直し政策の中で本事業も再評価対象となる。再検討の結果ダム事業以外の治水対策が費用対効果で優位性があり、当初計画に比べ将来的な上水道需要も減少したという理由で1998年に事業は中止された。 | [ 13 ] [ 240 ] [ 241 ]                 |
| 石川 | 御祓川   | 砂田川   | 千野ダム             | ロックフィル | 29.5  | 4,150      | 七尾市            | 石川県七尾市千野町地先に1978年より計画された上水道専用ダム。地下水くみ上げ過剰による地盤沈下が深刻だった七尾市の水供給体制を地下水依存から脱却するため、老朽化していた農業用ため池である国分の池を再開発してダム化し新規上水道の水源確保を目的としていた。1980年より事業に着手し1983年に完成させる計画であり、多目的ダム化の構想もあった。しかし当初の完成予定から10年経過した1993年の段階においても事業着手の目途が立たず、最終的には事業は中止となった。 | [ 242 ] [ 243 ] [ 244 ] [ 245 ]        |
| 福井 | 九頭竜川 | 打波川   | 打波川ダム           | 重力         | 120.0 | 56,000     | 建設省            | 福井県大野市下打波地先に1969年より計画されていた特定多目的ダム。九頭竜川総合開発計画の一環として九頭竜ダム（九頭竜川）・真名川ダム（真名川）に続く特定多目的ダムとして1979年の九頭竜川水系工事実施基本計画改定で正式に位置付けられた。九頭竜川の洪水調節と流水の正常な機能の維持、福井市などへの上水道・工業用水道の供給および福井県企業局による1万キロワット級の水力発電を目的としていた。完成すれば九頭竜川水系では屈指の規模となるが、予備調査に着手してから27年経過した1996年の段階においても正式なダム事業採択である実施計画調査着手に至らず、2007年策定の九頭竜川水系河川整備計画に明記されていないため計画は消滅している。 | [ 246 ] [ 247 ] [ 248 ]                |
| 福井 | 佐分利川 | 田井谷川 | 田井谷ダム           | ロックフィル | 50.0  | 1,683      | 福井県            | 福井県大飯郡大飯町（おおい町）川上地先に1982年より計画された利水専用の県営多目的ダム。灌漑および上水道供給を目的としていた。1997年の完成を目標としていたが事業は進捗せず中止となる。 | [ 249 ] [ 250 ]                        |
| 福井 | 九頭竜川 | 高倉谷川 | 高倉発電所下部調整池 | ロックフィル | 140.0 | 16,000     | 北陸電力 電源開発 | 容量は有効貯水容量。福井県南条郡今庄町（南越前町）瀬戸地先、九頭竜川水系日野川に合流する九頭竜川の二次支流・高倉谷川に計画された水力発電専用ダム。1974年より調査が開始され、1984年に一旦中断するが1992年より調査が再開された出力210万キロワットの揚水発電所・高倉発電所の下部調整池である。北陸電力と電源開発の共同事業として計画され、発生した電力は中部電力や関西電力にも融通される予定であった。しかし不況による長期間の景気低迷や省エネルギーの推進普及などによりピーク時電力需要が減少し、電気事業の環境変化も相まって事業が再検討され、2001年に計画は凍結された。 | [ 251 ]                                |
| 福井 | 九頭竜川 | 石徹白川 | 後野ダム             | 重力         | 79.4  | 26,925     | 北陸電力          | 福井県大野郡和泉村（大野市）後野地先に1959年より計画された水力発電専用ダム。北陸電力による九頭竜川電源開発計画の一環として計画された。九頭竜川本流の長野（九頭竜）ダムと貯水を融通し、後野ダムから湯上発電所に導水し20万キロワットを発電すると共に、湯上発電所から調整池を経由して西勝原第三発電所へ導水・発電するというのが計画の骨子であった。しかし同時期に電源開発も九頭竜川電源開発計画を発表して競合、紆余曲折の結果九頭竜川電源開発計画は両社共同開発となり長野ダム以外は北陸電力担当で決定し後野ダム計画は進められた。ところが電力需要の変化に伴い通商産業省（経済産業省）が長野発電所による揚水発電への変更（現行計画）を指示。鷲ダム（九頭竜川）が電源開発により新たに計画され、石徹白川は電源開発が九頭竜ダム導水用として石徹白ダムを建設する計画に変更された。この計画変更に伴い1962年後野ダム計画は廃止となった。 | [ 252 ] [ 253 ] [ 254 ]                |

#### 甲信
| 所在 | 水系   | 河川       | ダム                     | 型式         | 高さ      | 総貯水容量    | 事業者        | 備考・注釈 | 出典                                            |
| ---- | ------ | ---------- | ------------------------ | ------------ | --------- | ------------- | ------------- | --- | ----------------------------------------------- |
| 山梨 | 富士川 | 芦川       | 芦川ダム                 | 重力         | 90.5      | 9,900         | 山梨県        | 山梨県西八代郡上九一色村（甲府市）荷付場地先、富士川水系笛吹川に合流する富士川の二次支流・芦川に計画された補助多目的ダム。芦川の洪水調節と流水の正常な機能の維持、上九一色村および西八代郡市川大門町・三珠町（西八代郡市川三郷町）への上水道供給を目的としていた。1976年より予備調査が開始され、1987年からは正式なダム事業として予算採択されて実施計画調査に着手していた。しかし長年本体工事に着手できずダム事業見直しの対象となった結果、利水受益者である三町村の水需要が減少し利水目的が喪失したため、2000年に事業中止となった。 | [ 13 ] [ 255 ] [ 256 ] [ 257 ]                  |
| 山梨 | 富士川 | 塩川       | 大渡ダム                 | アーチ       | 70.0      | 8,400         | 山梨県        | 山梨県北巨摩郡須玉町（北杜市）岩下字大渡地先、塩川と支流小森川合流点直下の朝穂堰取水口付近に計画された補助多目的ダム。塩川の洪水調節と流水の正常な機能の維持、茅ヶ岳山麓地域における新規開墾農地に対する灌漑を目的としていた。1954年より予備調査を開始したが基礎地盤が悪いため対策処理を行うと費用対効果が悪化することが判明、最終的に事業着手は見送られた。塩川の河川総合開発計画はその後も続けられ、1997年に本ダムサイトより上流に塩川ダムが完成した。 | [ 258 ]                                         |
| 山梨 | 相模川 | 奥野沢川   | 笹子ダム                 | 重力         | 31.0      | 474           | 山梨県        | 山梨県大月市笹子町黒野内地先、相模川水系笹子川に合流する相模川の二次支流・奥野沢川に計画された補助多目的ダム。笹子川の洪水調節と奥野沢川の流水の正常な機能の維持、大月市笹子・初狩地域に対する上水道供給を目的としていた。1989年より正式なダム事業に採択され実施計画調査に着手し2008年に完成を予定していたが本体工事に着手できずダム事業見直し対象となり、結果ダム事業以外の治水対策に費用対効果で優位性があり笹子・初狩地域の水需要も減少して治水・利水両面で目的が喪失したことから、2001年に事業中止となった。 | [ 13 ] [ 255 ] [ 259 ] [ 260 ]                  |
| 山梨 | 富士川 | 早川       | 角瀬ダム                 | 重力         | 80.0      | 47,600        | 山梨県        | 山梨県南巨摩郡本建村（南巨摩郡早川町）角瀬地先、早川と支流雨畑川合流点直下に計画された補助多目的ダム。早川の洪水調節と最大2万4670キロワットの水力発電を目的としていた。1952年より予備調査に着手していたが富士川・早川に対する治水効果が乏しい上に水力発電量も僅かであり、費用対効果が成り立たないため1955年に予備調査を打ち切り、計画は廃止された。なお諸元と認可出力の数値は本計画における最大値。 | [ 261 ]                                         |
| 長野 | 木曽川 | 王滝川     | 大鹿ダム                 | ロックフィル | 170.0     | 100,000       | 建設省        | 長野県木曽郡王滝村氷ヶ瀬地先、牧尾ダム上流の通称氷ヶ瀬渓谷付近に計画された特定多目的ダム。中京圏の水不足解消を主眼に味噌川ダム（木曽川）に続く水瓶として1974年より予備調査に着手した。仮に当初計画通り完成していれば高さでは黒部ダム・高瀬ダムに次いで日本第3位、国土交通省直轄ダムでは第1位の高さとなり木曽川水系でも有数規模となる。木曽川水系水資源開発基本計画への計画組み込みを目指していたが予備調査の段階で計画は消滅した。 | [ 262 ]                                         |
| 長野 | 信濃川 | 薄川       | 大仏ダム                 | 重力         | 72.0      | 7,350         | 長野県        | 読みは「おおぼとけダム」。長野県松本市大山入山辺字大和合地先、信濃川水系奈良井川の支流田川に合流する信濃川の三次支流・薄川に計画された補助多目的ダム。薄川・田川・奈良井川の洪水調節と流水の正常な機能の維持および松本市への上水道供給を目的としていた。当初は地元より砂防堰堤建設陳情を受けて予備調査を行っていたが、水需要増加に対処するため1975年より正式な多目的ダム事業に採択され実施計画調査に着手した。当初は地元の反対運動が強く、1984年に地元が事業を受容すると今度は流域外の市民団体による反対運動が活発となり事業は膠着。最終的に建設省によるダム事業再評価対象となり2000年に中止を勧告、長野県知事田中康夫が事業撤回を表明したため2000年11月28日に中止となる。なお田中は大仏ダム中止後2001年2月20日に「脱ダム」宣言を発表する。 | [ 196 ] [ 263 ] [ 264 ]                         |
| 長野 | 木曽川 | 阿寺川     | 木曽中央発電所下部調整池 | 重力         | 137.0     | 22,500        | 中部電力      | 長野県木曽郡大桑村地先に計画された発電用ダム。中部電力による木曽中央揚水発電所計画の下部調整池。王滝川支流の鯎川に上部調整池を建設し両者の間で認可出力180万キロワットの揚水発電を行う計画として2022年の完成を目標としていた。しかしダム予定地の阿寺川は阿寺渓谷などの景勝地があり、絶滅危惧種の動植物も生息しているため環境省から厳格な環境保全が求められて事業が遅延し、さらに長野県知事田中康夫が「脱ダム」宣言の趣旨に合わないとして発電所・ダム建設を容認しない姿勢を明確にしたため事業に行き詰まり、最終的に企業判断で計画は中止された。 | [ 265 ] [ 266 ]                                 |
| 長野 | 木曽川 | 鯎川       | 木曽中央発電所上部調整池 | 重力         | 76.5      | 24,500        | 中部電力      | 長野県木曽郡王滝村地先、木曽川水系王滝川に合流する木曽川の二次支流・鯎（うぐい）川に計画された発電用ダム。中部電力による木曽中央揚水発電所計画の上部調整池。中止までの経緯については前項「木曽中央発電所上部調整池」を参照。 | [ 267 ]                                         |
| 長野 | 信濃川 | 清川       | 清川ダム                 | 重力         | 53.0      | 232           | 長野県        | 長野県飯山市屋敷地先に計画された補助多目的ダム。清川の洪水調節と流水の正常な機能の維持、豪雪地帯でもある飯山市の除雪に利用するための用水供給（消流雪用水）を目的としていた。1992年に正式なダム事業として採択され実施計画調査に着手したが、長野県知事田中康夫が「脱ダム」宣言を発表し知事の諮問機関である「県治水ダム・利水ダム等検討委員会」の諮問を経て2003年4月に中止を決定。国土交通省は翌2004年3月にダム事業の国庫補助を見送った。 | [ 268 ] [ 269 ]                                 |
| 長野 | 信濃川 | 黒沢川     | 黒沢ダム                 | 重力         | 61.5      | 743           | 長野県        | 長野県南安曇郡三郷村（安曇野市）黒沢地先、信濃川水系犀川支流の万水（よろずい）川に合流する信濃川の三次支流・黒沢川に計画された補助多目的ダム。黒沢川・万水川の洪水調節と流水の正常な機能の維持、三郷村への上水道供給を目的としていた。1985年より予備調査に着手し1991年に正式なダム事業として採択され実施計画調査に着手したが、長野県知事田中康夫が「脱ダム」宣言を発表し知事の諮問機関である「県治水ダム・利水ダム等検討委員会」が中止を答申し一時事業休止。鳩山由紀夫内閣によるダム事業再検証対象となり検証の結果治水は調節池設置、利水は地下水への水源転換とダム以外の対策に費用対効果で優位性があり目的が喪失し2011年10月に事業は中止となった。 | [ 270 ]                                         |
| 長野 | 天竜川 | 芦部川     | 郷士沢ダム               | 重力         | 42.0      | 640           | 長野県        | 長野県下伊那郡豊丘村郷士沢地先に計画された補助多目的ダム。芦部川の洪水調節と流水の正常な機能の維持、豊丘村への上水道供給を目的としていた。1991年に正式なダム事業に採択され実施計画調査に着手、2012年の完成を目標としていたが長野県知事田中康夫が「脱ダム」宣言を発表し知事の諮問機関である「県治水ダム・利水ダム等検討委員会」が中止を答申し一時事業休止。鳩山由紀夫内閣によるダム事業再検証対象となり検証の結果治水は暫定的な河道改修、利水は地下水への水源転換とダム以外の対策に費用対効果で優位性があり目的が喪失し2010年に事業は中止となった。 | [ 271 ] [ 272 ]                                 |
| 長野 | 天竜川 | 駒沢川     | 駒沢ダム                 | 重力         | 47.5      | 540           | 長野県        | 長野県上伊那郡辰野町小野地先、天竜川水系小野川に合流する天竜川の二次支流・駒沢川に計画された補助多目的ダム。駒沢川の洪水調節と流水の正常な機能の維持、辰野町への上水道供給を目的としていた。1992年より予備調査に着手し翌1993年には正式なダム事業に採択され実施計画調査に着手、2012年の完成を目標としていたが長野県知事田中康夫が「脱ダム」宣言を発表し知事の諮問機関である「県治水ダム・利水ダム等検討委員会」が中止を答申し一時事業休止。鳩山由紀夫内閣によるダム事業再検証対象となり検証の結果治水は河道改修、利水は地下水への水源転換とダム以外の対策に費用対効果で優位性があり目的が喪失し2011年10月に事業は中止となった。 | [ 273 ] [ 274 ]                                 |
| 長野 | 天竜川 | 東俣川     | 下諏訪ダム               | 重力         | 71.0      | 2,650         | 長野県        | 長野県諏訪郡下諏訪町東俣地先、天竜川水系で諏訪湖に注ぐ砥川に合流する天竜川の二次支流・東俣川に計画された補助多目的ダム。東俣川・砥川の洪水調節と流水の正常な機能の維持、岡谷市および下諏訪町への上水道供給を目的としていた。1984年に正式なダム事業に採択され実施計画調査に着手、2010年の完成を目標としていたが長野県知事田中康夫が「脱ダム」宣言を発表し知事の諮問機関である「県治水ダム・利水ダム等検討委員会」が中止を答申。2003年10月28日に事業中止が決定し翌2004年3月に国土交通省は国庫補助を見送った。 | [ 275 ] [ 276 ]                                 |
| 長野 | 天竜川 | （河道外） | 蓼科ダム                 | ロックフィル | 46.0      | 3,150         | 長野県        | 長野県茅野市豊平字東丘4734地先、天竜川水系で諏訪湖に注ぐ上川流域に計画された補助多目的ダム。上川の洪水調節と流水の正常な機能の維持、茅野市への上水道供給を目的としていたが後に上水道目的はなくなり補助治水ダムに計画変更となった。ダムは上川本流に建設されるのではなく、上川に建設する分水工から河道外に建設した貯水池に導水する「河道外貯留方式」を採用しているのが特徴である。1987年より正式なダム事業に採択され実施計画調査に着手、2007年の完成を目標としていたが長野県知事田中康夫が「脱ダム」宣言を発表し知事の諮問機関である「県治水ダム・利水ダム等検討委員会」が中止を答申し一時事業休止。鳩山由紀夫内閣によるダム事業再検証対象となり検証の結果治水はダムに拠らない河川整備計画を策定することになり建設目的が喪失、2010年に事業は中止となった。 | [ 272 ] [ 277 ] [ 278 ]                         |
| 長野 | 信濃川 | 信濃川     | 千曲川上流ダム           | 重力         | 75.5      | 76,700        | 国土交通省    | 長野県南佐久郡南牧村海の口地先に計画された信濃川（千曲川）本流唯一の治水目的を持つ特定多目的ダム。1964年に電源開発により信濃川から富士川水系笛吹川の広瀬ダムを経て小河内ダム（多摩川）へ導水し発電と東京への上水道供給を図る丹波川発電計画の水源・海の口ダムとして計画されたのが端緒であるが、千曲川の洪水調節と流水の正常な機能の維持、佐久市・上田市など流域28市町村への灌漑や上水道供給を目的に1984年より建設省が予備調査に着手した。ダム建設予定地は千曲川と杣添川の合流点直下で国道141号杣添洞門付近の狭窄部であり、ダムが完成すると南牧村などで200戸以上が水没・移転し国鉄小海線が6キロメートル、国道141号が16キロメートル水没する。移転住民は高収入の高原野菜農家が多く村の存亡問題として村全体で強固な反対運動が繰り広げられ、労働組合など活動家も介入して事業は膠着。正式なダム事業として採択されることなく2002年に計画が中止された。                                                  | [ 279 ] [ 280 ] [ 281 ] [ 282 ] [ 283 ] [ 284 ] |
| 長野 | 天竜川 | 遠山川     | 遠山ダム                 | ロックフィル | 151.0     | 70,000        | 建設省        | 長野県下伊那郡南信濃村（飯田市）須沢地先に計画された特定多目的ダム。長野県による治水ダム計画として出発し中部電力・電源開発による同時並行の水力発電計画を経て、1970年に長野県知事西沢権一郎が長野・静岡・愛知3県知事会談で多目的ダム計画として発表し同年建設省が予備調査に着手。1973年の天竜川水系工事実施基本計画で新豊根ダム（大入川）と共に天竜川上流ダム群計画（戸草・遠山・阿智・東栄・気田）として盛り込まれた。遠山川・天竜川の洪水調節、静岡県西遠地域・愛知県東三河地域への利水、および長野県企業局の遠山川第一・第二発電所による合計9万3000キロワットの水力発電を目的として1975年度に正式なダム事業採択と実施計画調査着手を目標にしていた。しかし利水受益者である静岡県の財政危機などで費用分担条件が一致せず実施計画調査採択を断念。その後は予備調査を継続し1995年頃までは計画が残っていたが最終的には計画が消滅した。                                                                | [ 285 ] [ 286 ] [ 287 ] [ 288 ]                 |
| 長野 | 天竜川 | 三峰川     | 戸草ダム                 | 重力         | 140.0     | 61,000        | 国土交通省    | 詳細は本項目を参照。 | [ 289 ]                                         |
| 長野 | 信濃川 | 穂高川     | 中房ダム                 | ロックフィル | 130.0     | 19,000        | 建設省        | 長野県北安曇郡穂高町有明（安曇野市穂高有明）地先、信濃川水系犀川に合流する信濃川の二次支流・穂高川に計画された特定多目的ダム。穂高川・犀川の治水と流域への利水を目的に計画されていたが、予備調査のまま計画は消滅した。 | [ 290 ]                                         |
| 長野 | 木曽川 | 木曽川     | 薮原ダム                 | 重力         | 50.0 93.0 | 9,000 125,000 | 建設省 農林省 | 長野県木曽郡木祖村藪原地先の木曽川狭窄部に計画された多目的ダム。建設省案（上段数値）と農林省案（下段数値）がある。 【建設省案】1952年策定の木曽川水系流域計画の一環として構想され、木曽川の洪水調節と認可出力6,000キロワットの水力発電を目的としていた。内務省による木曽川河水統制計画案を修正し、丸山および犬山（木曽川）・久田見（飛騨川）・岩屋（馬瀬川）・岩瀬（和良川）と共に木曽川総合開発の主要事業として構想されたが、結果的には構想のままで終わった。 【農林省案】愛知用水の水源として木曽川最上流部に建設する貯水池案の一つとして計画されたが、構想自体は1940年頃より存在した。愛知用水水源のほか信濃川水系奈良井川に建設する奈良井ダムとの間で洪水時には奈良井ダムの水を鳥居峠を潜る導水トンネルで藪原ダムへ導水する治水目的もあった。しかし移転世帯数が多くなる問題や国鉄中央本線が水没するという懸念があり、最終的に牧尾ダムを水源として建設することが決定し藪原地点は放棄された。 | [ 291 ] [ 292 ]                                 |

#### 東海
| 所在 | 水系   | 河川       | ダム                       | 型式         | 高さ  | 総貯水容量 | 事業者            | 備考・注釈 | 出典                                    |
| ---- | ------ | ---------- | -------------------------- | ------------ | ----- | ---------- | ----------------- | --- | --------------------------------------- |
| 岐阜 | 木曽川 | 板取川     | 板取川ダム                 | 重力         | 125.0 | 180,000    | 建設省            | 岐阜県武儀郡板取村（関市）地先、木曽川水系長良川に合流する木曽川の二次支流・板取川に計画された特定多目的ダム。長良川の治水安全度向上を図るため長良川河口堰（長良川）と一体で運用することによる長良川の洪水調節、岐阜市・関市・美濃市など岐阜県中濃地域における上水道・工業用水道供給や灌漑を目的としていた。1960年代初頭には構想が練られており1967年には予備調査に着手、1970年には正式なダム事業として採択され実施計画調査に着手する目標であった。しかし移転戸数が314戸におよび板取村はダム建設に強固な反対運動を展開、予備調査の遂行も困難となり事業は膠着した。最終的に1982年ダム事業は中止となり岐阜県知事上松陽助が板取村に出向いて村民にダム事業の中止を伝えている。なお板取川ダムと一体で運用する予定であった長良川河口堰は単独で建設が進められ1994年に完成した。 | [ 293 ] [ 294 ] [ 295 ] [ 296 ]         |
| 岐阜 | 木曽川 | 牧田川     | 一之瀬ダム                 | 重力         | 32.0  | 6,710      | 内務省            | 内務省土木局が1937年より国策として実施した河水統制事業において、1950年まで実施された木曽川河水統制調査で立案された木曽川水系の多目的ダム計画の一つ。洪水調節と認可出力1,000キロワットの水力発電が目的であった。その後1967年に策定された木曽川水系工事実施基本計画において揖斐川の治水安全度を高めるための揖斐川上流ダム群として構想されるが、最終的には構想のまま終わる。 | [ 297 ] [ 298 ] [ 299 ]                 |
| 岐阜 | 木曽川 | 和良川     | 岩瀬ダム                   | 重力         | 100.0 | 120,000    | 建設省            | 容量は有効貯水容量。岐阜県益田郡金山町（下呂市）岩瀬地先、木曽川水系飛騨川の支流・馬瀬川に合流する木曽川の三次支流・和良川に計画された特定多目的ダム。内務省土木局が1937年より国策として実施した河水統制事業において、1950年まで実施された木曽川河水統制調査で立案された木曽川水系の多目的ダム計画の一つ。当初計画では洪水調節と認可出力9,200キロワットの水力発電が目的であったが、建設省・農林省・通商産業省の関係者で構成される木曽三川協議会において中京圏の上水道・工業用水道・灌漑を満たすための水資源開発施設としてダム規模が拡大された構想となった。しかし構想のみで終わり、当初計画で実現した飛騨川流域の多目的ダムは和良川合流先の馬瀬川に1976年完成した岩屋ダムのみとなった。 | [ 297 ] [ 298 ] [ 300 ]                 |
| 岐阜 | 木曽川 | 小坂川     | 落合ダム                   | 重力         | 70.0  | 67,250     | 内務省            | 内務省土木局が1937年より国策として実施した河水統制事業において木曽川水系飛騨川に合流する木曽川の二次支流・小坂川に計画された。1950年まで実施された木曽川河水統制調査で立案された木曽川水系の多目的ダム計画の一つ。洪水調節と流水の正常な機能の維持（既開墾農地320ヘクタールへの不特定灌漑）、新規開墾農地2,319ヘクタールへの灌漑および認可出力3万2000キロワットの水力発電が目的であった。しかし構想のみで終わる。 | [ 297 ] [ 298 ]                         |
| 岐阜 | 木曽川 | 馬瀬川     | 小原第一ダム               | 重力         | 100.0 | 24,600     | 中部電力          | 容量は有効貯水容量でダム名は仮称。岐阜県大野郡清見村（高山市）の国道257号庄島トンネル付近、木曽川水系飛騨川に合流する木曽川の二次支流・馬瀬川に計画された発電用ダム。飛騨川流域一貫開発計画において当初は認可出力2万1900キロワットの一般水力発電計画として構想された。その後通商産業省資源エネルギー庁による第5次発電水力調査において計画規模が拡充、後述する小原第二ダムとの間で認可出力59万7000キロワットの揚水発電を行う小原第一発電所計画となった。また総合開発計画としてダムを多目的ダムに開発する方針であったが、計画は構想止まりで終わる。 | [ 301 ] [ 302 ]                         |
| 岐阜 | 木曽川 | 馬瀬川     | 小原第二ダム               | 重力         | 81.0  | 15,000     | 中部電力          | 容量は有効貯水容量でダム名は仮称。岐阜県益田郡馬瀬村（下呂市）川上付近、木曽川水系飛騨川に合流する木曽川の二次支流・馬瀬川に計画された発電用ダム。飛騨川流域一貫開発計画において当初は認可出力2万8900キロワットの一般水力発電計画として構想された。その後通商産業省資源エネルギー庁による第5次発電水力調査において上流の小原第一ダム（前述）との間で認可出力59万7000キロワットの揚水発電を行うと同時に、単独で5,700キロワットのダム式発電を行う計画であった。また総合開発計画としてダムを多目的ダムに開発する方針であったが、しかし計画は構想止まりで終わる。 | [ 301 ] [ 303 ]                         |
| 岐阜 | 木曽川 | 西ヶ洞谷川 | 川浦発電所下部調整池       | 重力         | 103.0 | 10,100     | 中部電力          | 岐阜県関市板取字川浦（かおれ）地先、木曽川水系長良川に合流する板取川に注ぐ木曽川の三次支流・西ヶ洞谷川に計画された発電用ダム。中部電力が同地に1995年運転開始した奥美濃発電所に続く揚水発電所・川浦発電所の下部調整池として川浦ダム（西ヶ洞谷川）の下流に計画されていた。1994年より計画を開始し同年旧板取村へ建設許可を申し入れ、強硬に反対した板取川ダムとは異なり翌年には旧板取村は開発計画に同意、1997年には建設にも同意し計画発表からわずか3年で着工された。認可出力130万キロワットの発電を行い2021年度以降の運転開始を目指していた。しかし電力需要の低迷や企業間競争の激化、原油価格高騰による経営圧迫などから経営合理化を迫られ、2006年2月2日発電所・ダム計画は中止された。なお中止に伴う特別損失は約335億円となった。 | [ 304 ] [ 305 ]                         |
| 岐阜 | 木曽川 | 西ヶ洞谷川 | 川浦発電所上部調整池       | 重力         | 74.5  | 9,100      | 中部電力          | 岐阜県関市板取字川浦地先、木曽川水系長良川に合流する板取川に注ぐ木曽川の三次支流・西ヶ洞谷川最上流部に計画された発電用ダム。中部電力が同地に1995年運転開始した奥美濃発電所に続く揚水発電所・川浦発電所の上部調整池として川浦ダムの上流に計画されていた。中止までの経緯については前項「川浦発電所下部調整池」を参照。 | [ 305 ] [ 306 ]                         |
| 岐阜 | 木曽川 | 八草川     | 金居原発電所上部調整池     | 重力         | 148.5 | 17,900     | 関西電力          | 岐阜県揖斐郡坂内村（揖斐川町）川上字小貝筋地先、木曽川水系揖斐川に合流する坂内川に注ぐ木曽川の三次支流・八草川に計画された発電用ダム。関西電力による金居原（かねいばら）揚水発電所計画の上部調整池。1996年より着工し2011年運転開始の予定で計画され、運転開始されていれば認可出力228万キロワットと東京電力リニューアブルパワーの神流川発電所に次ぐ日本第二位の水力発電所になる予定であった。しかし電力需要の伸び悩みにより2002年11月19日に発電所とダム計画は中止された。 | [ 307 ]                                 |
| 岐阜 | 神通川 | 小鳥川     | 上小鳥ダム                 | 重力         | 100.0 | 81,200     | -                 | 岐阜県大野郡清見村（高山市）池本字鬼渕地先に計画された発電用ダム。通商産業省公益事業局による昭和29年度の発電水力調査において計画された。認可出力2万8400キロワットのダム水路式発電所・上小鳥発電所による水力発電が目的であったが最終的には開発には至らなかった。小鳥川の水力発電計画はその後も進められ、1973年に下小鳥ダムが本ダムサイトより下流に完成している。なお1986年時点では通商産業省資源エネルギー庁の第5次発電水力調査において、同じ上小鳥地点に高さ103メートル・有効貯水容量2,400万立方メートル・認可出力2万9500キロワットのダム・発電所構想が示されている。 | [ 308 ] [ 309 ]                         |
| 岐阜 | 矢作川 | 上村川     | 上矢作ダム                 | ロックフィル | 150.0 | 54,000     | 国土交通省        | 岐阜県恵那市上矢作町大倉地先に計画された特定多目的ダム。矢作川の洪水調節と流水の正常な機能の維持、水力発電を目的に1993年4月正式なダム事業として採択され実施計画調査に着手した。事業中の2000年に東海豪雨があり矢作川は過去最大の洪水量を記録し大きな被害を受けたため、矢作川における治水計画は再検討を迫られた。検証の結果上矢作ダムは治水上の必要性はあるが社会経済的・環境面で事業の進捗が望めず、矢作ダム（矢作川）の有効活用と河道改修、水利用の合理化などによる流水の正常な機能の維持を図ることが早期の治水事業効果発現には有利という結論に達した。これを受けて矢作川水系河川整備計画が2009年に策定され、上矢作ダム計画は中止となった。なお矢作川水系河川整備計画に基づき2020年より矢作ダム左岸にトンネル型洪水吐きを増設する矢作ダム再生事業が着手されている。 | [ 310 ] [ 311 ]                         |
| 岐阜 | 木曽川 | 飛騨川     | 久田見ダム                 | 重力         | 60.0  | 76,000     | 建設省            | 岐阜県加茂郡白川町地先の飛水峡付近に、内務省土木局が1937年より国策として実施した河水統制事業において1950年まで実施された木曽川河水統制調査で立案された木曽川水系の多目的ダム計画の一つ。飛騨川の洪水調節と水力発電を目的としていた。水力発電についてはダムが完成すると既存の上麻生発電所の取水口である上麻生ダムが水没するため取水口を変更する再開発を行い、認可出力6万2000キロワットを発電する予定であった。1952年の木曽川水系流域計画においても考慮されたダム計画であるが、木曽特定地域総合開発計画などには反映されず構想のまま計画は終了した。なおダムが建設されると200戸が移転対象となり木曽川河水統制調査で構想されたダム計画では最も補償案件が大きくなる。 | [ 291 ] [ 297 ] [ 298 ]                 |
| 岐阜 | 木曽川 | 根尾川     | 黒津ダム                   | 重力         | 121.0 | 100,000    | 建設省            | 岐阜県本巣郡根尾村（本巣市）黒津地先、木曽川水系揖斐川に合流する木曽川の二次支流・根尾川に計画された特定多目的ダム。内務省土木局が1937年より国策として実施した河水統制事業において、1950年まで実施された木曽川河水統制調査で立案されたのが計画の発端である。具体的に計画が動くのは1967年に策定された木曽川水系工事実施基本計画であり、揖斐川の治水安全度を向上させるために構想された揖斐川上流ダム群の一つとして計画され、1981年には本格的な予備調査に着手した。揖斐川・根尾川の洪水調節と流水の正常な機能の維持、水力発電が目的であり通商産業省資源エネルギー庁による第5次発電水力調査では1万7200キロワットのダム水路式発電所が計画されていた。しかし正式なダム事業としては採択されず、2004年に徳山ダムの建設事業変更が実施された際に徳山・横山ダムの治水機能が強化されたことで未整備ダム建設が不要となることから、67年に亘るダム計画は消滅した。                                   | [ 293 ] [ 297 ] [ 298 ] [ 299 ] [ 312 ] |
| 岐阜 | 木曽川 | 佐見川     | 佐見第一ダム               | 重力         | 110.0 | 17,500     | 中部電力          | 容量は有効貯水容量でダム名は仮称。岐阜県加茂郡白川村、木曽川水系飛騨川に合流する木曽川の二次支流・佐見川下流部に計画された発電用ダム。飛騨川流域一貫開発計画において当初は認可出力1万5700キロワットの水力発電計画として構想された。その後通商産業省資源エネルギー庁による第5次発電水力調査において計画規模が拡充、後述する佐見第二ダムとの間で認可出力51万1000キロワットの揚水発電を行う佐見第一発電所計画となった。また当初計画からダムを多目的ダムとして開発する方針であったが、計画は構想止まりで終わる。 | [ 301 ] [ 303 ]                         |
| 岐阜 | 木曽川 | 佐見川     | 佐見第二ダム               | 重力         | 88.5  | 12,900     | 中部電力          | 容量は有効貯水容量でダム名は仮称。岐阜県加茂郡白川村、木曽川水系飛騨川に合流する木曽川の二次支流・佐見川下流、飛騨川合流点の直上流部に計画された発電用ダム。通商産業省資源エネルギー庁による第5次発電水力調査において前述の佐見第一ダムとの間で認可出力51万1000キロワットの揚水発電を行うと同時に、単独で3,100キロワットのダム式発電を行う計画であった。しかし計画は構想止まりで終わる。 | [ 301 ] [ 303 ]                         |
| 岐阜 | 木曽川 | 白川       | 白川ダム                   | 重力         | 113.5 | 210,000    | 建設省            | 岐阜県加茂郡白川村、木曽川水系飛騨川に合流する白川に計画された特定多目的ダム。飛騨川・木曽川の洪水調節と流水の正常な機能の維持、中京圏への利水を目的としていた。また通商産業省資源エネルギー庁による第5次発電水力調査において認可出力4万7000キロワットの水力発電が計画されていた。仮に完成すれば木曽川水系ダム群における人造湖の規模では徳山ダムに次ぐ規模となるが、ダム建設により419戸が移転対象となり補償案件が膨大で、最終的には予備調査の段階で計画が終了した。 | [ 293 ] [ 303 ]                         |
| 岐阜 | 木曽川 | 木曽川     | 新笠置ダム                 | 重力         | 90.0  | 144,000    | 建設省            | 岐阜県瑞浪市大湫町深山地先、木曽川本流に関西電力が建設した笠置ダム直下に計画された特定多目的ダム。笠置ダムの規模を拡大するダム再開発事業であり、木曽川の洪水調節と流水の正常な機能の維持、中京圏への利水、および木曽川本流の水力発電所としては出力が最大規模となる認可出力22万キロワットの水力発電を目的としていた。1971年より予備調査を開始しているが笠置ダムに加え大井ダムの再開発も兼ねており、仮に完成すれば笠置ダムのみならず大井ダムが水没し恵那峡の景観が変化する可能性があった。また391戸が移転対象となり補償案件が膨大で、最終的には予備調査の段階で計画が消滅した。 | [ 17 ] [ 293 ] [ 313 ] [ 314 ]          |
| 岐阜 | 木曽川 | 根尾川     | 新金原ダム                 | 重力         | 47.0  | 1,500      | 中部電力          | 容量は有効貯水容量でダム名は仮称。岐阜県本巣郡本巣町と根尾村（いずれも本巣市）の境、木曽川水系揖斐川に合流する木曽川の二次支流・根尾川に計画された発電用ダム。通商産業省資源エネルギー庁による第5次発電水力調査において、既設の発電用取水堰である金原ダム付近に新たに発電用ダムと認可出力2万3900キロワットの新金原発電所を建設する計画であった。しかし計画は構想止まりで終わる。 | [ 315 ]                                 |
| 岐阜 | 木曽川 | 揖斐川     | 杉原ダム                   | 重力         | 58.0  | 17,600     | 中部電力          | 岐阜県揖斐郡藤橋村（揖斐川町）杉原地先に計画された発電用ダム。当初計画では揚水発電だった徳山ダムに付設する電源開発徳山発電所の下部調整池として認可出力40万キロワットを発電するほか、中部電力による一般水力発電所・杉原発電所として2万4000キロワットを発電する目的であった。1982年より計画が進められたが徳山ダムの水力発電計画が縮小されて一般水力発電に変更となったことにより下部調整池の必要性が喪失、2004年5月に計画は中止となった。なお徳山発電所自体は後に電源開発から中部電力に事業譲渡され、認可出力16万4000キロワットを発電する木曽川水系最大の一般水力発電所となった。 | [ 316 ] [ 317 ] [ 318 ]                 |
| 岐阜 | 木曽川 | 赤谷       | 高倉発電所上部調整池       | ロックフィル | 100.0 | 16,000     | 北陸電力 電源開発 | 容量は有効貯水容量。岐阜県揖斐郡藤橋村（揖斐川町）塚地先、木曽川水系揖斐川に合流する木曽川の二次支流・赤谷（あかんだに）に計画された発電用ダム。北陸電力と電源開発の共同事業であった高倉揚水発電所計画の上部調整池。中止までの経緯は「高倉発電所下部調整池」（北陸節）を参照。 | [ 251 ]                                 |
| 岐阜 | 木曽川 | 旅足川     | 旅足川第二発電所上部調整池 | ロックフィル | 170.0 | 55,000     | -                 | 容量は有効貯水容量。岐阜県加茂郡八百津町、丸山蘇水湖で木曽川に合流する旅足（たびそこ）川に計画された利水専用多目的ダム。通商産業省名古屋通産局による発電水力地点調査で構想された旅足川第二揚水発電計画の上部調整池。丸山ダム（木曽川）を下部調整池として72万キロワットを発電すると共に、木曽川上流域に対する渇水時の上水道・工業用水道供給も加えた利水専用多目的ダム構想であった。大規模揚水発電による経済性向上には向いていたが具体的な進捗は無く構想のみで終わる。 | [ 319 ]                                 |
| 岐阜 | 木曽川 | 付知川     | 付知ダム                   | 重力         | 102.5 | 100,000    | 建設省            | 木曽川上流ダム群として計画された特定多目的ダム群の一つ。1974年段階では予備調査を実施していたが計画はその後立ち消え。後述する農林省の付知川ダムとの関連性や具体的な建設地点などは不明。 | [ 293 ] [ 320 ]                         |
| 岐阜 | 木曽川 | 付知川     | 付知川ダム                 | ロックフィル | 110.0 | 55,300     | 農林省            | 岐阜県恵那郡付知町（中津川市）地先に計画された利水専用多目的ダム。農林省東海農政局による東濃総合用水事業の水源として計画された。岐阜県東濃地域における灌漑、上水道・工業用水道供給および水力発電を目的としており、1968年より予備調査に着手したが立ち消え。前述の付知ダムとの関連性は不明。 | [ 321 ]                                 |
| 岐阜 | 神通川 | 小鳥川     | 中小鳥ダム                 | 重力         | 80.0  | 53,100     | -                 | 岐阜県吉城郡河合村（飛騨市）舟原地先に計画された発電用ダム。通商産業省公益事業局による昭和29年度の発電水力調査において先述した上小鳥発電所・ダム計画の代替案として計画された。認可出力6,500キロワットのダム水路式発電所・中小鳥発電所による水力発電が目的であったが地質調査の結果風化が著しく進行し亀裂も多い事からダム建設には不適切な地盤であることが判明し、開発には至らなかった。 | [ 322 ]                                 |
| 岐阜 | 木曽川 | 根尾東谷川 | 根尾ダム                   | 重力         | 45.0  | 16,000     | 内務省            | 岐阜県本巣郡根尾村、木曽川水系揖斐川の支流・根尾川に合流する木曽川の三次支流・根尾東谷川に計画された多目的ダム。内務省土木局が1937年より国策として実施した河水統制事業において、1950年まで実施された木曽川河水統制調査で立案された木曽川水系の多目的ダム計画の一つ。根尾川・揖斐川の洪水調節と流水の正常な機能の維持（既開墾農地6,012ヘクタールへの不特定灌漑）および認可出力3,000キロワットの水力発電が目的であったが、構想のみで終わる。なお同地点付近には1995年に中部電力奥美濃発電所の下部調整池・上大須ダムが建設されている。 | [ 297 ] [ 298 ]                         |
| 岐阜 | 木曽川 | 揖斐川     | 東杉原ダム                 | 重力         | 72.0  | 184,000    | 内務省            | 岐阜県揖斐郡藤橋村東杉原地先に計画された多目的ダム。内務省土木局が1937年より国策として実施した河水統制事業において、1950年まで実施された木曽川河水統制調査で立案された木曽川水系の多目的ダム計画の一つで同計画では最大級。揖斐川の洪水調節と流水の正常な機能の維持（既開墾農地1万8792ヘクタールへの不特定灌漑）、新規開墾農地1,500ヘクタールへの灌漑および認可出力2万7000キロワットの水力発電が目的であったが、構想のみで終わる。なお本ダムサイト直上流に徳山ダムが建設されている。 | [ 297 ] [ 298 ]                         |
| 岐阜 | 木曽川 | 板取川     | 洞戸ダム                   | 重力         | 60.0  | 155,500    | 内務省            | 岐阜県武儀郡洞戸村（関市）、木曽川水系長良川に合流する木曽川の二次支流・板取川に計画された多目的ダム。内務省土木局が1937年より国策として実施した河水統制事業において、1950年まで実施された木曽川河水統制調査で立案された木曽川水系の多目的ダム計画の一つ。板取川・長良川の洪水調節、新規開墾農地1万2000ヘクタールへの灌漑および認可出力6,000キロワットの水力発電が目的であったが、構想のみで終わる。なお本ダムサイト上流に板取川ダム（前述）が計画されていた。 | [ 297 ] [ 298 ]                         |
| 静岡 | 大井川 | 大井川     | 赤石ダム                   | 重力         | 85.0  | 17,940     | -                 | 容量は有効貯水容量。静岡県安倍郡井川村（静岡市葵区）田代地先に計画された発電用ダム。通商産業省公益事業局による昭和29年度発電水力調査において構想された。大井川と支流赤石沢の合流点直下にダムと認可出力2万5500キロワットのダム水路式発電所である赤石発電所を建設する計画である。高落差が期待できる有望な地点ではあったが交通の便が極めて悪く資材輸送に困難を生じる地点だったため、井川ダムや畑薙第一・畑薙第二ダムと発電所の完成を待ってから着手する方針であったが、3ダム・発電所完成後も着手されることはなかった。その後ダム計画は大井川本流から支流の赤石沢に移り、1990年に発電所と共に完成した。 | [ 323 ] [ 324 ]                         |
| 静岡 | 富士川 | 有無瀬川   | 北松野ダム                 | 重力         | 40.0  | 550        | 静岡県            | 静岡県庵原郡富士川町（富士市）北松野地先に計画された補助多目的ダム。有無瀬川の洪水調節と流水の正常な機能の維持、富士川町への上水道供給を目的としていた。1992年に正式なダム事業として採択され実施計画調査に着手したが長年本体工事に着手できずダム事業見直しの対象となり、見直しの結果受益地域の水需要が減少して利水目的が喪失したため2000年事業は中止された。 | [ 13 ] [ 325 ]                          |
| 静岡 | 天竜川 | 気田川     | 気田ダム                   | 重力         | 100.0 | -          | 建設省            | 読みは「けたダム」。静岡県周智郡春野町（浜松市天竜区春野町）地先に計画された特定多目的ダム。1973年に策定された天竜川水系工事実施基本計画において、新豊根ダム（大入川）・戸草ダム（三峰川。前述）・遠山ダム（遠山川。前述）などと共に天竜川上流ダム群として、天竜川の治水安全度向上を目的に構想された。1975年より予備調査に着手したが具体的な進展は見られず計画は消滅した。詳細な建設地点や高さ以外の諸元は不明。 | [ 326 ]                                 |
| 静岡 | 大井川 | 寸又川     | 新大間ダム                 | ロックフィル | 175.0 | 72,000     | -                 | 容量は有効貯水容量でダム名は仮称。静岡県榛原郡本川根町（川根本町）、中部電力大間ダムの直下流に計画された発電用ダム。通商産業省資源エネルギー庁による第5次発電水力調査において既存の大間発電所・ダム付近に計画された。認可出力12万7000キロワットの水力発電が目的であるが、黒部・七倉ダムに次ぐ日本第3位の高さを有するダムを建設することにより大貯水池が形成され下流既設発電所（大井川・久野脇・赤松・川口）の出力増強が期待される。また総合開発計画として多目的ダムの構想も持たれていた。その一方で既設の大間ダム・発電所に加え千頭ダム・湯山発電所がダムに水没し廃止となる。最終的には開発に至らなかった。 | [ 327 ]                                 |
| 静岡 | 大井川 | 寸又川     | 寸又川第一ダム             | 重力         | 118.0 | 20,700     | -                 | 容量は有効貯水容量でダム名は仮称。静岡県榛原郡本川根町（川根本町）、千頭ダム上流の寸又川と支流の大根沢合流点直下に計画された発電用ダムで通商産業省資源エネルギー庁による第5次発電水力調査において計画された。下流に建設される寸又川第二ダムとの間で揚水発電を行い、認可出力50万キロワットを発電する寸又川第一発電所計画の上部調整池として計画されている。下流既設発電所群の出力増強も期待されたが、最終的には開発に至らなかった。 | [ 327 ]                                 |
| 静岡 | 大井川 | 寸又川     | 寸又川第二ダム             | 重力         | 94.0  | 11,500     | -                 | 容量は有効貯水容量でダム名は仮称。静岡県榛原郡本川根町（川根本町）、寸又川と支流の小根沢合流点直下から千頭ダム貯水池上流端の間に計画された発電用ダムで通商産業省資源エネルギー庁による第5次発電水力調査において計画された。上流に建設される寸又川第一ダムとの間で揚水発電を行い、認可出力50万キロワットを発電する寸又川第一発電所計画の下部調整池として計画されている。最終的には開発に至らなかった。 | [ 327 ]                                 |
| 静岡 | 仁科川 | 仁科川     | 仁科川ダム                 | ロックフィル | 59.5  | 1,390      | 静岡県            | 静岡県賀茂郡西伊豆町大沢里地先に計画された農地防災用治水ダム。静岡県農地林務部が仁科川沿岸農地171ヘクタールに対する防災を目的に計画した。治水ダムではあるが河川総合開発事業に基づくダム事業ではないため補助治水ダムではない。1973年に正式なダム事業として採択され翌1974年に着工、用地買収も完了し1979年には仮排水路工事に着手する予定であった。しかしその後ダム建設が進捗せず1984年の段階では事業が確認できるがその後は事業が消滅。2016年策定の仁科川水系河川整備基本方針にも仁科川ダムについての記載はない。 | [ 242 ] [ 328 ] [ 329 ]                 |
| 静岡 | 興津川 | 布沢川     | 布沢川ダム                 | 重力         | 59.5  | 816        | 静岡県            | 静岡県静岡市清水区吉原地先に計画された補助多目的ダム。布沢川・興津川の洪水調節と流水の正常な機能の維持、静岡市への上水道供給を目的としていた。1991年より予備調査に着手し、1993年に正式なダム事業として採択され実施計画調査に着手し2016年に完成の予定であったが長年本体工事に着手できず、鳩山由紀夫内閣によるダム事業再検証対象ダムとなった。再検証の結果治水・利水上ダム事業の有用性は変わらないが、国の方針に従いダムに拠らない河川整備を行う方針が決定し2013年1月28日に事業は中止された。 | [ 289 ] [ 330 ]                         |
| 愛知 | 木曽川 | 木曽川     | 犬山ダム                   | 重力         | 35.0  | 35,150     | 建設省            | 愛知県犬山市に計画された多目的ダム。内務省土木局が1937年より国策として実施した河水統制事業において、1950年まで実施された木曽川河水統制調査で立案された木曽川水系の多目的ダム計画の一つ。木曽川の洪水調節と認可出力3万8000キロワットの水力発電を目的としていた。1952年の木曽川水系流域計画においても考慮されたダム計画であるが、木曽特定地域総合開発計画などには反映されず構想のまま計画は終了した。なおダムが仮に完成した場合貯水池の上流端は今渡ダム直下にまで達し、日本ラインが水没する可能性があった。 | [ 297 ] [ 298 ]                         |
| 愛知 | 矢作川 | 鳥川       | 男川ダム                   | 重力         | 44.5  | 3,300      | 愛知県            | 愛知県岡崎市細光町地先、矢作川水系乙川に合流する男川に注ぐ矢作川の三次支流・鳥川に計画された補助多目的ダム。1976年より正式なダム事業として採択され実施計画調査に着手するが、計画当初は補助治水ダムであった。後に額田郡額田町（岡崎市）が上水道事業者としてダム事業に参入し補助多目的ダムに変更となった。男川・乙川の洪水調節と流水の正常な機能の維持、額田町への上水道供給が目的であったが、移転家屋が無いものの地元の反対が強く実施計画調査に着手してから20年以上具体的な進捗がなかった。2004年に額田町が上水道事業から撤退し2006年には事業者の愛知県がダム事業の凍結を表明、最終的に翌2007年に治水・利水目的双方が喪失したことによりダム事業は中止となった。 | [ 13 ] [ 331 ] [ 332 ]                  |
| 愛知 | 豊川   | 豊川       | 寒狭川ダム                 | 重力         | 120.0 | 300,000    | 建設省            | 読みは「かんざがわダム」で寒狭川の名称は宇連川合流点より上流における豊川の別称。愛知県南設楽郡鳳来町（新城市）布里地先に計画された特定多目的ダム。1962年に愛知県と電源開発が共同で予備調査を開始し、1972年からは建設省が事業を継承し上流の設楽ダムと共に予備調査を進めた。豊川の洪水調節、豊川総合用水事業の水源として東三河地域への灌漑・上水道・工業用水道供給、水力発電を目的としていた。水力発電については通商産業省資源エネルギー庁による昭和44年度の揚水発電開発地点調査において、本ダムを下部調整池として認可出力90万キロワットの揚水発電計画も構想されていた。しかし鳳来町全戸数の1割に相当する約400戸の移転が見込まれ1962年の予備調査開始以来反対が極めて強く交渉は進展以前の問題で、事実上挫折に陥る。豊川本流のダム計画は設楽ダムにシフトされ1979年に正式なダム事業として採択され実施計画調査に着手、強固な反対運動を経て2024年時点で施工中だが寒狭川ダム計画は消滅した。 | [ 326 ] [ 333 ] [ 334 ]                 |
| 愛知 | 矢作川 | 巴川       | 巴川ダム                   | 重力         | 130.0 | 80,000     | 建設省            | 足助ダムとも呼ばれる。愛知県東加茂郡足助町（豊田市）、巴川・越川の合流点と巴川・足助川合流点の中間付近に計画されていた特定多目的ダム計画。巴川・矢作川の洪水調節および愛知県西三河地域に対する利水を目的に計画され、特に利水については矢作川河口堰（後述）と共に矢作川水系水資源開発計画の重要施設として位置付けられた。また水力発電目的については、通商産業省資源エネルギー庁による第5次発電水力調査において認可出力1万2800キロワットの新足助第一発電所計画が構想されていた。1971年より予備調査を開始したが地元足助町の反対が極めて強く立入の予備調査も行えない状態が続き計画は暗礁に乗り上げ、最終的に1998年の愛知県第7次地方計画答申においてダム計画が答申から削除されたことにより計画は事実上消滅した。 | [ 335 ] [ 336 ] [ 337 ] [ 338 ] [ 339 ] |
| 愛知 | 矢作川 | 矢作川     | 矢作川河口堰               | 堰           | 6.2   | 20,000     | 建設省            | 愛知県西尾市西奥田町地先（左岸）と愛知県碧南市川口町地先（右岸）にまたがる矢作川河口に計画された特定多目的ダム。矢作川の洪水調節と流水の正常な機能の維持（海水遡上による塩害の防止）、西三河地域に対する工業用水道の供給を目的とした。特に工業用水道については矢作川支流の巴川に計画されていた巴川ダム（前述）と共に矢作川水系の重要な水資源開発施設に位置付けられていた。1971年より正式なダム事業として採択され実施計画調査に着手し1994年完成を目標にしていたが、矢作川および三河湾を管轄する漁業協同組合の猛烈な反対運動により事業が膠着化。本体工事に長年着手できず建設省によるダム事業再評価対象施設となり、この間愛知県が工業用水道事業から撤退したこともあり1998年8月14日に事業中止が決定した。 | [ 340 ] [ 341 ]                         |

### 近畿地方
| 所在   | 水系     | 河川       | ダム                   | 型式         | 高さ  | 総貯水容量 | 事業者     | 備考・注釈 | 出典            |
| ------ | -------- | ---------- | ---------------------- | ------------ | ----- | ---------- | ---------- | --- | --------------- |
| 三重   | 伊勢路川 | 伊勢路川   | 伊勢路川ダム           | 重力         | 36.0  | 3,700      | 三重県     | - | [ 342 ]         |
| 三重   | 雲出川   | 大村川     | 大村ダム               | 重力         | 50.0  | 970        | 三重県     | - | [ 343 ]         |
| 三重   | 尾呂志川 | 片川川     | 片川ダム               | 重力         | 37.0  | 940        | 三重県     | - | [ 344 ]         |
| 三重   | 雲出川   | 桂畑川     | 桂畑ダム               | 重力         | 50.5  | 850        | 三重県     | - | [ 343 ]         |
| 三重   | 新宮川   | 熊野川     | 小鹿ダム               | 重力         | 165.0 | 1,588,000  | 建設省     | 容量は有効貯水容量。経済安定本部による熊野川総合開発計画の原案。三重県南牟婁郡紀宝町小鹿地先（左岸）・和歌山県新宮市（右岸）の熊野川本流に建設する構想であった。 | [ 345 ]         |
| 三重   | 新宮川   | 熊野川     | 新宮川河口堰           | 堰           | 5.0   | -          | 建設省     | 海水遡上防止と新規水資源開発を目的に熊野川河口より3キロメートル上流に計画されていた河口堰。予備調査のみで中止となる。 | [ 346 ]         |
| 滋賀   | 淀川     | 北川       | 安曇川ダム             | -            | 100.0 | 55,000     | 建設省     | 京阪神地域の異常渇水時に緊急水供給を行うための「緊急水備蓄ダム」として計画された。 | [ 347 ]         |
| 滋賀   | 淀川     | 愛知川     | 永源寺第二ダム         | 重力         | 90.0  | 25,700     | 農林水産省 | - | [ 348 ]         |
| 滋賀   | 淀川     | 巣亦川     | 金居原発電所下部調整池 | ロックフィル | 108.2 | 18,600     | 関西電力   | 関西電力による金居原揚水発電所計画の下部調整池。 | [ 349 ]         |
| 滋賀   | 淀川     | 麻生川     | 北川第一ダム           | 台形CSG      | 51.2  | 10,400     | 滋賀県     | - | [ 350 ]         |
| 滋賀   | 淀川     | 北川       | 北川第二ダム           | 台形CSG      | 57.5  | 9,940      | 滋賀県     | - | [ 351 ]         |
| 滋賀   | 淀川     | 水谷川     | 芹谷ダム               | 重力         | 58.0  | 12,600     | 滋賀県     | 計画当初は栗栖ダムという名称だった。 | [ 352 ]         |
| 滋賀   | 淀川     | 高時川     | 丹生ダム               | ロックフィル | 145.0 | 150,000    | 水資源機構 | - | [ 353 ]         |
| 京都   | 由良川   | 由良川     | 芦生ダム               | 重力         | 93.0  | 109,000    | 建設省     | 容量は有効貯水容量 | [ 354 ]         |
| 京都   | 淀川     | 桂川       | 鎌倉ダム               | 重力         | 88.0  | 64,200     | 建設省     | 容量は有効貯水容量 | [ 355 ]         |
| 京都   | 淀川     | 鴨川       | 鴨川ダム               | 重力         | 110.0 | 38,000     | 建設省     | 京阪神地域の異常渇水時に緊急水供給を行うための「緊急水備蓄ダム」として計画された。京都府が計画した鴨川ダムとの関連性は不明。 | [ 347 ]         |
| 京都   | 淀川     | 鴨川       | 鴨川ダム               | 重力         | 90.0  | 15,600     | 京都府     | - | [ 356 ]         |
| 京都   | 宇川     | 宇川       | 須川ダム               | 重力         | 71.5  | 4,500      | 農林水産省 | - | [ 357 ]         |
| 京都   | 木津川   | 俵野川     | 俵野ダム               | 重力         | 33.0  | 1,000      | 農林水産省 | - | [ 357 ]         |
| 京都   | 淀川     | 園部川     | 南丹ダム               | 重力         | 65.0  | 4,500      | 京都府     | - | [ 358 ]         |
| 京都   | 福田川   | 福田川     | 福田川ダム             | 重力         | 29.5  | 770        | 京都府     | - | [ 359 ]         |
| 京都   | 淀川     | 和束川     | 和束ダム               | 重力         | 45.2  | 5,050      | 農林水産省 | - | [ 242 ]         |
| 大阪   | 近木川   | 近木川     | 貝塚ダム               | 重力         | 46.5  | 5,850      | 大阪府     | 紀の川導水事業の関連施設として計画されたが、反対運動などにより計画が進展せず予備調査の段階で中止となる。 | [ 360 ]         |
| 大阪   | 番川     | 番川       | 番川ダム               | ロックフィル | 100.0 | 20,000     | 大阪府     | 貝塚ダム（近木川）に代わる紀の川導水事業の関連施設として大阪府泉南郡岬町淡輪地先に計画されたが、具体的な進展なく中止。 | [ 361 ]         |
| 大阪   | 淀川     | 余野川     | 余野川ダム             | 重力         | 74.0  | 17,500     | 国土交通省 | 詳細は本項目を参照。 | [ 362 ]         |
| 兵庫   | 淀川     | 猪名川     | 猪名川ダム             | 重力         | 45.0  | 24,500     | 内務省     | 最初期の河川総合開発事業であったが太平洋戦争で中断。戦後虫生ダム計画として再検討されたが最終的に一庫ダム（一庫大路次川）に地点変更された。 | [ 363 ] [ 364 ] |
| 兵庫   | 円山川   | 坂根川     | 坂根ダム               | 重力         | 53.5  | 726        | 兵庫県     | - | [ 365 ]         |
| 兵庫   | 加古川   | 篠山川     | 篠山川ダム             | ロックフィル | 100.0 | 150,000    | 建設省     | 兵庫県が策定した加古川水系地域総合開発計画において、加古川水系唯一の1億立方メートル級ダム建設可能地点として氷上郡山南町に計画されたが300戸の住居や国鉄福知山線などが水没するため反対が強く立ち消え、1970年建設省により再度予備調査が行われたが中止。篠山川には取水堰である川代ダムが建設された。諸元は建設省案で最小規模値を記載。              | [ 366 ] [ 367 ] |
| 兵庫   | 武庫川   | 波賀野川   | 丹南ダム               | 重力         | 35.0  | 489        | 兵庫県     | - | [ 368 ]         |
| 兵庫   | 千種川   | 千種川     | 船越ダム               | 重力         | 72.0  | 32,700     | 兵庫県     | - | [ 369 ]         |
| 兵庫   | 揖保川   | 揖保川     | 三方ダム               | -            | 70.0  | 40,000     | 建設省     | 揖保川の洪水調節、灌漑、工業用水道供給、水力発電を目的とした特定多目的ダム構想。1972年予備調査に入るが地元の反対が強く、調査中止。諸元は最小規模値を記載。 | [ 370 ]         |
| 兵庫   | 武庫川   | 武庫川     | 武庫川ダム             | 重力         | 73.0  | 9,500      | 兵庫県     | - | [ 371 ]         |
| 兵庫   | 円山川   | 小佐川     | 八鹿ダム               | 重力         | 57.5  | 1,090      | 兵庫県     | - | [ 372 ]         |
| 奈良   | 大和川   | 飛鳥川     | 飛鳥ダム               | 重力         | 56.1  | 850        | 奈良県     | 万葉集ゆかりの河川である飛鳥川は水害を繰り返す一方で水質汚濁の激しい河川であった。このため飛鳥川の治水に加え水質汚濁を改善し清流に戻すための河川維持放流（流水の正常な機能維持）を目的とし、大和川総合治水計画の一環として計画された。しかし反対運動が強く計画中止となる。                                                                      | [ 373 ] [ 374 ] |
| 奈良   | 新宮川   | 東ノ川     | 大瀬ダム               | 重力         | 130.0 | 91,500     | 建設省     | 建設省による熊野川総合開発計画。 | [ 375 ]         |
| 奈良   | 新宮川   | 北山川     | 大沼ダム               | 重力         | 40.0  | -          | 建設省     | 建設省による熊野川総合開発計画。 | [ 375 ]         |
| 奈良   | 淀川     | 四郷川     | 小和田ダム             | アース       | 22.2  | 760        | 農林水産省 | - | [ 376 ]         |
| 奈良   | 新宮川   | 北山川     | 北山ダム               | 重力         | 65.0  | 37,000     | 建設省     | 建設省による熊野川総合開発計画。 | [ 375 ]         |
| 奈良   | 新宮川   | 北山川     | 北山川ダム             | 重力         | 130.0 | 492,000    | 建設省     | 容量は有効貯水容量。経済安定本部による熊野川総合開発計画の原案における北山川のダム計画。三重県熊野市と和歌山県東牟婁郡北山村の境、北山川と大又川の合流点（七色ダム貯水池）付近に建設が計画されていた。 | [ 345 ]         |
| 奈良   | 大和川   | 佐保川     | 佐保川ダム             | 重力         | 45.0  | 2,520      | 奈良県     | - | [ 377 ]         |
| 奈良   | 紀の川   | 紀の川     | 入之波ダム             | 重力         | 130.0 | 114,000    | 建設省     | 読みは「しおのはダム」。大滝ダムに続いて計画されていた特定多目的ダム。大迫ダム上流に建設が予定され紀の川の治水、上水道・工業用水道供給、1万5000キロワットの水力発電を目的として1963年から予備調査を実施し、1981年には本格的な地質調査を行い大滝ダム本体着手時に地元との交渉に臨む方針だったが、その前に立ち消え。当初計画はアーチダムであった。 | [ 378 ] [ 379 ] |
| 奈良   | 新宮川   | 熊野川     | 鹿測ダム               | 重力         | 70.0  | 47,000     | 建設省     | 建設省による熊野川総合開発計画。 | [ 375 ]         |
| 奈良   | 新宮川   | 北山川     | 白川ダム               | アーチ       | 34.0  | 8,000      | 電源開発   | - | [ 380 ]         |
| 奈良   | 新宮川   | 北山川     | 新摺子ダム             | 重力         | 95.0  | 94,000     | 建設省     | 容量は有効貯水容量。経済安定本部による熊野川総合開発計画の原案における北山川のダム計画で、北山川ダムが建設できない場合の代替案。池原発電所直下流付近に建設が計画されており、池原ダムの原型とも言える。 | [ 345 ]         |
| 奈良   | 新宮川   | 熊野川     | 新十津川ダム           | ロックフィル | 150.0 | 200,000    | 電源開発   | 容量は有効貯水容量。電源開発が構想していた新十津川揚水発電計画の上部調整池。16キロメートル下流の風屋ダムを下部調整池として最大120万キロワットの発電を行う計画だが、仮に完成した場合大塔村（五條市）中心部など215戸の民家に加え10キロメートル上流の猿谷ダムが水没する。結果的に構想のみで終わった。                                              | [ 333 ]         |
| 奈良   | 新宮川   | 北山川     | 前鬼口ダム             | 重力         | 95.0  | 29,500     | 建設省     | 建設省による熊野川総合開発計画。 | [ 375 ]         |
| 奈良   | 紀の川   | 栃原川     | 栃原ダム               | アース       | 29.0  | 710        | 農林省     | - | [ 381 ]         |
| 奈良   | 新宮川   | 熊野川     | 広瀬ダム               | ロックフィル | 153.5 | 177,000    | 建設省     | 奈良県吉野郡天川村塩野地先、猿谷ダム貯水池の上流端付近に計画された熊野川の治水、水道用水供給、出力5万キロワットの水力発電を目的とした特定多目的ダム。374戸の移転など補償案件が多大で、予備調査のまま計画は消滅。 | [ 346 ]         |
| 和歌山 | 古座川   | 小川       | 小川ダム               | 重力         | 42.0  | 19,600     | 和歌山県   | - | [ 382 ]         |
| 和歌山 | 紀の川   | 紀伊丹生川 | 紀伊丹生川ダム         | 重力         | 145.0 | 60,500     | 国土交通省 | - | [ 383 ]         |
| 和歌山 | 紀の川   | 貴志川     | 貴志川ダム             | ロックフィル | 75.0  | 32,000     | 建設省     | - | [ 384 ]         |
| 和歌山 | 新宮川   | 熊野川     | 高森ダム               | 重力         | 42.0  | 21,500     | 電源開発   | - | [ 385 ]         |
| 和歌山 | 日高川   | 日高川     | 滝頭ダム               | 重力         | 60.0  | 15,800     | 和歌山県   | - | [ 386 ]         |
| 和歌山 | 有田川   | 有田川     | 花園ダム               | 重力         | 64.5  | 10,400     | 農林省     | - | [ 381 ]         |
| 和歌山 | 新宮川   | 熊野川     | 檜杖ダム               | 重力         | 30.0  | 70,000     | 建設省     | 建設省による熊野川総合開発計画。 | [ 375 ]         |
| 和歌山 | 紀の川   | 真国川     | 真国川ダム             | 重力         | 75.0  | 30,000     | 建設省     | - | [ 384 ]         |
| 和歌山 | 紀の川   | 桂川       | 美里ダム               | 重力         | 40.0  | 320        | 和歌山県   | - | [ 387 ]         |
| 和歌山 | 新宮川   | 熊野川     | 椋呂ダム               | 重力         | 71.0  | 58,000     | 電源開発   | - | [ 385 ]         |
| 和歌山 | 男里川   | 山中川     | 山中ダム               | ロックフィル | 98.0  | 19,350     | 大阪府     | 特定多目的ダムである紀の川大堰（紀の川）と導水路で連結し、紀の川渇水時には和歌山に貯水を融通する計画。また男里川水系は大阪府が管理する二級河川だがダム建設予定地は和歌山県と、複雑な要素が存在していた。 | [ 360 ]         |

### 中国地方
| 所在 | 水系     | 河川     | ダム         | 型式 | 高さ  | 総貯水容量 | 事業者     | 備考・注釈 | 出典                            |
| ---- | -------- | -------- | ------------ | ---- | ----- | ---------- | ---------- | --- | ------------------------------- |
| 鳥取 | 天神川   | 加茂川   | 中部ダム     | 重力 | 46.8  | 6,200      | 鳥取県     | - | [ 388 ]                         |
| 島根 | 江の川   | 江の川   | 乙谷ダム     | 重力 | 32.0  | 3,800      | 電源開発   | 容量は有効貯水容量。国鉄三江線付替えを巡る問題で1959年12月に高梨ダム計画（後述）が中止された後、三江線に影響を及ぼさない水力発電計画として登場。乙谷ダムを下部調整池、ダム両岸に上部調整池を設けて合計44万キロワットの揚水発電を行う田原・羽須美発電所計画の中心事業であったが、中止。 | [ 389 ]                         |
| 島根 | 高津川   | 匹見川   | 新豊川ダム   | -    | 84.5  | -          | -          | - | [ 390 ]                         |
| 島根 | 高津川   | 匹見川   | 新匹見ダム   | 重力 | 56.0  | 12,000     | -          | - | [ 391 ]                         |
| 島根 | 江の川   | 江の川   | 高梨ダム     | 重力 | 68.0  | 105,000    | 電源開発   | 容量は有効貯水容量。三江線付替えを巡り地元島根県との交渉が難航し、三江線敷設が優先されるなど費用対効果に難があり1959年12月に計画中止。 | [ 392 ]                         |
| 島根 | 江の川   | 出羽川   | 段原ダム     | 重力 | 38.0  | 15,000     | 建設省     | - | [ 393 ]                         |
| 島根 | 江の川   | 江の川   | 都賀行ダム   | 重力 | 79.0  | 581,000    | 建設省     | - | [ 393 ]                         |
| 島根 | 高津川   | 高津川   | 日原ダム     | 重力 | 88.0  | 69,550     | 建設省     | - | [ 394 ] [ 395 ]                 |
| 島根 | 高津川   | 匹見川   | 横田ダム     | -    | 41.1  | -          | -          | - | [ 390 ]                         |
| 岡山 | 旭川     | 余川     | 余川ダム     | 重力 | 75.0  | 21,000     | 岡山県     | 旭川の支流目木川に合流する余川上流、岡山県真庭市（当時は真庭郡久世町）樫西地先に計画されていた洪水調節・流水の正常な機能維持・上水道供給を目的とした補助多目的ダム事業。 | [ 396 ]                         |
| 岡山 | 旭川     | 宇甘川   | 宇甘ダム     | -    | 60.0  | 72,600     | 岡山県     | 容量は有効貯水容量。1970年に岡山県が作成した都道府県施設整備計画において、予想される水需要を充足させるために1985年までに整備計画を完了するとした19基のダム計画の一つ。1979年完成を目標としていたが構想のみで終わる。 | [ 397 ]                         |
| 岡山 | 高梁川   | 大谷川   | 大谷川ダム   | 重力 | 40.0  | 422        | 岡山県     | - | [ 398 ]                         |
| 岡山 | 吉井川   | 大原川   | 大原川ダム   | 重力 | 33.8  | 722        | 岡山県     | - | [ 399 ]                         |
| 岡山 | 吉井川   | 加茂川   | 加茂川ダム   | -    | 50.0  | 56,000     | 岡山県     | 容量は有効貯水容量。1970年に岡山県が作成した都道府県施設整備計画において、予想される水需要を充足させるために1985年までに整備計画を完了するとした19基のダム計画の一つ。1983年完成を目標としていたが構想のみで終わる。 | [ 397 ]                         |
| 岡山 | 吉井川   | 吉井川   | 佐伯ダム     | 重力 | 16.0  | 8,500      | 岡山県     | 吉井川本流中流部、岡山県和気郡佐伯町（和気郡和気町佐伯）地先に計画されていた利水専用多目的ダム事業。岡山県が1966年に策定した吉井川総合開発計画に基づき苫田ダム（吉井川。後に直轄事業に移行）・黒木ダム（倉見川）と共に計画された灌漑・工業用水道供給・水力発電を目的とした、ゲート横並びタイプ（池田ダム（吉野川）・黒鳥ダム（成羽川）などど同様）の重力ダム。                                               | [ 400 ]                         |
| 岡山 | 高梁川   | 佐伏川   | 佐伏川ダム   | 重力 | 57.0  | 8,700      | 岡山県     | 高梁川支流の津々川に合流する佐伏川上流、岡山県高梁市中井地先に計画されていた洪水調節・流水の正常な機能維持・上水道供給を目的とした補助多目的ダム事業。ダム事業として正式採択され実施計画調査が行われていた。 | [ 242 ] [ 396 ]                 |
| 岡山 | 高梁川   | 小田川   | 猿鳴ダム     | -    | 90.0  | -          | 岡山県     | 1970年に岡山県が作成した都道府県施設整備計画において、予想される水需要を充足させるために1985年までに整備計画を完了するとした19基のダム計画の一つ。1978年完成を目標としていたが構想のみで終わる。 | [ 397 ]                         |
| 岡山 | 旭川     | 新庄川   | 新庄ダム     | -    | 60.0  | 24,200     | 岡山県     | 容量は有効貯水容量。1970年に岡山県が作成した都道府県施設整備計画において、予想される水需要を充足させるために1985年までに整備計画を完了するとした19基のダム計画の一つ。1982年完成を目標としていたが構想のみで終わる。 | [ 397 ]                         |
| 岡山 | 高梁川   | 高梁川   | 高梁川河口湖 | 堰   | -     | 5,000      | 岡山県     | 容量は有効貯水容量。1970年に岡山県が作成した都道府県施設整備計画において、予想される水需要を充足させるために1985年までに整備計画を完了するとした19基のダム計画の一つ。1980年完成を目標としていたが構想のみで終わる。 | [ 397 ]                         |
| 岡山 | 高梁川   | 小田川   | 天神ダム     | 重力 | 43.1  | 10,010     | 農林省     | 農林省中国四国農政局による笠岡湾干拓計画の関連事業として干拓造成地への灌漑と工業用水道供給および小田川の治水を目的としていた。 | [ 401 ]                         |
| 岡山 | 吉井川   | 吉野川   | 豊野ダム     | -    | 50.0  | 58,000     | 岡山県     | 容量は有効貯水容量。1970年に岡山県が作成した都道府県施設整備計画において、予想される水需要を充足させるために1985年までに整備計画を完了するとした19基のダム計画の一つ。1984年完成を目標としていたが構想のみで終わる。 | [ 397 ]                         |
| 岡山 | 高梁川   | 領家川   | 仁賀ダム     | -    | 35.0  | 10,000     | 岡山県     | 容量は有効貯水容量。1970年に岡山県が作成した都道府県施設整備計画において、予想される水需要を充足させるために1985年までに整備計画を完了するとした19基のダム計画の一つ。高梁川支流の成羽川に合流する坂本川に1981年完成を目標としていたが構想のみで終わる。 | [ 397 ]                         |
| 岡山 | 高梁川   | 高梁川   | 方谷ダム     | 重力 | 60.0  | 72,000     | 岡山県     | 容量は有効貯水容量。水島臨海工業地帯への水供給を主眼としていた高梁川総合開発の第一期事業として岡山県高梁市尾崎・同市入江地先に建設が計画されていた。伯備線付替えを巡り当時の国鉄と交渉が難航し、水島臨海工業地帯開発との兼ね合いから第二期事業の河本ダム（西川）や新成羽川ダム（成羽川）が先に建設され、方谷ダムは計画が消滅した。高梁川本流には千屋ダムが1998年（平成10年）最上流部の新見市に完成している。 | [ 402 ] [ 403 ] [ 397 ] [ 404 ] |
| 岡山 | 高梁川   | 本郷川   | 本郷川ダム   | 重力 | 75.0  | 16,000     | 岡山県     | 高梁川支流の西川に合流する本郷川上流、岡山県新見市哲多町（当時は阿哲郡哲多町）矢戸地先に計画されていた治水ダム事業。 | [ 396 ]                         |
| 岡山 | 旭川     | 目木川   | 目木第一ダム | -    | 40.0  | 37,000     | 岡山県     | 容量は有効貯水容量。1970年に岡山県が作成した都道府県施設整備計画において、予想される水需要を充足させるために1985年までに整備計画を完了するとした19基のダム計画の一つ。1984年完成を目標としていたが構想のみで終わる。 | [ 397 ]                         |
| 岡山 | 高梁川   | 小田川   | 柳井原堰     | 堰   | 5.9   | 4,800      | 国土交通省 | - | [ 405 ]                         |
| 岡山 | 吉井川   | 山家川   | 山家川ダム   | 重力 | 35.0  | 2,500      | 岡山県     | 吉井川支流の吉野川に合流する山家川上流、岡山県美作市（当時は英田郡作東町）角南地先に計画されていた治水ダム事業。 | [ 396 ]                         |
| 岡山 | 吉井川   | 吉井川   | 吉岡ダム     | 重力 | 28.0  | 20,000     | 建設省     | - | [ 406 ]                         |
| 岡山 | 高梁川   | 坂本川   | 吉村ダム     | -    | 62.0  | 9,600      | 岡山県     | 容量は有効貯水容量。1970年に岡山県が作成した都道府県施設整備計画において、予想される水需要を充足させるために1985年までに整備計画を完了するとした19基のダム計画の一つ。高梁川支流の成羽川に合流する坂本川に1981年完成を目標としていたが構想のみで終わる。 | [ 397 ]                         |
| 岡山 | 吉井川   | 吉野川   | 吉村ダム     | -    | 50.0  | 58,500     | 岡山県     | 容量は有効貯水容量。1970年に岡山県が作成した都道府県施設整備計画において、予想される水需要を充足させるために1985年までに整備計画を完了するとした19基のダム計画の一つ。高梁川支流の成羽川に合流する坂本川に1982年完成を目標としていたが構想のみで終わる。 | [ 397 ]                         |
| 広島 | 太田川   | 太田川   | 大野ダム     | 重力 | 112.0 | 750,000    | 建設省     | 広島市安佐北区（当時は安佐郡亀山村大野）地先に計画されていた、太田川の洪水調節と灌漑、上水道・工業用水道供給および最大出力11万5000キロワットの水力発電を目的とした多目的ダム。ただし建設されると間野平発電所が水没するほか当時進められていた芸北特定地域総合開発計画の発電事業に影響を及ぼす可能性があった。しかし構想のみで終わる。                                                                         | [ 407 ]                         |
| 広島 | 江の川   | 比和川   | 木屋原ダム   | 重力 | 40.5  | 23,263     | 建設省     | - | [ 393 ]                         |
| 広島 | 太田川   | 関川     | 関川ダム     | 重力 | 62.0  | 10,000     | 広島県     | - | [ 408 ]                         |
| 広島 | 江の川   | 西城川   | 高茂ダム     | -    | 15.0  | 370        | 広島県     | - | [ 409 ]                         |
| 広島 | 江の川   | 比和川   | 比和ダム     | -    | 70.0  | 32,977     | 広島県     | 江の川水系から芦田川水系に流域変更を伴う導水を行い、備後地区工業整備特別地域の工業地帯に用水供給を行うと共に西城川の洪水調節と水力発電を目的とした西城川総合開発計画の中心事業。 | [ 409 ]                         |
| 広島 | 太田川   | 太田川   | 吉和郷ダム   | -    | 120.0 | 100,000    | 建設省     | - | [ 410 ]                         |
| 山口 | 田布施川 | 才賀川   | 竹尾ダム     | 重力 | 33.0  | 2,000      | 山口県     | - | [ 408 ]                         |
| 山口 | 有帆川   | 小河内川 | 西万倉ダム   | 重力 | 35.0  | 670        | 山口県     | - | [ 411 ]                         |
| 山口 | 錦川     | 宇佐川   | 深須ダム     | 重力 | 55.0  | 21,400     | 山口県     | 錦川特定地域総合開発計画。 | [ 412 ]                         |

### 四国地方
| 所在 | 水系     | 河川     | ダム       | 型式         | 高さ  | 総貯水容量 | 事業者          | 備考・注釈 | 出典    |
| ---- | -------- | -------- | ---------- | ------------ | ----- | ---------- | --------------- | --- | ------- |
| 徳島 | 吉野川   | 八丁谷川 | 相坂ダム   | 重力         | 58.0  | 4,700      | 徳島県          | - | [ 413 ] |
| 徳島 | 吉野川   | 銅山川   | 岩戸ダム   | 重力         | 136.0 | 289,000    | 建設省          | - | [ 414 ] |
| 徳島 | 那賀川   | 那賀川   | 海川口ダム | 重力         | 139.0 | 480,000    | 建設省          | 四国総合開発審議会案。 | [ 415 ] |
| 徳島 | 吉野川   | 吉野川   | 大佐古ダム | 重力         | 146.0 | 676,000    | 建設省          | 小歩危ダム・岩戸ダムの統合案。 | [ 414 ] |
| 徳島 | 吉野川   | 銅山川   | 大野ダム   | 重力         | 65.0  | 41,500     | 建設省 電源開発 | 吉野川総合開発計画において電源開発が立案した岩戸ダム計画に代わる銅山川開発案。 | [ 414 ] |
| 徳島 | 吉野川   | 吉野川   | 川崎ダム   | 重力         | 29.6  | 4,200      | 建設省          | - | [ 414 ] |
| 徳島 | 吉野川   | 黒谷川   | 黒谷ダム   | 重力         | 42.0  | 606        | 徳島県          | - | [ 413 ] |
| 徳島 | 吉野川   | 吉野川   | 小歩危ダム | 重力         | 126.0 | 307,500    | 建設省 電源開発 | 経済安定本部の原案における諸元。その後後述の電源開発による計画に縮小され中止。 | [ 414 ] |
| 徳島 | 吉野川   | 吉野川   | 小歩危ダム | 重力アーチ   | 49.0  | 14,500     | 電源開発        | 前述の小歩危ダム計画が縮小を重ね、最終的に吉野川総合開発計画における水力発電事業の一環として電源開発が計画した発電用ダムの計画案。吉野川第二発電所として75,000キロワットを発電する予定だったが1971年に計画廃止。 | [ 416 ] |
| 徳島 | 吉野川   | 柴川谷川 | 柴川ダム   | 重力         | 40.0  | 252        | 徳島県          | - | [ 289 ] |
| 徳島 | 那賀川   | 那賀川   | 細川内ダム | 重力         | 102.0 | 60,400     | 国土交通省      | - | [ 417 ] |
| 徳島 | 那賀川   | 赤松川   | 舞ヶ谷ダム | 重力         | 26.0  | 30,000     | 建設省          | 四国総合開発審議会案。 | [ 415 ] |
| 香川 | 財田川   | 帰来川   | 多治川ダム | 重力         | 65.5  | 1,150      | 香川県          | 同河川に建設された治水ダムである多治川ダムとは別。 | [ 418 ] |
| 香川 | 土器川   | 前の川   | 前の川ダム | 重力         | 58.0  | 5,300      | 国土交通省      | - | [ 419 ] |
| 愛媛 | 関川     | 浦山川   | 浦山ダム   | 重力         | 52.8  | 1,214      | 愛媛県          | - | [ 420 ] |
| 愛媛 | 仁淀川   | 仁淀川   | 仕出ダム   | 重力         | 120.0 | 385,000    | 建設省          | 四国総合開発審議会案。 | [ 421 ] |
| 愛媛 | 中山川   | 中山川   | 中山川ダム | 重力         | 80.0  | 10,200     | 愛媛県          | - | [ 422 ] |
| 高知 | 四万十川 | 松葉川   | 栗ノ木ダム | 重力         | 88.0  | 300,000    | 建設省          | 四国総合開発審議会案。 | [ 423 ] |
| 高知 | 吉野川   | 吉野川   | 敷岩ダム   | 重力         | 33.0  | 36,500     | 建設省 電源開発 | - | [ 414 ] |
| 高知 | 仁淀川   | 仁淀川   | 竹屋敷ダム | 重力         | 200.0 | 800,000    | 建設省          | 四国総合開発審議会案。 | [ 421 ] |
| 高知 | 奈半利川 | 池谷川   | 田野ダム   | ロックフィル | 39.7  | 453        | 高知県          | - | [ 424 ] |
| 高知 | 吉野川   | 吉野川   | 永淵ダム   | 重力         | 26.0  | 6,600      | 建設省          | - | [ 414 ] |
| 高知 | 物部川   | 仁井田川 | 仁井田ダム | 重力         | 38.5  | 240        | 高知県          | - | [ 425 ] |
| 高知 | 渡川     | 四万十川 | 保喜ダム   | 重力         | 115.0 | 1,600,000  | 建設省          | 四国総合開発審議会案。 | [ 423 ] |
| 高知 | 渡川     | 檮原川   | 本村ダム   | 重力         | 108.0 | 261,000    | 建設省          | 四国総合開発審議会案。 | [ 423 ] |
| 高知 | 渡川     | 檮原川   | 檮原ダム   | 重力         | 102.0 | 183,000    | 建設省          | 容量は有効貯水容量。高知県高岡郡檮原町影地地先に建設が計画されていた特定多目的ダム。1964年より予備調査が実施されたが水没戸数470戸と補償問題が大きく、予備調査の段階で調査終了。                                  | [ 426 ] |

### 九州沖縄地方
| 所在   | 水系                      | 河川                      | ダム                | 型式         | 高さ      | 総貯水容量 | 事業者     | 備考・注釈 | 出典                            |
| ------ | ------------------------- | ------------------------- | ------------------- | ------------ | --------- | ---------- | ---------- | --- | ------------------------------- |
| 福岡   | 大根川                    | 大根川                    | 清瀧ダム            | ロックフィル | 59.0      | 4,080      | 福岡県     | - | [ 427 ]                         |
| 福岡   | 筑後川                    | 高良川                    | 高良川ダム          | ロックフィル | 65.0      | 8,800      | 建設省     | - | [ 428 ]                         |
| 福岡   | 城井川                    | 城井川                    | 寒田ダム            | ロックフィル | 73.0      | 7,300      | 福岡県     | - | [ 429 ]                         |
| 福岡   | 竹馬川 貫川 朽網川 大野川 | 竹馬川 貫川 朽網川 大野川 | 曽根河口湖          | （締切堤防） | -         | 15,000     | 福岡県     | 容量は有効貯水容量。福岡県北九州市小倉南区（当時は小倉区）、沖合に北九州空港がある曽根湾を長さ2,400メートルの堤防で締め切り浚渫を行って淡水化し、北九州工業地帯への工業用水道供給と曽根湾沿岸の干拓地および竹馬川・貫川（二級河川）と朽網川・大野川（準用河川）への高潮防除を目的とした補助多目的ダム事業として予備調査が行われたが、実施計画調査として新規採択されず立ち消えとなった。曽根臨海ダムとも呼ばれた。 | [ 430 ] [ 431 ] [ 432 ]         |
| 福岡   | 筑後川                    | 山口川                    | 山神ダム再開発      | 複合         | 59.0      | 4,000      | 福岡県     | 山神ダム自体は1979年（昭和54年）完成。総貯水容量290万立方メートルを400万立方メートルに拡張するダム再開発計画。 | [ 433 ]                         |
| 佐賀   | 木須川                    | 木須川                    | 木須ダム            | 重力         | 37.0      | 1,160      | 農林水産省 | - | [ 434 ]                         |
| 佐賀   | 有田川                    | 猿川                      | 猿川ダム            | 重力         | 29.9      | 1,170      | 佐賀県     | - | [ 289 ]                         |
| 佐賀   | 六角川                    | 六角川                    | 永野ダム            | -            | 26.0      | 19,000     | 建設省     | 下流部の六角川河口堰と共に計画されたが立ち消えとなる。六角川河口堰は完成。また六角川には最上流部に矢筈ダムが完成している。 | [ 435 ]                         |
| 長崎   | 梅津川                    | 梅津川                    | 梅津ダム            | 重力         | 16.5      | 270        | 長崎県     | - | [ 436 ]                         |
| 長崎   | 奥ノ木場川                | 奥ノ木場川                | 奥ノ木場ダム        | 重力         | 32.1      | 2,671      | 長崎県     | - | [ 437 ]                         |
| 長崎   | 谷江川                    | 角川                      | 黒越ダム            | 重力         | 20.6      | 170        | 長崎県     | - | [ 436 ]                         |
| 長崎   | 境川                      | 境川                      | 轟ダム              | 重力         | 72.0      | 7,110      | 長崎県     | - | [ 436 ]                         |
| 長崎   | 村松川                    | 村松川                    | 村松ダム            | 重力         | 45.1      | 1,280      | 長崎県     | - | [ 438 ]                         |
| 長崎   | 雪浦川                    | 雪浦川                    | 雪浦第二ダム        | 重力         | 72.0      | 7,360      | 長崎県     | - | [ 439 ]                         |
| 熊本   | 綱津川                    | 綱津川                    | 赤木ダム            | 重力         | 41.5      | 340        | 熊本県     | - | [ 440 ]                         |
| 熊本   | 球磨川                    | 川辺川                    | 五木ダム            | 重力         | 61.0      | 3,500      | 熊本県     | - | [ 289 ]                         |
| 熊本   | 緑川                      | 釈迦院川                  | 釈迦院ダム          | 重力         | 52.0      | 2,470      | 熊本県     | 水源地域対策特別措置法対象ダム。 | [ 441 ]                         |
| 熊本   | 高浜川                    | 大河内川                  | 高浜ダム            | 重力         | 44.0      | 618        | 熊本県     | - | [ 442 ]                         |
| 熊本   | 緑川                      | 加勢川                    | 高遊原地下浸透ダム  | 地下ダム     | 18.0      | 1,400      | 国土交通省 | 緑川に注ぐ加勢川の支流である木山川と布田川に堰を設け、地下に水を誘導することで加勢川の洪水調節と熊本市の水源である地下水の涵養を図る計画。 | [ 443 ] [ 444 ]                 |
| 熊本   | 筑後川                    | 筑後川                    | 杖立ダム            | -            | 130.0     | 140,000    | 建設省     | 北部九州水資源開発マスタープラン。 | [ 445 ] [ 446 ]                 |
| 熊本   | 緑川                      | 御船川                    | 七滝ダム            | ロックフィル | 90.0      | 17,500     | 国土交通省 | - | [ 447 ]                         |
| 熊本   | 七ッ割川                  | 七ッ割川                  | 七ッ割ダム          | 重力         | 19.5      | 116        | 熊本県     | - | [ 448 ]                         |
| 熊本   | 岩下川                    | 岩下川                    | 姫戸ダム            | 重力         | 33.0      | 167        | 熊本県     | - | [ 449 ]                         |
| 熊本   | 筑後川                    | 筑後川                    | 簗瀬ダム            | 重力         | 51.8      | 20,700     | 建設省     | - | [ 450 ]                         |
| 大分   | 高山川                    | 高山川                    | 岩谷ダム            | ロックフィル | 46.0      | 3,050      | 農林水産省 | - | [ 451 ]                         |
| 大分   | 伊美川                    | 伊美川                    | 一の瀬ダム          | 重力         | 37.6      | 750        | 農林水産省 | - | [ 452 ]                         |
| 大分   | 大野川                    | 大野川                    | 大野川ダム          | 複合         | 55.0      | 10,800     | 大分県     | - | [ 453 ]                         |
| 大分   | 大野川                    | 大野川                    | 柏野ダム            | -            | 50.0      | 40,000     | 建設省     | 大分県豊後大野市（当時は大野郡朝地町と同郡緒方町の境）に計画されていたダム事業。1969年より大分県が予備調査を開始していたが翌1970年より建設省に承継され特定多目的ダム事業として予備調査が続行された。支流平井川の矢田ダム（後述）との2ダム1事業として調査が進められたが、矢田ダムが事業採択された一方で本ダムは朝地町・緒方町の反対が強く予備調査のみで打ち切られた。                                              | [ 454 ] [ 455 ]                 |
| 大分   | 大野川                    | 柴北川                    | 木浦内ダム          | ロックフィル | 43.9      | 1,681      | 農林水産省 | - | [ 456 ]                         |
| 大分   | 筑後川                    | 玖珠川                    | 玖珠川ダム          | ロックフィル | 120.0     | 72,800     | 建設省     | 筑後川水系水資源開発構想、いわゆる北部九州水資源開発マスタープランに基づき大分県日田市（当時は日田郡天瀬町）と玖珠郡玖珠町の境に計画された特定多目的ダム事業の一つで、天瀬ダムとも呼ばれた。ダムサイトの地質にシラス質凝灰層が存在し当時の技術では処理が困難と判断され、1972年12月予備調査を打ち切り事業中止。 | [ 454 ] [ 446 ] [ 457 ] [ 458 ] |
| 大分   | 筑後川                    | 筑後川                    | 久世畑ダム          | 重力         | 79.0      | 109,000    | 建設省     | 松原ダムの前身 | [ 459 ]                         |
| 大分   | 筑後川                    | 玖珠川                    | 猪牟田ダム          | ロックフィル | 120.0     | 38,500     | 国土交通省 | - | [ 460 ]                         |
| 大分   | 筑後川                    | 高尾川                    | 高尾ダム            | -            | 130.0     | 56,800     | 建設省     | 北部九州水資源開発マスタープランに基づき大分県日田市（当時は日田郡天瀬町）に計画された特定多目的ダム事業。ダムサイトの地質に浮石質火山灰が存在し当時の技術では処理が困難と判断され、1972年12月予備調査を打ち切り事業中止。 | [ 454 ] [ 446 ] [ 458 ]         |
| 大分   | 大野川                    | 緒方川                    | 知原ダム            | 重力         | 79.0      | 92,000     | 建設省     | 阿蘇特定地域総合開発計画。 | [ 461 ]                         |
| 大分   | 八坂川                    | 立岩川                    | 常盤ダム            | アース       | 28.6      | 560        | 農林水産省 | - | [ 452 ]                         |
| 大分   | 筑後川                    | 有田川                    | 日向野ダム          | -            | 74.0      | 36,900     | 建設省     | 北部九州水資源開発マスタープランに基づき大分県日田市、筑後川支流の花月川に合流する有田川に計画された2つの特定多目的ダムの下流部ダム計画。ダムサイトの地質が低溶結凝灰岩でありダム建設に不適当と判断され、1972年12月予備調査を打ち切り事業中止。 | [ 454 ] [ 446 ] [ 458 ]         |
| 大分   | 大野川                    | 平井川                    | 矢田ダム            | 重力         | 56.0      | 57,000     | 国土交通省 | - | [ 462 ]                         |
| 大分   | 筑後川                    | 有田川                    | 横畑ダム            | -            | 88.0      | 73,900     | 建設省     | 北部九州水資源開発マスタープランに基づき大分県日田市、筑後川支流の花月川に合流する有田川に計画された2つの特定多目的ダムの上流部ダム計画。ダムサイトの地質が低溶結凝灰岩でありダム建設に不適当と判断され、1972年12月予備調査を打ち切り事業中止。 | [ 454 ] [ 446 ] [ 458 ]         |
| 大分   | 筑後川                    | 松木川                    | 竜門ダム            | 重力         | 31.8      | 3,800      | 建設省     | - | [ 450 ]                         |
| 宮崎   | 手洗川                    | 宮崎川                    | 手洗ダム            | 重力         | 43.0      | 535        | 宮崎県     | - | [ 463 ]                         |
| 宮崎   | 一ツ瀬川                  | 南川                      | 吹山ダム            | 重力         | 72.0      | 5,240      | 宮崎県     | - | [ 464 ]                         |
| 宮崎   | 五ヶ瀬川                  | 五ヶ瀬川                  | 日之影ダム          | 重力         | 105.0     | 56,000     | 建設省     | - | [ 285 ]                         |
| 鹿児島 | 池川                      | 池川                      | 池川ダム 池川副ダム | ロックフィル | 39.5 29.5 | 3,240      | 農林水産省 | - | [ 465 ]                         |
| 鹿児島 | 菱田川                    | 月野川                    | 恒吉ダム            | 重力         | 50.0      | 16,400     | 農林省     | - | [ 466 ]                         |
| 鹿児島 | 小浜川                    | 小中尾川                  | 長島ダム            | ロックフィル | 35.5      | 320        | 鹿児島県   | - | [ 467 ]                         |
| 鹿児島 | 神の川                    | 平野川                    | 半ヶ石ダム          | 重力         | 56.8      | 1,130      | 農林水産省 | - | [ 468 ]                         |
| 鹿児島 | 菱田川                    | 菱田川                    | 平房ダム            | ロックフィル | 43.0      | 12,400     | 農林省     | - | [ 466 ]                         |
| 沖縄   | 平南川                    | アザカ川                  | アザカダム          | 重力         | 42.0      | 740        | 沖縄県     | - | [ 469 ]                         |
| 沖縄   | 比地川                    | 奥間川                    | 奥間ダム            | ロックフィル | 65.0      | 1,450      | 国土交通省 | - | [ 470 ]                         |
| 沖縄   | 座津武川                  | 座津武川                  | 座津武ダム          | 重力         | 48.0      | 3,150      | 国土交通省 | - | [ 471 ]                         |
| 沖縄   | 謝名堂川                  | 謝名堂川                  | タイ原ダム          | アース       | 28.9      | 420        | 沖縄県     | - | [ 203 ]                         |
| 沖縄   | 大川                      | 大川                      | 渡嘉敷ダム          | 重力         | 20.7      | 73         | 沖縄県     | - | [ 469 ]                         |
| 沖縄   | 名蔵川                    | 名蔵川                    | 白水ダム            | ロックフィル | 59.0      | 2,150      | 沖縄県     | - | [ 472 ]                         |
| 沖縄   | 比地川                    | 比地川                    | 比地ダム            | ロックフィル | 66.5      | 19,200     | 国土交通省 | - | [ 470 ]                         |
| 沖縄   | 二又川                    | 二又川                    | 二又ダム            | 重力         | 29.0      | 219        | 沖縄県     | - | [ 473 ]                         |
| 沖縄   | 満名川                    | 満名川                    | 満名ダム            | ロックフィル | 24.0      | 1,600      | 沖縄県     | - | [ 472 ]                         |

### 書籍・文献
- 秋田県教育研究所『秋田県地誌』、1969年
- 秋田魁新報社編『秋田魁年鑑』1969年版、秋田魁新報社、1968年
- 秋保町史編纂委員会編『秋保町史』本編、宮城県名取郡秋保町、1976年
- 旭川市史編集委員会編『旭川市史』第5巻、旭川市、1972年
- 朝日新聞社秋田支局編『川の思想：雄物川のほとりにて』秋田書房、1979年
- アメリカ合衆国海外技術顧問団『日本政府公益事業委員会に対する只見川電源開発調査報告書』総理府公益事業委員会、1952年
- 石川県議会事務局『石川県議会史』第4巻本編、1993年
- 茨城県『茨城県総合振興計画』、1965年
- 岩手県『岩手県総合発展計画』、1980年
- 大分県『県政のあゆみ』昭和46年版（1967-1971）、1971年
- 岡山県『岡山県県勢振興計画書』、1958年
- 神奈川県内広域水道企業団編『水道企業団十五年史』神奈川県内広域水道企業団、1985年
- 河北新報社編集局年鑑室編『河北年鑑』昭和33年版、河北新報社、1957年
- 烏山町史編集委員会編『烏山町史』栃木県那須郡烏山町、1978年
- 北茨城市史編さん委員会編『北茨城市史』下巻、北茨城市、1987年
- 木曽三川治水百年のあゆみ編集委員会・財団法人中部建設協会編集『木曽三川治水百年のあゆみ』建設省中部地方建設局、1995年
- 木村春彦先生還暦祝賀実行委員会『木村春彦論文集』、1980年
- 近畿開発資料集成編集委員会編『近畿開発の計画』第6分冊、大阪都市協会、1963年
- 倉石村史編纂委員会編『倉石村史　中巻』青森県三戸郡倉石村、1989年
- 群馬県企業局『群馬県企業局二十年史』、1978年
- 経済安定本部建設交通局編『河川総合開発調査の実績』、1952年
- 建設省河川局開発課『河川総合開発調査実績概要』第一巻、1955年
- 建設省河川局開発課『河川総合開発調査実績概要』第二巻、1955年
- 建設省河川局開発課『河川総合開発調査実績概要』第三巻、1957年
- 建設省河川局開発課『河川総合開発調査実績概要』第四巻、1959年
- 建設省河川局開発課『河川総合開発調査実績概要』第五巻、1960年
- 建設省河川局開発課『河川総合開発調査実績概要』第八巻、1964年
- 建設省河川局監修『多目的ダム全集』国土開発調査会、1957年
- 建設省河川局監修・全国河川総合開発促進期成同盟会編『日本の多目的ダム　直轄編』1980年版、山海堂、1980年
- 建設省河川局監修・全国河川総合開発促進期成同盟会編『日本の多目的ダム　補助編』1980年版、山海堂、 1980年
- 建設省河川局監修・財団法人ダム技術センター発行『日本の多目的ダム　直轄編』1990年版、山海堂、1990年
- 建設省河川局監修・財団法人ダム技術センター発行『日本の多目的ダム　補助編』1990年版、山海堂、1990年
- 建設省河川局河川計画課編集『日本の河川像を求めて：河川計画課30年の歩み』〔本編〕、山海堂、1983年
- 建設省関東地方建設局監修・利根川百年史編纂委員会編『利根川百年史』、1987年
- 建設省九州地方建設局筑後川工事事務所『筑後川五十年史』、1976年
- 建設省中部地方建設局『事業のあらまし』昭和49年度、中部建設協会、1974年
- 建設省中部地方建設局25年誌編さん委員会監修・編集『中部地建のあゆみ』中部建設協会、1975年
- 建設省北陸地方建設局黒部川工事事務所『黒部川のあゆみ』、1977年
- 国分理編『電源只見川開発史』福島県土木部砂防電力課、1960年
- 国民経済研究協会『島根県江川地域経済調査』、1964年
- 財団法人日本ダム協会『ダム年鑑』1960年版、1960年
- 財団法人日本ダム協会『ダム年鑑』1961年版、1961年
- 財団法人日本ダム協会『ダム年鑑』1964年版、1964年
- 財団法人日本ダム協会『ダム総覧』1975年版、1975年
- 財団法人日本ダム協会『ダム総覧』1980年版、1980年
- 財団法人日本ダム協会『ダム総覧』1984年版、1984年
- 財団法人日本ダム協会『ダム年鑑』1991年版。1991年
- 占冠村役場編『占冠村史』北海道勇払郡占冠村、1963年
- 中部電力『飛騨川　流域の文化と電力』、1979年
- 通商産業省公益事業局『水力計画書』昭和27年度、1953年
- 通商産業省公益事業局『水力計画書』昭和29年度、1955年
- 通商産業省公益事業局『水力計画書』昭和30年度、1956年
- 通商産業省資源エネルギー庁公益事業部『水力開発地点計画策定調査報告書』地域編１～３、1986年
- 通商産業省広島通商産業局『冠山地区広域多目的連続揚水発電計画調査報告書』、1977年
- 土地改良新聞社『農用地開発事業総覧』昭和59年度（改訂）版、1984年
- 栃木新聞社編集局編『「調和と繁栄への道（1）八溝山麓』栃木新聞社、1963年
- 富山県『富山県勢総合計画』第3次総合計画編、1966年
- 長野県社会部労政課編『資料長野県労働運動史』第8巻（1983～1987）、長野県社会部労政課、1990年
- 西川喬『水資源開発』山海堂、1963年
- 日本河川資料調査会『全国水開発大鑑』河川・ダム・下水道、1975年
- 日本河川資料調査会『日本の河川』ダム・河川・砂防・上下水道、1978年
- 農林水産省東海農政局木曽川水系総合農業水利調査事務所編集『木曽川水系農業水利誌』農業土木学会、1980年
- 農林水産省農業土木試験場編『農業土木試験場技報』WM（8）水利、農林水産省農業土木試験場、1987年
- 沼田市史編さん委員会編『沼田市史』第6巻通史編3近代現代、沼田市、2002年
- 馬場知己『東京2,000万都市の改造計画』鹿島研究所出版会、1966年
- 「日高をひらく」編集委員会編『日高をひらく　電源開発の30年』北海道電力、1988年
- 氷見市教育委員会『千人塚　一般県道平・阿尾線特定道路事業に伴う試掘調査概要』、2009年
- 福井県編『福井県史』通史編6（近現代2）、福井県、1996年
- 福井県議会史編さん委員会編『福井県議会史』第7巻、福井県議会事務局、1996年
- 北陸電力『北陸電力20年史』、1972年
- 北海道開発協会建設調査部企画・編集『滝里ダムふるさと誌』北海道開発局石狩川開発建設部、1986年
- 宮城県『第三次宮城県長期総合計画』、1986年
- 北海道開発局『北海道開発局技術研究発表会論文集』第14回、1971年
- 山形県総合開発審議会編『最上川総合開発計画答申書』山形県企画部、1965年

### 雑誌
参照号数は出典節に呈示
- 板取村役場編『広報いたどり』岐阜県武儀郡板取村
- 岩手経済研究所『岩手経済研究』
- 開発行政懇話会編『開発往来』開発行政懇話会
- 「環・太田川」編集委員会『環・太田川』
- 月刊水情報『水情報』
- 建設界通信社『建設界』
- 財界21『財界ふくしま』
- 財団法人ダム技術センター『ダム技術』
- 財団法人日本ダム協会『ダム日本』
- 社団法人日本河川協会『河川』
- 社団法人雪センター『ゆき』
- 新公論社『季刊河川レビュー』
- 新都市開発社編『新都市開発』新都市開発社
- 水温調査会事務局編『水温の研究』
- 東北経済連合会『東経連』
- 土木技術社『土木技術 = Civil engineering for life : 社会と土木を結ぶ総合雑誌』
- 日本水道協会『水道協会雑誌』
- 野田経済研究所『野田経済』
- 発電水力協会『発電水力』
- 北海道開発協会『開発こうほう』
- 水資源開発公団総務部広報課監修『水登ともに』財団法人水資源協会
- 林業経済研究所『林業経済 = Forest economy』